# 布萊克·路易斯
布萊克·科林·路易斯（Blake Colin Lewis，1981年7月21日—）是一位美國歌手及口技手。路易斯是第六季《美國偶像》的亞軍。

## 個人生平

### 早年生平
路易斯出生於華盛頓州雷德蒙德一個擁有威爾斯、德國和愛爾蘭島血統的家庭，為家中獨子，父親及母親分別為德拿斯·路易斯（Dallas Lewis）與迪娜·路易斯（Dinah Lewis）。 迪娜是一位前吉他手，現在空閒時仍會唱歌和彈吉他。 路易斯在位於華盛頓州肯莫爾的肯莫爾初級中學（Kenmore Junior High）及英格萊姆高中完成中學課程。 高中時代，他曾參加不少州際高校比賽，亦參與過無數的音樂劇表演，還跟友人製作了很多饒舌、喜劇錄影帶。
受到第六季《美國偶像》廿四強的其中一位參與者魯迪·卡登納斯有份組成的洛杉磯無伴奏合唱樂團M-Pact前成員馬修·塞爾比（Matthew Selby）啟發，路易斯十七歲時光靠著聆聽CD唱片就學會了口技。 1998年他高中畢業，隨即加入了無伴奏合唱組合華而不實（KickShaw），其間跟其他成員製作了一張收錄十首歌曲，名為《Put It In the Microphone》的音樂專輯。 直到四年後的2002年，路易斯離開樂團，轉而成為一位全職音樂人，起了藝名Bshorty，「做鼓打貝斯秀、嘻哈秀，還有歌曲創作，包括電子和嘻哈音樂」。 除了會聲樂及口技外，他懂彈奏吉他、鋼琴和鼓，也擁有一定數目的原創歌曲，譬如《She Loves The Way》、《Emotional Waterfall》、《Dumpty Humpty》以及《Jealousy》。 參與《美國偶像》前，路易斯正製作一張已完成數首歌曲的個人音樂專輯。

### 《美國偶像》
2006年，從未收看過《美國偶像》的路易斯到位於西雅圖的比賽場館為節目試音，並在各評審前演唱了節奏藍調歌手西尔的歌曲Crazy。 作為地區口技比賽的優勝者，路易斯在其後的好萊塢週（Hollywood's Week）與克里斯·斯萊、魯迪·卡登納斯和湯姆·勞爾組成一隊，演唱比吉斯（Bee Gees）的名曲《How Deep Is Your Love》時用口技為隊友打節奏。他們的演出受到好評，不但獲台下的觀眾和作為評審之一的寶拉·阿巴杜（Paula Abdul）起立鼓掌支持，阿巴杜更認為「那是酷翻會場」（"that brought down the house"）的表演。另外，路易斯曾於英國版《美國偶像》中提及自己於好萊塢週的首場個人演唱是誘惑樂隊（The Temptations）的《Papa Was a Rollin' Stone》。稍後他在其他《美國偶像》參賽者面前演唱此曲，菲爾·斯泰茜稱那是他記憶中路易斯的最佳表演。
| 週次   | 週次   | 週次   | 週次   | 週次   | 週次   | 週次   | 週次   | 週次   | 週次   | 週次   | 週次   | 週次   | 週次   | 週次   | 週次   | 週次   | 週次   | 週次   | 週次   | 週次   | 週次   | 週次   | 週次   | 週次   | 週次   | 週次   | 週次   | 週次   | 週次   | 週次   | 週次   | 週次   | 週次   | 週次   | 週次   | 週次   | 週次   | 週次   | 週次   | 週次   | 週次   | 週次   | 週次   | 週次   | 週次   | 週次   | 週次   | 週次   | 週次   | 週次   | 週次   | 週次   | 週次   | 週次   | 週次   | 週次   | 週次   | 週次   | 週次   | 演唱曲目                                                              | 演唱曲目                                                              | 演唱曲目                                                              | 演唱曲目                                                              | 演唱曲目                                                              | 演唱曲目                                                              | 演唱曲目                                                              | 演唱曲目                                                              | 演唱曲目                                                              | 演唱曲目                                                              | 演唱曲目                                                              | 演唱曲目                                                              | 演唱曲目                                                              | 演唱曲目                                                              | 演唱曲目                                                              | 演唱曲目                                                              | 演唱曲目                                                              | 演唱曲目                                                              | 演唱曲目                                                              | 演唱曲目                                                              | 演唱曲目                                                              | 演唱曲目                                                              | 演唱曲目                                                              | 演唱曲目                                                              | 演唱曲目                                                              | 演唱曲目                                                              | 演唱曲目                                                              | 演唱曲目                                                              | 演唱曲目                                                              | 演唱曲目                                                              | 演唱曲目                                                              | 演唱曲目                                                              | 演唱曲目                                                              | 演唱曲目                                                              | 演唱曲目                                                              | 演唱曲目                                                              | 演唱曲目                                                              | 演唱曲目                                                              | 演唱曲目                                                              | 演唱曲目                                                              | 演唱曲目                                                              | 演唱曲目                                                              | 演唱曲目                                                              | 演唱曲目                                                              | 演唱曲目                                                              | 演唱曲目                                                              | 演唱曲目                                                              | 演唱曲目                                                              | 演唱曲目                                                              | 演唱曲目                                                              | 演唱曲目                                                              | 演唱曲目                                                              | 演唱曲目                                                              | 演唱曲目                                                              | 演唱曲目                                                              | 演唱曲目                                                              | 演唱曲目                                                              | 演唱曲目                                                              | 演唱曲目                                                              | 演唱曲目                                                              | 演唱曲目                                                              | 演唱曲目                                                              | 演唱曲目                                                              | 演唱曲目                                                              | 演唱曲目                                                              | 演唱曲目                                                              | 演唱曲目                                                              | 演唱曲目                                                              | 演唱曲目                                                              | 演唱曲目                                                              | 演唱曲目                                                              | 演唱曲目                                                              | 演唱曲目                                                              | 演唱曲目                                                              | 演唱曲目                                                              | 演唱曲目                                                              | 演唱曲目                                                              | 演唱曲目                                                              | 演唱曲目                                                              | 演唱曲目                                                              | 演唱曲目                                                              | 演唱曲目                                                              | 演唱曲目                                                              | 演唱曲目                                                              | 演唱曲目                                                              | 演唱曲目                                                              | 演唱曲目                                                              | 演唱曲目                                                              | 演唱曲目                                                              | 演唱曲目                                                              | 演唱曲目                                                              | 演唱曲目                                                              | 演唱曲目                                                              | 演唱曲目                                                              | 演唱曲目                                                              | 演唱曲目                                                              | 演唱曲目                                                              | 演唱曲目                                                              | 演唱曲目                                                              | 演唱曲目                                                              | 演唱曲目                                                              | 演唱曲目                                                              | 演唱曲目                                                              | 演唱曲目                                                              | 演唱曲目                                                              | 演唱曲目                                                              | 演唱曲目                                                              | 演唱曲目                                                              | 演唱曲目                                                              | 演唱曲目                                                              | 演唱曲目                                                              | 演唱曲目                                                              | 演唱曲目                                                              | 演唱曲目                                                              | 演唱曲目                                                              | 演唱曲目                                                              | 演唱曲目                                                              | 演唱曲目                                                              | 演唱曲目                                                              | 演唱曲目                                                              | 演唱曲目                                                              | 演唱曲目                                                              | 演唱曲目                                                              | 演唱曲目                                                              | 演唱曲目                                                              | 演唱曲目                                                              | 演唱曲目                                                              | 演唱曲目                                                              | 演唱曲目                                                              | 演唱曲目                                                              | 演唱曲目                                                              | 演唱曲目                                                              | 演唱曲目                                                              | 演唱曲目                                                              | 演唱曲目                                                              | 原唱歌手                                                                                    | 原唱歌手                                                                                    | 原唱歌手                                                                                    | 原唱歌手                                                                                    | 原唱歌手                                                                                    | 原唱歌手                                                                                    | 原唱歌手                                                                                    | 原唱歌手                                                                                    | 原唱歌手                                                                                    | 原唱歌手                                                                                    | 原唱歌手                                                                                    | 原唱歌手                                                                                    | 原唱歌手                                                                                    | 原唱歌手                                                                                    | 原唱歌手                                                                                    | 原唱歌手                                                                                    | 原唱歌手                                                                                    | 原唱歌手                                                                                    | 原唱歌手                                                                                    | 原唱歌手                                                                                    | 原唱歌手                                                                                    | 原唱歌手                                                                                    | 原唱歌手                                                                                    | 原唱歌手                                                                                    | 原唱歌手                                                                                    | 原唱歌手                                                                                    | 原唱歌手                                                                                    | 原唱歌手                                                                                    | 原唱歌手                                                                                    | 原唱歌手                                                                                    | 原唱歌手                                                                                    | 原唱歌手                                                                                    | 原唱歌手                                                                                    | 原唱歌手                                                                                    | 原唱歌手                                                                                    | 原唱歌手                                                                                    | 原唱歌手                                                                                    | 原唱歌手                                                                                    | 原唱歌手                                                                                    | 原唱歌手                                                                                    | 原唱歌手                                                                                    | 原唱歌手                                                                                    | 原唱歌手                                                                                    | 原唱歌手                                                                                    | 原唱歌手                                                                                    | 原唱歌手                                                                                    | 原唱歌手                                                                                    | 原唱歌手                                                                                    | 原唱歌手                                                                                    | 原唱歌手                                                                                    | 原唱歌手                                                                                    | 原唱歌手                                                                                    | 原唱歌手                                                                                    | 原唱歌手                                                                                    | 原唱歌手                                                                                    | 原唱歌手                                                                                    | 原唱歌手                                                                                    | 原唱歌手                                                                                    | 原唱歌手                                                                                    | 原唱歌手                                                                                    | 原唱歌手                                                                                    | 原唱歌手                                                                                    | 原唱歌手                                                                                    | 原唱歌手                                                                                    | 原唱歌手                                                                                    | 原唱歌手                                                                                    | 原唱歌手                                                                                    | 原唱歌手                                                                                    | 原唱歌手                                                                                    | 原唱歌手                                                                                    | 原唱歌手                                                                                    | 原唱歌手                                                                                    | 原唱歌手                                                                                    | 原唱歌手                                                                                    | 原唱歌手                                                                                    | 原唱歌手                                                                                    | 原唱歌手                                                                                    | 原唱歌手                                                                                    | 原唱歌手                                                                                    | 原唱歌手                                                                                    | 原唱歌手                                                                                    | 原唱歌手                                                                                    | 原唱歌手                                                                                    | 原唱歌手                                                                                    | 原唱歌手                                                                                    | 原唱歌手                                                                                    | 原唱歌手                                                                                    | 原唱歌手                                                                                    | 原唱歌手                                                                                    | 原唱歌手                                                                                    | 原唱歌手                                                                                    | 原唱歌手                                                                                    | 原唱歌手                                                                                    | 原唱歌手                                                                                    | 原唱歌手                                                                                    | 原唱歌手                                                                                    | 原唱歌手                                                                                    | 原唱歌手                                                                                    | 原唱歌手                                                                                    | 原唱歌手                                                                                    | 原唱歌手                                                                                    | 原唱歌手                                                                                    | 原唱歌手                                                                                    | 原唱歌手                                                                                    | 原唱歌手                                                                                    | 原唱歌手                                                                                    | 原唱歌手                                                                                    | 原唱歌手                                                                                    | 原唱歌手                                                                                    | 原唱歌手                                                                                    | 原唱歌手                                                                                    | 原唱歌手                                                                                    | 原唱歌手                                                                                    | 原唱歌手                                                                                    | 原唱歌手                                                                                    | 原唱歌手                                                                                    | 原唱歌手                                                                                    | 原唱歌手                                                                                    | 原唱歌手                                                                                    | 原唱歌手                                                                                    | 原唱歌手                                                                                    | 原唱歌手                                                                                    | 原唱歌手                                                                                    | 原唱歌手                                                                                    | 原唱歌手                                                                                    | 原唱歌手                                                                                    | 原唱歌手                                                                                    | 原唱歌手                                                                                    | 原唱歌手                                                                                    | 原唱歌手                                                                                    | 原唱歌手                                                                                    | 原唱歌手                                                                                    | 原唱歌手                                                                                    | 原唱歌手                                                                                    | 原唱歌手                                                                                    | 原唱歌手                                                                                    | 原唱歌手                                                                                    | 原唱歌手                                                                                    | 原唱歌手                                                                                    | 原唱歌手                                                                                    | 原唱歌手                                                                                    | 原唱歌手                                                                                    | 原唱歌手                                                                                    | 原唱歌手                                                                                    | 原唱歌手                                                                                    | 結果                | 結果                | 結果                | 結果                | 結果                | 結果                | 結果                | 結果                | 結果                | 結果                | 結果                | 結果                | 結果                | 結果                | 結果                | 結果                | 結果                | 結果                | 結果                | 結果                | 結果                | 結果                | 結果                | 結果                | 結果                | 結果                | 結果                | 結果                | 結果                | 結果                | 結果                | 結果                | 結果                | 結果                | 結果                | 結果                | 結果                | 結果                | 結果                | 結果                | 結果                | 結果                | 結果                | 結果                | 結果                | 結果                | 結果                | 結果                | 結果                | 結果                | 結果                | 結果                | 結果                | 結果                | 結果                | 結果                | 結果                | 結果                | 結果                | 結果                | 結果                | 結果                | 結果                | 結果                | 結果                | 結果                | 結果                | 結果                | 結果                | 結果                | 結果                | 結果                | 結果                | 結果                | 結果                |
| 廿四強 | 廿四強 | 廿四強 | 廿四強 | 廿四強 | 廿四強 | 廿四強 | 廿四強 | 廿四強 | 廿四強 | 廿四強 | 廿四強 | 廿四強 | 廿四強 | 廿四強 | 廿四強 | 廿四強 | 廿四強 | 廿四強 | 廿四強 | 廿四強 | 廿四強 | 廿四強 | 廿四強 | 廿四強 | 廿四強 | 廿四強 | 廿四強 | 廿四強 | 廿四強 | 廿四強 | 廿四強 | 廿四強 | 廿四強 | 廿四強 | 廿四強 | 廿四強 | 廿四強 | 廿四強 | 廿四強 | 廿四強 | 廿四強 | 廿四強 | 廿四強 | 廿四強 | 廿四強 | 廿四強 | 廿四強 | 廿四強 | 廿四強 | 廿四強 | 廿四強 | 廿四強 | 廿四強 | 廿四強 | 廿四強 | 廿四強 | 廿四強 | 廿四強 | 廿四強 | 《Somewhere Only We Know》                                            | 《Somewhere Only We Know》                                            | 《Somewhere Only We Know》                                            | 《Somewhere Only We Know》                                            | 《Somewhere Only We Know》                                            | 《Somewhere Only We Know》                                            | 《Somewhere Only We Know》                                            | 《Somewhere Only We Know》                                            | 《Somewhere Only We Know》                                            | 《Somewhere Only We Know》                                            | 《Somewhere Only We Know》                                            | 《Somewhere Only We Know》                                            | 《Somewhere Only We Know》                                            | 《Somewhere Only We Know》                                            | 《Somewhere Only We Know》                                            | 《Somewhere Only We Know》                                            | 《Somewhere Only We Know》                                            | 《Somewhere Only We Know》                                            | 《Somewhere Only We Know》                                            | 《Somewhere Only We Know》                                            | 《Somewhere Only We Know》                                            | 《Somewhere Only We Know》                                            | 《Somewhere Only We Know》                                            | 《Somewhere Only We Know》                                            | 《Somewhere Only We Know》                                            | 《Somewhere Only We Know》                                            | 《Somewhere Only We Know》                                            | 《Somewhere Only We Know》                                            | 《Somewhere Only We Know》                                            | 《Somewhere Only We Know》                                            | 《Somewhere Only We Know》                                            | 《Somewhere Only We Know》                                            | 《Somewhere Only We Know》                                            | 《Somewhere Only We Know》                                            | 《Somewhere Only We Know》                                            | 《Somewhere Only We Know》                                            | 《Somewhere Only We Know》                                            | 《Somewhere Only We Know》                                            | 《Somewhere Only We Know》                                            | 《Somewhere Only We Know》                                            | 《Somewhere Only We Know》                                            | 《Somewhere Only We Know》                                            | 《Somewhere Only We Know》                                            | 《Somewhere Only We Know》                                            | 《Somewhere Only We Know》                                            | 《Somewhere Only We Know》                                            | 《Somewhere Only We Know》                                            | 《Somewhere Only We Know》                                            | 《Somewhere Only We Know》                                            | 《Somewhere Only We Know》                                            | 《Somewhere Only We Know》                                            | 《Somewhere Only We Know》                                            | 《Somewhere Only We Know》                                            | 《Somewhere Only We Know》                                            | 《Somewhere Only We Know》                                            | 《Somewhere Only We Know》                                            | 《Somewhere Only We Know》                                            | 《Somewhere Only We Know》                                            | 《Somewhere Only We Know》                                            | 《Somewhere Only We Know》                                            | 《Somewhere Only We Know》                                            | 《Somewhere Only We Know》                                            | 《Somewhere Only We Know》                                            | 《Somewhere Only We Know》                                            | 《Somewhere Only We Know》                                            | 《Somewhere Only We Know》                                            | 《Somewhere Only We Know》                                            | 《Somewhere Only We Know》                                            | 《Somewhere Only We Know》                                            | 《Somewhere Only We Know》                                            | 《Somewhere Only We Know》                                            | 《Somewhere Only We Know》                                            | 《Somewhere Only We Know》                                            | 《Somewhere Only We Know》                                            | 《Somewhere Only We Know》                                            | 《Somewhere Only We Know》                                            | 《Somewhere Only We Know》                                            | 《Somewhere Only We Know》                                            | 《Somewhere Only We Know》                                            | 《Somewhere Only We Know》                                            | 《Somewhere Only We Know》                                            | 《Somewhere Only We Know》                                            | 《Somewhere Only We Know》                                            | 《Somewhere Only We Know》                                            | 《Somewhere Only We Know》                                            | 《Somewhere Only We Know》                                            | 《Somewhere Only We Know》                                            | 《Somewhere Only We Know》                                            | 《Somewhere Only We Know》                                            | 《Somewhere Only We Know》                                            | 《Somewhere Only We Know》                                            | 《Somewhere Only We Know》                                            | 《Somewhere Only We Know》                                            | 《Somewhere Only We Know》                                            | 《Somewhere Only We Know》                                            | 《Somewhere Only We Know》                                            | 《Somewhere Only We Know》                                            | 《Somewhere Only We Know》                                            | 《Somewhere Only We Know》                                            | 《Somewhere Only We Know》                                            | 《Somewhere Only We Know》                                            | 《Somewhere Only We Know》                                            | 《Somewhere Only We Know》                                            | 《Somewhere Only We Know》                                            | 《Somewhere Only We Know》                                            | 《Somewhere Only We Know》                                            | 《Somewhere Only We Know》                                            | 《Somewhere Only We Know》                                            | 《Somewhere Only We Know》                                            | 《Somewhere Only We Know》                                            | 《Somewhere Only We Know》                                            | 《Somewhere Only We Know》                                            | 《Somewhere Only We Know》                                            | 《Somewhere Only We Know》                                            | 《Somewhere Only We Know》                                            | 《Somewhere Only We Know》                                            | 《Somewhere Only We Know》                                            | 《Somewhere Only We Know》                                            | 《Somewhere Only We Know》                                            | 《Somewhere Only We Know》                                            | 《Somewhere Only We Know》                                            | 《Somewhere Only We Know》                                            | 《Somewhere Only We Know》                                            | 《Somewhere Only We Know》                                            | 《Somewhere Only We Know》                                            | 《Somewhere Only We Know》                                            | 《Somewhere Only We Know》                                            | 《Somewhere Only We Know》                                            | 《Somewhere Only We Know》                                            | 《Somewhere Only We Know》                                            | 《Somewhere Only We Know》                                            | 《Somewhere Only We Know》                                            | 《Somewhere Only We Know》                                            | 《Somewhere Only We Know》                                            | 《Somewhere Only We Know》                                            | 基音樂團                                                                                    | 基音樂團                                                                                    | 基音樂團                                                                                    | 基音樂團                                                                                    | 基音樂團                                                                                    | 基音樂團                                                                                    | 基音樂團                                                                                    | 基音樂團                                                                                    | 基音樂團                                                                                    | 基音樂團                                                                                    | 基音樂團                                                                                    | 基音樂團                                                                                    | 基音樂團                                                                                    | 基音樂團                                                                                    | 基音樂團                                                                                    | 基音樂團                                                                                    | 基音樂團                                                                                    | 基音樂團                                                                                    | 基音樂團                                                                                    | 基音樂團                                                                                    | 基音樂團                                                                                    | 基音樂團                                                                                    | 基音樂團                                                                                    | 基音樂團                                                                                    | 基音樂團                                                                                    | 基音樂團                                                                                    | 基音樂團                                                                                    | 基音樂團                                                                                    | 基音樂團                                                                                    | 基音樂團                                                                                    | 基音樂團                                                                                    | 基音樂團                                                                                    | 基音樂團                                                                                    | 基音樂團                                                                                    | 基音樂團                                                                                    | 基音樂團                                                                                    | 基音樂團                                                                                    | 基音樂團                                                                                    | 基音樂團                                                                                    | 基音樂團                                                                                    | 基音樂團                                                                                    | 基音樂團                                                                                    | 基音樂團                                                                                    | 基音樂團                                                                                    | 基音樂團                                                                                    | 基音樂團                                                                                    | 基音樂團                                                                                    | 基音樂團                                                                                    | 基音樂團                                                                                    | 基音樂團                                                                                    | 基音樂團                                                                                    | 基音樂團                                                                                    | 基音樂團                                                                                    | 基音樂團                                                                                    | 基音樂團                                                                                    | 基音樂團                                                                                    | 基音樂團                                                                                    | 基音樂團                                                                                    | 基音樂團                                                                                    | 基音樂團                                                                                    | 基音樂團                                                                                    | 基音樂團                                                                                    | 基音樂團                                                                                    | 基音樂團                                                                                    | 基音樂團                                                                                    | 基音樂團                                                                                    | 基音樂團                                                                                    | 基音樂團                                                                                    | 基音樂團                                                                                    | 基音樂團                                                                                    | 基音樂團                                                                                    | 基音樂團                                                                                    | 基音樂團                                                                                    | 基音樂團                                                                                    | 基音樂團                                                                                    | 基音樂團                                                                                    | 基音樂團                                                                                    | 基音樂團                                                                                    | 基音樂團                                                                                    | 基音樂團                                                                                    | 基音樂團                                                                                    | 基音樂團                                                                                    | 基音樂團                                                                                    | 基音樂團                                                                                    | 基音樂團                                                                                    | 基音樂團                                                                                    | 基音樂團                                                                                    | 基音樂團                                                                                    | 基音樂團                                                                                    | 基音樂團                                                                                    | 基音樂團                                                                                    | 基音樂團                                                                                    | 基音樂團                                                                                    | 基音樂團                                                                                    | 基音樂團                                                                                    | 基音樂團                                                                                    | 基音樂團                                                                                    | 基音樂團                                                                                    | 基音樂團                                                                                    | 基音樂團                                                                                    | 基音樂團                                                                                    | 基音樂團                                                                                    | 基音樂團                                                                                    | 基音樂團                                                                                    | 基音樂團                                                                                    | 基音樂團                                                                                    | 基音樂團                                                                                    | 基音樂團                                                                                    | 基音樂團                                                                                    | 基音樂團                                                                                    | 基音樂團                                                                                    | 基音樂團                                                                                    | 基音樂團                                                                                    | 基音樂團                                                                                    | 基音樂團                                                                                    | 基音樂團                                                                                    | 基音樂團                                                                                    | 基音樂團                                                                                    | 基音樂團                                                                                    | 基音樂團                                                                                    | 基音樂團                                                                                    | 基音樂團                                                                                    | 基音樂團                                                                                    | 基音樂團                                                                                    | 基音樂團                                                                                    | 基音樂團                                                                                    | 基音樂團                                                                                    | 基音樂團                                                                                    | 基音樂團                                                                                    | 基音樂團                                                                                    | 基音樂團                                                                                    | 基音樂團                                                                                    | 基音樂團                                                                                    | 基音樂團                                                                                    | 基音樂團                                                                                    | 基音樂團                                                                                    | 基音樂團                                                                                    | 基音樂團                                                                                    | 基音樂團                                                                                    | 基音樂團                                                                                    | 基音樂團                                                                                    | 基音樂團                                                                                    | 基音樂團                                                                                    | 基音樂團                                                                                    | 基音樂團                                                                                    | 安全晉級            | 安全晉級            | 安全晉級            | 安全晉級            | 安全晉級            | 安全晉級            | 安全晉級            | 安全晉級            | 安全晉級            | 安全晉級            | 安全晉級            | 安全晉級            | 安全晉級            | 安全晉級            | 安全晉級            | 安全晉級            | 安全晉級            | 安全晉級            | 安全晉級            | 安全晉級            | 安全晉級            | 安全晉級            | 安全晉級            | 安全晉級            | 安全晉級            | 安全晉級            | 安全晉級            | 安全晉級            | 安全晉級            | 安全晉級            | 安全晉級            | 安全晉級            | 安全晉級            | 安全晉級            | 安全晉級            | 安全晉級            | 安全晉級            | 安全晉級            | 安全晉級            | 安全晉級            | 安全晉級            | 安全晉級            | 安全晉級            | 安全晉級            | 安全晉級            | 安全晉級            | 安全晉級            | 安全晉級            | 安全晉級            | 安全晉級            | 安全晉級            | 安全晉級            | 安全晉級            | 安全晉級            | 安全晉級            | 安全晉級            | 安全晉級            | 安全晉級            | 安全晉級            | 安全晉級            | 安全晉級            | 安全晉級            | 安全晉級            | 安全晉級            | 安全晉級            | 安全晉級            | 安全晉級            | 安全晉級            | 安全晉級            | 安全晉級            | 安全晉級            | 安全晉級            | 安全晉級            | 安全晉級            | 安全晉級            |
| 二十強 | 二十強 | 二十強 | 二十強 | 二十強 | 二十強 | 二十強 | 二十強 | 二十強 | 二十強 | 二十強 | 二十強 | 二十強 | 二十強 | 二十強 | 二十強 | 二十強 | 二十強 | 二十強 | 二十強 | 二十強 | 二十強 | 二十強 | 二十強 | 二十強 | 二十強 | 二十強 | 二十強 | 二十強 | 二十強 | 二十強 | 二十強 | 二十強 | 二十強 | 二十強 | 二十強 | 二十強 | 二十強 | 二十強 | 二十強 | 二十強 | 二十強 | 二十強 | 二十強 | 二十強 | 二十強 | 二十強 | 二十強 | 二十強 | 二十強 | 二十強 | 二十強 | 二十強 | 二十強 | 二十強 | 二十強 | 二十強 | 二十強 | 二十強 | 二十強 | 《Virtual Insanity》                                                  | 《Virtual Insanity》                                                  | 《Virtual Insanity》                                                  | 《Virtual Insanity》                                                  | 《Virtual Insanity》                                                  | 《Virtual Insanity》                                                  | 《Virtual Insanity》                                                  | 《Virtual Insanity》                                                  | 《Virtual Insanity》                                                  | 《Virtual Insanity》                                                  | 《Virtual Insanity》                                                  | 《Virtual Insanity》                                                  | 《Virtual Insanity》                                                  | 《Virtual Insanity》                                                  | 《Virtual Insanity》                                                  | 《Virtual Insanity》                                                  | 《Virtual Insanity》                                                  | 《Virtual Insanity》                                                  | 《Virtual Insanity》                                                  | 《Virtual Insanity》                                                  | 《Virtual Insanity》                                                  | 《Virtual Insanity》                                                  | 《Virtual Insanity》                                                  | 《Virtual Insanity》                                                  | 《Virtual Insanity》                                                  | 《Virtual Insanity》                                                  | 《Virtual Insanity》                                                  | 《Virtual Insanity》                                                  | 《Virtual Insanity》                                                  | 《Virtual Insanity》                                                  | 《Virtual Insanity》                                                  | 《Virtual Insanity》                                                  | 《Virtual Insanity》                                                  | 《Virtual Insanity》                                                  | 《Virtual Insanity》                                                  | 《Virtual Insanity》                                                  | 《Virtual Insanity》                                                  | 《Virtual Insanity》                                                  | 《Virtual Insanity》                                                  | 《Virtual Insanity》                                                  | 《Virtual Insanity》                                                  | 《Virtual Insanity》                                                  | 《Virtual Insanity》                                                  | 《Virtual Insanity》                                                  | 《Virtual Insanity》                                                  | 《Virtual Insanity》                                                  | 《Virtual Insanity》                                                  | 《Virtual Insanity》                                                  | 《Virtual Insanity》                                                  | 《Virtual Insanity》                                                  | 《Virtual Insanity》                                                  | 《Virtual Insanity》                                                  | 《Virtual Insanity》                                                  | 《Virtual Insanity》                                                  | 《Virtual Insanity》                                                  | 《Virtual Insanity》                                                  | 《Virtual Insanity》                                                  | 《Virtual Insanity》                                                  | 《Virtual Insanity》                                                  | 《Virtual Insanity》                                                  | 《Virtual Insanity》                                                  | 《Virtual Insanity》                                                  | 《Virtual Insanity》                                                  | 《Virtual Insanity》                                                  | 《Virtual Insanity》                                                  | 《Virtual Insanity》                                                  | 《Virtual Insanity》                                                  | 《Virtual Insanity》                                                  | 《Virtual Insanity》                                                  | 《Virtual Insanity》                                                  | 《Virtual Insanity》                                                  | 《Virtual Insanity》                                                  | 《Virtual Insanity》                                                  | 《Virtual Insanity》                                                  | 《Virtual Insanity》                                                  | 《Virtual Insanity》                                                  | 《Virtual Insanity》                                                  | 《Virtual Insanity》                                                  | 《Virtual Insanity》                                                  | 《Virtual Insanity》                                                  | 《Virtual Insanity》                                                  | 《Virtual Insanity》                                                  | 《Virtual Insanity》                                                  | 《Virtual Insanity》                                                  | 《Virtual Insanity》                                                  | 《Virtual Insanity》                                                  | 《Virtual Insanity》                                                  | 《Virtual Insanity》                                                  | 《Virtual Insanity》                                                  | 《Virtual Insanity》                                                  | 《Virtual Insanity》                                                  | 《Virtual Insanity》                                                  | 《Virtual Insanity》                                                  | 《Virtual Insanity》                                                  | 《Virtual Insanity》                                                  | 《Virtual Insanity》                                                  | 《Virtual Insanity》                                                  | 《Virtual Insanity》                                                  | 《Virtual Insanity》                                                  | 《Virtual Insanity》                                                  | 《Virtual Insanity》                                                  | 《Virtual Insanity》                                                  | 《Virtual Insanity》                                                  | 《Virtual Insanity》                                                  | 《Virtual Insanity》                                                  | 《Virtual Insanity》                                                  | 《Virtual Insanity》                                                  | 《Virtual Insanity》                                                  | 《Virtual Insanity》                                                  | 《Virtual Insanity》                                                  | 《Virtual Insanity》                                                  | 《Virtual Insanity》                                                  | 《Virtual Insanity》                                                  | 《Virtual Insanity》                                                  | 《Virtual Insanity》                                                  | 《Virtual Insanity》                                                  | 《Virtual Insanity》                                                  | 《Virtual Insanity》                                                  | 《Virtual Insanity》                                                  | 《Virtual Insanity》                                                  | 《Virtual Insanity》                                                  | 《Virtual Insanity》                                                  | 《Virtual Insanity》                                                  | 《Virtual Insanity》                                                  | 《Virtual Insanity》                                                  | 《Virtual Insanity》                                                  | 《Virtual Insanity》                                                  | 《Virtual Insanity》                                                  | 《Virtual Insanity》                                                  | 《Virtual Insanity》                                                  | 《Virtual Insanity》                                                  | 《Virtual Insanity》                                                  | 《Virtual Insanity》                                                  | 《Virtual Insanity》                                                  | 《Virtual Insanity》                                                  | 傑米羅奎爾                                                                                  | 傑米羅奎爾                                                                                  | 傑米羅奎爾                                                                                  | 傑米羅奎爾                                                                                  | 傑米羅奎爾                                                                                  | 傑米羅奎爾                                                                                  | 傑米羅奎爾                                                                                  | 傑米羅奎爾                                                                                  | 傑米羅奎爾                                                                                  | 傑米羅奎爾                                                                                  | 傑米羅奎爾                                                                                  | 傑米羅奎爾                                                                                  | 傑米羅奎爾                                                                                  | 傑米羅奎爾                                                                                  | 傑米羅奎爾                                                                                  | 傑米羅奎爾                                                                                  | 傑米羅奎爾                                                                                  | 傑米羅奎爾                                                                                  | 傑米羅奎爾                                                                                  | 傑米羅奎爾                                                                                  | 傑米羅奎爾                                                                                  | 傑米羅奎爾                                                                                  | 傑米羅奎爾                                                                                  | 傑米羅奎爾                                                                                  | 傑米羅奎爾                                                                                  | 傑米羅奎爾                                                                                  | 傑米羅奎爾                                                                                  | 傑米羅奎爾                                                                                  | 傑米羅奎爾                                                                                  | 傑米羅奎爾                                                                                  | 傑米羅奎爾                                                                                  | 傑米羅奎爾                                                                                  | 傑米羅奎爾                                                                                  | 傑米羅奎爾                                                                                  | 傑米羅奎爾                                                                                  | 傑米羅奎爾                                                                                  | 傑米羅奎爾                                                                                  | 傑米羅奎爾                                                                                  | 傑米羅奎爾                                                                                  | 傑米羅奎爾                                                                                  | 傑米羅奎爾                                                                                  | 傑米羅奎爾                                                                                  | 傑米羅奎爾                                                                                  | 傑米羅奎爾                                                                                  | 傑米羅奎爾                                                                                  | 傑米羅奎爾                                                                                  | 傑米羅奎爾                                                                                  | 傑米羅奎爾                                                                                  | 傑米羅奎爾                                                                                  | 傑米羅奎爾                                                                                  | 傑米羅奎爾                                                                                  | 傑米羅奎爾                                                                                  | 傑米羅奎爾                                                                                  | 傑米羅奎爾                                                                                  | 傑米羅奎爾                                                                                  | 傑米羅奎爾                                                                                  | 傑米羅奎爾                                                                                  | 傑米羅奎爾                                                                                  | 傑米羅奎爾                                                                                  | 傑米羅奎爾                                                                                  | 傑米羅奎爾                                                                                  | 傑米羅奎爾                                                                                  | 傑米羅奎爾                                                                                  | 傑米羅奎爾                                                                                  | 傑米羅奎爾                                                                                  | 傑米羅奎爾                                                                                  | 傑米羅奎爾                                                                                  | 傑米羅奎爾                                                                                  | 傑米羅奎爾                                                                                  | 傑米羅奎爾                                                                                  | 傑米羅奎爾                                                                                  | 傑米羅奎爾                                                                                  | 傑米羅奎爾                                                                                  | 傑米羅奎爾                                                                                  | 傑米羅奎爾                                                                                  | 傑米羅奎爾                                                                                  | 傑米羅奎爾                                                                                  | 傑米羅奎爾                                                                                  | 傑米羅奎爾                                                                                  | 傑米羅奎爾                                                                                  | 傑米羅奎爾                                                                                  | 傑米羅奎爾                                                                                  | 傑米羅奎爾                                                                                  | 傑米羅奎爾                                                                                  | 傑米羅奎爾                                                                                  | 傑米羅奎爾                                                                                  | 傑米羅奎爾                                                                                  | 傑米羅奎爾                                                                                  | 傑米羅奎爾                                                                                  | 傑米羅奎爾                                                                                  | 傑米羅奎爾                                                                                  | 傑米羅奎爾                                                                                  | 傑米羅奎爾                                                                                  | 傑米羅奎爾                                                                                  | 傑米羅奎爾                                                                                  | 傑米羅奎爾                                                                                  | 傑米羅奎爾                                                                                  | 傑米羅奎爾                                                                                  | 傑米羅奎爾                                                                                  | 傑米羅奎爾                                                                                  | 傑米羅奎爾                                                                                  | 傑米羅奎爾                                                                                  | 傑米羅奎爾                                                                                  | 傑米羅奎爾                                                                                  | 傑米羅奎爾                                                                                  | 傑米羅奎爾                                                                                  | 傑米羅奎爾                                                                                  | 傑米羅奎爾                                                                                  | 傑米羅奎爾                                                                                  | 傑米羅奎爾                                                                                  | 傑米羅奎爾                                                                                  | 傑米羅奎爾                                                                                  | 傑米羅奎爾                                                                                  | 傑米羅奎爾                                                                                  | 傑米羅奎爾                                                                                  | 傑米羅奎爾                                                                                  | 傑米羅奎爾                                                                                  | 傑米羅奎爾                                                                                  | 傑米羅奎爾                                                                                  | 傑米羅奎爾                                                                                  | 傑米羅奎爾                                                                                  | 傑米羅奎爾                                                                                  | 傑米羅奎爾                                                                                  | 傑米羅奎爾                                                                                  | 傑米羅奎爾                                                                                  | 傑米羅奎爾                                                                                  | 傑米羅奎爾                                                                                  | 傑米羅奎爾                                                                                  | 傑米羅奎爾                                                                                  | 傑米羅奎爾                                                                                  | 傑米羅奎爾                                                                                  | 傑米羅奎爾                                                                                  | 傑米羅奎爾                                                                                  | 傑米羅奎爾                                                                                  | 傑米羅奎爾                                                                                  | 傑米羅奎爾                                                                                  | 傑米羅奎爾                                                                                  | 傑米羅奎爾                                                                                  | 傑米羅奎爾                                                                                  | 傑米羅奎爾                                                                                  | 傑米羅奎爾                                                                                  | 傑米羅奎爾                                                                                  | 傑米羅奎爾                                                                                  | 傑米羅奎爾                                                                                  | 傑米羅奎爾                                                                                  | 安全晉級            | 安全晉級            | 安全晉級            | 安全晉級            | 安全晉級            | 安全晉級            | 安全晉級            | 安全晉級            | 安全晉級            | 安全晉級            | 安全晉級            | 安全晉級            | 安全晉級            | 安全晉級            | 安全晉級            | 安全晉級            | 安全晉級            | 安全晉級            | 安全晉級            | 安全晉級            | 安全晉級            | 安全晉級            | 安全晉級            | 安全晉級            | 安全晉級            | 安全晉級            | 安全晉級            | 安全晉級            | 安全晉級            | 安全晉級            | 安全晉級            | 安全晉級            | 安全晉級            | 安全晉級            | 安全晉級            | 安全晉級            | 安全晉級            | 安全晉級            | 安全晉級            | 安全晉級            | 安全晉級            | 安全晉級            | 安全晉級            | 安全晉級            | 安全晉級            | 安全晉級            | 安全晉級            | 安全晉級            | 安全晉級            | 安全晉級            | 安全晉級            | 安全晉級            | 安全晉級            | 安全晉級            | 安全晉級            | 安全晉級            | 安全晉級            | 安全晉級            | 安全晉級            | 安全晉級            | 安全晉級            | 安全晉級            | 安全晉級            | 安全晉級            | 安全晉級            | 安全晉級            | 安全晉級            | 安全晉級            | 安全晉級            | 安全晉級            | 安全晉級            | 安全晉級            | 安全晉級            | 安全晉級            | 安全晉級            |
| 十六強 | 十六強 | 十六強 | 十六強 | 十六強 | 十六強 | 十六強 | 十六強 | 十六強 | 十六強 | 十六強 | 十六強 | 十六強 | 十六強 | 十六強 | 十六強 | 十六強 | 十六強 | 十六強 | 十六強 | 十六強 | 十六強 | 十六強 | 十六強 | 十六強 | 十六強 | 十六強 | 十六強 | 十六強 | 十六強 | 十六強 | 十六強 | 十六強 | 十六強 | 十六強 | 十六強 | 十六強 | 十六強 | 十六強 | 十六強 | 十六強 | 十六強 | 十六強 | 十六強 | 十六強 | 十六強 | 十六強 | 十六強 | 十六強 | 十六強 | 十六強 | 十六強 | 十六強 | 十六強 | 十六強 | 十六強 | 十六強 | 十六強 | 十六強 | 十六強 | 《All Mixed Up》                                                      | 《All Mixed Up》                                                      | 《All Mixed Up》                                                      | 《All Mixed Up》                                                      | 《All Mixed Up》                                                      | 《All Mixed Up》                                                      | 《All Mixed Up》                                                      | 《All Mixed Up》                                                      | 《All Mixed Up》                                                      | 《All Mixed Up》                                                      | 《All Mixed Up》                                                      | 《All Mixed Up》                                                      | 《All Mixed Up》                                                      | 《All Mixed Up》                                                      | 《All Mixed Up》                                                      | 《All Mixed Up》                                                      | 《All Mixed Up》                                                      | 《All Mixed Up》                                                      | 《All Mixed Up》                                                      | 《All Mixed Up》                                                      | 《All Mixed Up》                                                      | 《All Mixed Up》                                                      | 《All Mixed Up》                                                      | 《All Mixed Up》                                                      | 《All Mixed Up》                                                      | 《All Mixed Up》                                                      | 《All Mixed Up》                                                      | 《All Mixed Up》                                                      | 《All Mixed Up》                                                      | 《All Mixed Up》                                                      | 《All Mixed Up》                                                      | 《All Mixed Up》                                                      | 《All Mixed Up》                                                      | 《All Mixed Up》                                                      | 《All Mixed Up》                                                      | 《All Mixed Up》                                                      | 《All Mixed Up》                                                      | 《All Mixed Up》                                                      | 《All Mixed Up》                                                      | 《All Mixed Up》                                                      | 《All Mixed Up》                                                      | 《All Mixed Up》                                                      | 《All Mixed Up》                                                      | 《All Mixed Up》                                                      | 《All Mixed Up》                                                      | 《All Mixed Up》                                                      | 《All Mixed Up》                                                      | 《All Mixed Up》                                                      | 《All Mixed Up》                                                      | 《All Mixed Up》                                                      | 《All Mixed Up》                                                      | 《All Mixed Up》                                                      | 《All Mixed Up》                                                      | 《All Mixed Up》                                                      | 《All Mixed Up》                                                      | 《All Mixed Up》                                                      | 《All Mixed Up》                                                      | 《All Mixed Up》                                                      | 《All Mixed Up》                                                      | 《All Mixed Up》                                                      | 《All Mixed Up》                                                      | 《All Mixed Up》                                                      | 《All Mixed Up》                                                      | 《All Mixed Up》                                                      | 《All Mixed Up》                                                      | 《All Mixed Up》                                                      | 《All Mixed Up》                                                      | 《All Mixed Up》                                                      | 《All Mixed Up》                                                      | 《All Mixed Up》                                                      | 《All Mixed Up》                                                      | 《All Mixed Up》                                                      | 《All Mixed Up》                                                      | 《All Mixed Up》                                                      | 《All Mixed Up》                                                      | 《All Mixed Up》                                                      | 《All Mixed Up》                                                      | 《All Mixed Up》                                                      | 《All Mixed Up》                                                      | 《All Mixed Up》                                                      | 《All Mixed Up》                                                      | 《All Mixed Up》                                                      | 《All Mixed Up》                                                      | 《All Mixed Up》                                                      | 《All Mixed Up》                                                      | 《All Mixed Up》                                                      | 《All Mixed Up》                                                      | 《All Mixed Up》                                                      | 《All Mixed Up》                                                      | 《All Mixed Up》                                                      | 《All Mixed Up》                                                      | 《All Mixed Up》                                                      | 《All Mixed Up》                                                      | 《All Mixed Up》                                                      | 《All Mixed Up》                                                      | 《All Mixed Up》                                                      | 《All Mixed Up》                                                      | 《All Mixed Up》                                                      | 《All Mixed Up》                                                      | 《All Mixed Up》                                                      | 《All Mixed Up》                                                      | 《All Mixed Up》                                                      | 《All Mixed Up》                                                      | 《All Mixed Up》                                                      | 《All Mixed Up》                                                      | 《All Mixed Up》                                                      | 《All Mixed Up》                                                      | 《All Mixed Up》                                                      | 《All Mixed Up》                                                      | 《All Mixed Up》                                                      | 《All Mixed Up》                                                      | 《All Mixed Up》                                                      | 《All Mixed Up》                                                      | 《All Mixed Up》                                                      | 《All Mixed Up》                                                      | 《All Mixed Up》                                                      | 《All Mixed Up》                                                      | 《All Mixed Up》                                                      | 《All Mixed Up》                                                      | 《All Mixed Up》                                                      | 《All Mixed Up》                                                      | 《All Mixed Up》                                                      | 《All Mixed Up》                                                      | 《All Mixed Up》                                                      | 《All Mixed Up》                                                      | 《All Mixed Up》                                                      | 《All Mixed Up》                                                      | 《All Mixed Up》                                                      | 《All Mixed Up》                                                      | 《All Mixed Up》                                                      | 《All Mixed Up》                                                      | 《All Mixed Up》                                                      | 《All Mixed Up》                                                      | 《All Mixed Up》                                                      | 《All Mixed Up》                                                      | 311樂隊                                                                                     | 311樂隊                                                                                     | 311樂隊                                                                                     | 311樂隊                                                                                     | 311樂隊                                                                                     | 311樂隊                                                                                     | 311樂隊                                                                                     | 311樂隊                                                                                     | 311樂隊                                                                                     | 311樂隊                                                                                     | 311樂隊                                                                                     | 311樂隊                                                                                     | 311樂隊                                                                                     | 311樂隊                                                                                     | 311樂隊                                                                                     | 311樂隊                                                                                     | 311樂隊                                                                                     | 311樂隊                                                                                     | 311樂隊                                                                                     | 311樂隊                                                                                     | 311樂隊                                                                                     | 311樂隊                                                                                     | 311樂隊                                                                                     | 311樂隊                                                                                     | 311樂隊                                                                                     | 311樂隊                                                                                     | 311樂隊                                                                                     | 311樂隊                                                                                     | 311樂隊                                                                                     | 311樂隊                                                                                     | 311樂隊                                                                                     | 311樂隊                                                                                     | 311樂隊                                                                                     | 311樂隊                                                                                     | 311樂隊                                                                                     | 311樂隊                                                                                     | 311樂隊                                                                                     | 311樂隊                                                                                     | 311樂隊                                                                                     | 311樂隊                                                                                     | 311樂隊                                                                                     | 311樂隊                                                                                     | 311樂隊                                                                                     | 311樂隊                                                                                     | 311樂隊                                                                                     | 311樂隊                                                                                     | 311樂隊                                                                                     | 311樂隊                                                                                     | 311樂隊                                                                                     | 311樂隊                                                                                     | 311樂隊                                                                                     | 311樂隊                                                                                     | 311樂隊                                                                                     | 311樂隊                                                                                     | 311樂隊                                                                                     | 311樂隊                                                                                     | 311樂隊                                                                                     | 311樂隊                                                                                     | 311樂隊                                                                                     | 311樂隊                                                                                     | 311樂隊                                                                                     | 311樂隊                                                                                     | 311樂隊                                                                                     | 311樂隊                                                                                     | 311樂隊                                                                                     | 311樂隊                                                                                     | 311樂隊                                                                                     | 311樂隊                                                                                     | 311樂隊                                                                                     | 311樂隊                                                                                     | 311樂隊                                                                                     | 311樂隊                                                                                     | 311樂隊                                                                                     | 311樂隊                                                                                     | 311樂隊                                                                                     | 311樂隊                                                                                     | 311樂隊                                                                                     | 311樂隊                                                                                     | 311樂隊                                                                                     | 311樂隊                                                                                     | 311樂隊                                                                                     | 311樂隊                                                                                     | 311樂隊                                                                                     | 311樂隊                                                                                     | 311樂隊                                                                                     | 311樂隊                                                                                     | 311樂隊                                                                                     | 311樂隊                                                                                     | 311樂隊                                                                                     | 311樂隊                                                                                     | 311樂隊                                                                                     | 311樂隊                                                                                     | 311樂隊                                                                                     | 311樂隊                                                                                     | 311樂隊                                                                                     | 311樂隊                                                                                     | 311樂隊                                                                                     | 311樂隊                                                                                     | 311樂隊                                                                                     | 311樂隊                                                                                     | 311樂隊                                                                                     | 311樂隊                                                                                     | 311樂隊                                                                                     | 311樂隊                                                                                     | 311樂隊                                                                                     | 311樂隊                                                                                     | 311樂隊                                                                                     | 311樂隊                                                                                     | 311樂隊                                                                                     | 311樂隊                                                                                     | 311樂隊                                                                                     | 311樂隊                                                                                     | 311樂隊                                                                                     | 311樂隊                                                                                     | 311樂隊                                                                                     | 311樂隊                                                                                     | 311樂隊                                                                                     | 311樂隊                                                                                     | 311樂隊                                                                                     | 311樂隊                                                                                     | 311樂隊                                                                                     | 311樂隊                                                                                     | 311樂隊                                                                                     | 311樂隊                                                                                     | 311樂隊                                                                                     | 311樂隊                                                                                     | 311樂隊                                                                                     | 311樂隊                                                                                     | 311樂隊                                                                                     | 311樂隊                                                                                     | 311樂隊                                                                                     | 311樂隊                                                                                     | 311樂隊                                                                                     | 311樂隊                                                                                     | 311樂隊                                                                                     | 311樂隊                                                                                     | 311樂隊                                                                                     | 311樂隊                                                                                     | 311樂隊                                                                                     | 311樂隊                                                                                     | 311樂隊                                                                                     | 311樂隊                                                                                     | 311樂隊                                                                                     | 311樂隊                                                                                     | 311樂隊                                                                                     | 安全晉級            | 安全晉級            | 安全晉級            | 安全晉級            | 安全晉級            | 安全晉級            | 安全晉級            | 安全晉級            | 安全晉級            | 安全晉級            | 安全晉級            | 安全晉級            | 安全晉級            | 安全晉級            | 安全晉級            | 安全晉級            | 安全晉級            | 安全晉級            | 安全晉級            | 安全晉級            | 安全晉級            | 安全晉級            | 安全晉級            | 安全晉級            | 安全晉級            | 安全晉級            | 安全晉級            | 安全晉級            | 安全晉級            | 安全晉級            | 安全晉級            | 安全晉級            | 安全晉級            | 安全晉級            | 安全晉級            | 安全晉級            | 安全晉級            | 安全晉級            | 安全晉級            | 安全晉級            | 安全晉級            | 安全晉級            | 安全晉級            | 安全晉級            | 安全晉級            | 安全晉級            | 安全晉級            | 安全晉級            | 安全晉級            | 安全晉級            | 安全晉級            | 安全晉級            | 安全晉級            | 安全晉級            | 安全晉級            | 安全晉級            | 安全晉級            | 安全晉級            | 安全晉級            | 安全晉級            | 安全晉級            | 安全晉級            | 安全晉級            | 安全晉級            | 安全晉級            | 安全晉級            | 安全晉級            | 安全晉級            | 安全晉級            | 安全晉級            | 安全晉級            | 安全晉級            | 安全晉級            | 安全晉級            | 安全晉級            |
| 十二強 | 十二強 | 十二強 | 十二強 | 十二強 | 十二強 | 十二強 | 十二強 | 十二強 | 十二強 | 十二強 | 十二強 | 十二強 | 十二強 | 十二強 | 十二強 | 十二強 | 十二強 | 十二強 | 十二強 | 十二強 | 十二強 | 十二強 | 十二強 | 十二強 | 十二強 | 十二強 | 十二強 | 十二強 | 十二強 | 十二強 | 十二強 | 十二強 | 十二強 | 十二強 | 十二強 | 十二強 | 十二強 | 十二強 | 十二強 | 十二強 | 十二強 | 十二強 | 十二強 | 十二強 | 十二強 | 十二強 | 十二強 | 十二強 | 十二強 | 十二強 | 十二強 | 十二強 | 十二強 | 十二強 | 十二強 | 十二強 | 十二強 | 十二強 | 十二強 | 《You Keep Me Hangin' On》                                            | 《You Keep Me Hangin' On》                                            | 《You Keep Me Hangin' On》                                            | 《You Keep Me Hangin' On》                                            | 《You Keep Me Hangin' On》                                            | 《You Keep Me Hangin' On》                                            | 《You Keep Me Hangin' On》                                            | 《You Keep Me Hangin' On》                                            | 《You Keep Me Hangin' On》                                            | 《You Keep Me Hangin' On》                                            | 《You Keep Me Hangin' On》                                            | 《You Keep Me Hangin' On》                                            | 《You Keep Me Hangin' On》                                            | 《You Keep Me Hangin' On》                                            | 《You Keep Me Hangin' On》                                            | 《You Keep Me Hangin' On》                                            | 《You Keep Me Hangin' On》                                            | 《You Keep Me Hangin' On》                                            | 《You Keep Me Hangin' On》                                            | 《You Keep Me Hangin' On》                                            | 《You Keep Me Hangin' On》                                            | 《You Keep Me Hangin' On》                                            | 《You Keep Me Hangin' On》                                            | 《You Keep Me Hangin' On》                                            | 《You Keep Me Hangin' On》                                            | 《You Keep Me Hangin' On》                                            | 《You Keep Me Hangin' On》                                            | 《You Keep Me Hangin' On》                                            | 《You Keep Me Hangin' On》                                            | 《You Keep Me Hangin' On》                                            | 《You Keep Me Hangin' On》                                            | 《You Keep Me Hangin' On》                                            | 《You Keep Me Hangin' On》                                            | 《You Keep Me Hangin' On》                                            | 《You Keep Me Hangin' On》                                            | 《You Keep Me Hangin' On》                                            | 《You Keep Me Hangin' On》                                            | 《You Keep Me Hangin' On》                                            | 《You Keep Me Hangin' On》                                            | 《You Keep Me Hangin' On》                                            | 《You Keep Me Hangin' On》                                            | 《You Keep Me Hangin' On》                                            | 《You Keep Me Hangin' On》                                            | 《You Keep Me Hangin' On》                                            | 《You Keep Me Hangin' On》                                            | 《You Keep Me Hangin' On》                                            | 《You Keep Me Hangin' On》                                            | 《You Keep Me Hangin' On》                                            | 《You Keep Me Hangin' On》                                            | 《You Keep Me Hangin' On》                                            | 《You Keep Me Hangin' On》                                            | 《You Keep Me Hangin' On》                                            | 《You Keep Me Hangin' On》                                            | 《You Keep Me Hangin' On》                                            | 《You Keep Me Hangin' On》                                            | 《You Keep Me Hangin' On》                                            | 《You Keep Me Hangin' On》                                            | 《You Keep Me Hangin' On》                                            | 《You Keep Me Hangin' On》                                            | 《You Keep Me Hangin' On》                                            | 《You Keep Me Hangin' On》                                            | 《You Keep Me Hangin' On》                                            | 《You Keep Me Hangin' On》                                            | 《You Keep Me Hangin' On》                                            | 《You Keep Me Hangin' On》                                            | 《You Keep Me Hangin' On》                                            | 《You Keep Me Hangin' On》                                            | 《You Keep Me Hangin' On》                                            | 《You Keep Me Hangin' On》                                            | 《You Keep Me Hangin' On》                                            | 《You Keep Me Hangin' On》                                            | 《You Keep Me Hangin' On》                                            | 《You Keep Me Hangin' On》                                            | 《You Keep Me Hangin' On》                                            | 《You Keep Me Hangin' On》                                            | 《You Keep Me Hangin' On》                                            | 《You Keep Me Hangin' On》                                            | 《You Keep Me Hangin' On》                                            | 《You Keep Me Hangin' On》                                            | 《You Keep Me Hangin' On》                                            | 《You Keep Me Hangin' On》                                            | 《You Keep Me Hangin' On》                                            | 《You Keep Me Hangin' On》                                            | 《You Keep Me Hangin' On》                                            | 《You Keep Me Hangin' On》                                            | 《You Keep Me Hangin' On》                                            | 《You Keep Me Hangin' On》                                            | 《You Keep Me Hangin' On》                                            | 《You Keep Me Hangin' On》                                            | 《You Keep Me Hangin' On》                                            | 《You Keep Me Hangin' On》                                            | 《You Keep Me Hangin' On》                                            | 《You Keep Me Hangin' On》                                            | 《You Keep Me Hangin' On》                                            | 《You Keep Me Hangin' On》                                            | 《You Keep Me Hangin' On》                                            | 《You Keep Me Hangin' On》                                            | 《You Keep Me Hangin' On》                                            | 《You Keep Me Hangin' On》                                            | 《You Keep Me Hangin' On》                                            | 《You Keep Me Hangin' On》                                            | 《You Keep Me Hangin' On》                                            | 《You Keep Me Hangin' On》                                            | 《You Keep Me Hangin' On》                                            | 《You Keep Me Hangin' On》                                            | 《You Keep Me Hangin' On》                                            | 《You Keep Me Hangin' On》                                            | 《You Keep Me Hangin' On》                                            | 《You Keep Me Hangin' On》                                            | 《You Keep Me Hangin' On》                                            | 《You Keep Me Hangin' On》                                            | 《You Keep Me Hangin' On》                                            | 《You Keep Me Hangin' On》                                            | 《You Keep Me Hangin' On》                                            | 《You Keep Me Hangin' On》                                            | 《You Keep Me Hangin' On》                                            | 《You Keep Me Hangin' On》                                            | 《You Keep Me Hangin' On》                                            | 《You Keep Me Hangin' On》                                            | 《You Keep Me Hangin' On》                                            | 《You Keep Me Hangin' On》                                            | 《You Keep Me Hangin' On》                                            | 《You Keep Me Hangin' On》                                            | 《You Keep Me Hangin' On》                                            | 《You Keep Me Hangin' On》                                            | 《You Keep Me Hangin' On》                                            | 《You Keep Me Hangin' On》                                            | 《You Keep Me Hangin' On》                                            | 《You Keep Me Hangin' On》                                            | 《You Keep Me Hangin' On》                                            | 《You Keep Me Hangin' On》                                            | 《You Keep Me Hangin' On》                                            | 《You Keep Me Hangin' On》                                            | 《You Keep Me Hangin' On》                                            | 《You Keep Me Hangin' On》                                            | 黛安娜·羅絲與至上女聲三重唱 （Diana Ross and the Supremes）                                 | 黛安娜·羅絲與至上女聲三重唱 （Diana Ross and the Supremes）                                 | 黛安娜·羅絲與至上女聲三重唱 （Diana Ross and the Supremes）                                 | 黛安娜·羅絲與至上女聲三重唱 （Diana Ross and the Supremes）                                 | 黛安娜·羅絲與至上女聲三重唱 （Diana Ross and the Supremes）                                 | 黛安娜·羅絲與至上女聲三重唱 （Diana Ross and the Supremes）                                 | 黛安娜·羅絲與至上女聲三重唱 （Diana Ross and the Supremes）                                 | 黛安娜·羅絲與至上女聲三重唱 （Diana Ross and the Supremes）                                 | 黛安娜·羅絲與至上女聲三重唱 （Diana Ross and the Supremes）                                 | 黛安娜·羅絲與至上女聲三重唱 （Diana Ross and the Supremes）                                 | 黛安娜·羅絲與至上女聲三重唱 （Diana Ross and the Supremes）                                 | 黛安娜·羅絲與至上女聲三重唱 （Diana Ross and the Supremes）                                 | 黛安娜·羅絲與至上女聲三重唱 （Diana Ross and the Supremes）                                 | 黛安娜·羅絲與至上女聲三重唱 （Diana Ross and the Supremes）                                 | 黛安娜·羅絲與至上女聲三重唱 （Diana Ross and the Supremes）                                 | 黛安娜·羅絲與至上女聲三重唱 （Diana Ross and the Supremes）                                 | 黛安娜·羅絲與至上女聲三重唱 （Diana Ross and the Supremes）                                 | 黛安娜·羅絲與至上女聲三重唱 （Diana Ross and the Supremes）                                 | 黛安娜·羅絲與至上女聲三重唱 （Diana Ross and the Supremes）                                 | 黛安娜·羅絲與至上女聲三重唱 （Diana Ross and the Supremes）                                 | 黛安娜·羅絲與至上女聲三重唱 （Diana Ross and the Supremes）                                 | 黛安娜·羅絲與至上女聲三重唱 （Diana Ross and the Supremes）                                 | 黛安娜·羅絲與至上女聲三重唱 （Diana Ross and the Supremes）                                 | 黛安娜·羅絲與至上女聲三重唱 （Diana Ross and the Supremes）                                 | 黛安娜·羅絲與至上女聲三重唱 （Diana Ross and the Supremes）                                 | 黛安娜·羅絲與至上女聲三重唱 （Diana Ross and the Supremes）                                 | 黛安娜·羅絲與至上女聲三重唱 （Diana Ross and the Supremes）                                 | 黛安娜·羅絲與至上女聲三重唱 （Diana Ross and the Supremes）                                 | 黛安娜·羅絲與至上女聲三重唱 （Diana Ross and the Supremes）                                 | 黛安娜·羅絲與至上女聲三重唱 （Diana Ross and the Supremes）                                 | 黛安娜·羅絲與至上女聲三重唱 （Diana Ross and the Supremes）                                 | 黛安娜·羅絲與至上女聲三重唱 （Diana Ross and the Supremes）                                 | 黛安娜·羅絲與至上女聲三重唱 （Diana Ross and the Supremes）                                 | 黛安娜·羅絲與至上女聲三重唱 （Diana Ross and the Supremes）                                 | 黛安娜·羅絲與至上女聲三重唱 （Diana Ross and the Supremes）                                 | 黛安娜·羅絲與至上女聲三重唱 （Diana Ross and the Supremes）                                 | 黛安娜·羅絲與至上女聲三重唱 （Diana Ross and the Supremes）                                 | 黛安娜·羅絲與至上女聲三重唱 （Diana Ross and the Supremes）                                 | 黛安娜·羅絲與至上女聲三重唱 （Diana Ross and the Supremes）                                 | 黛安娜·羅絲與至上女聲三重唱 （Diana Ross and the Supremes）                                 | 黛安娜·羅絲與至上女聲三重唱 （Diana Ross and the Supremes）                                 | 黛安娜·羅絲與至上女聲三重唱 （Diana Ross and the Supremes）                                 | 黛安娜·羅絲與至上女聲三重唱 （Diana Ross and the Supremes）                                 | 黛安娜·羅絲與至上女聲三重唱 （Diana Ross and the Supremes）                                 | 黛安娜·羅絲與至上女聲三重唱 （Diana Ross and the Supremes）                                 | 黛安娜·羅絲與至上女聲三重唱 （Diana Ross and the Supremes）                                 | 黛安娜·羅絲與至上女聲三重唱 （Diana Ross and the Supremes）                                 | 黛安娜·羅絲與至上女聲三重唱 （Diana Ross and the Supremes）                                 | 黛安娜·羅絲與至上女聲三重唱 （Diana Ross and the Supremes）                                 | 黛安娜·羅絲與至上女聲三重唱 （Diana Ross and the Supremes）                                 | 黛安娜·羅絲與至上女聲三重唱 （Diana Ross and the Supremes）                                 | 黛安娜·羅絲與至上女聲三重唱 （Diana Ross and the Supremes）                                 | 黛安娜·羅絲與至上女聲三重唱 （Diana Ross and the Supremes）                                 | 黛安娜·羅絲與至上女聲三重唱 （Diana Ross and the Supremes）                                 | 黛安娜·羅絲與至上女聲三重唱 （Diana Ross and the Supremes）                                 | 黛安娜·羅絲與至上女聲三重唱 （Diana Ross and the Supremes）                                 | 黛安娜·羅絲與至上女聲三重唱 （Diana Ross and the Supremes）                                 | 黛安娜·羅絲與至上女聲三重唱 （Diana Ross and the Supremes）                                 | 黛安娜·羅絲與至上女聲三重唱 （Diana Ross and the Supremes）                                 | 黛安娜·羅絲與至上女聲三重唱 （Diana Ross and the Supremes）                                 | 黛安娜·羅絲與至上女聲三重唱 （Diana Ross and the Supremes）                                 | 黛安娜·羅絲與至上女聲三重唱 （Diana Ross and the Supremes）                                 | 黛安娜·羅絲與至上女聲三重唱 （Diana Ross and the Supremes）                                 | 黛安娜·羅絲與至上女聲三重唱 （Diana Ross and the Supremes）                                 | 黛安娜·羅絲與至上女聲三重唱 （Diana Ross and the Supremes）                                 | 黛安娜·羅絲與至上女聲三重唱 （Diana Ross and the Supremes）                                 | 黛安娜·羅絲與至上女聲三重唱 （Diana Ross and the Supremes）                                 | 黛安娜·羅絲與至上女聲三重唱 （Diana Ross and the Supremes）                                 | 黛安娜·羅絲與至上女聲三重唱 （Diana Ross and the Supremes）                                 | 黛安娜·羅絲與至上女聲三重唱 （Diana Ross and the Supremes）                                 | 黛安娜·羅絲與至上女聲三重唱 （Diana Ross and the Supremes）                                 | 黛安娜·羅絲與至上女聲三重唱 （Diana Ross and the Supremes）                                 | 黛安娜·羅絲與至上女聲三重唱 （Diana Ross and the Supremes）                                 | 黛安娜·羅絲與至上女聲三重唱 （Diana Ross and the Supremes）                                 | 黛安娜·羅絲與至上女聲三重唱 （Diana Ross and the Supremes）                                 | 黛安娜·羅絲與至上女聲三重唱 （Diana Ross and the Supremes）                                 | 黛安娜·羅絲與至上女聲三重唱 （Diana Ross and the Supremes）                                 | 黛安娜·羅絲與至上女聲三重唱 （Diana Ross and the Supremes）                                 | 黛安娜·羅絲與至上女聲三重唱 （Diana Ross and the Supremes）                                 | 黛安娜·羅絲與至上女聲三重唱 （Diana Ross and the Supremes）                                 | 黛安娜·羅絲與至上女聲三重唱 （Diana Ross and the Supremes）                                 | 黛安娜·羅絲與至上女聲三重唱 （Diana Ross and the Supremes）                                 | 黛安娜·羅絲與至上女聲三重唱 （Diana Ross and the Supremes）                                 | 黛安娜·羅絲與至上女聲三重唱 （Diana Ross and the Supremes）                                 | 黛安娜·羅絲與至上女聲三重唱 （Diana Ross and the Supremes）                                 | 黛安娜·羅絲與至上女聲三重唱 （Diana Ross and the Supremes）                                 | 黛安娜·羅絲與至上女聲三重唱 （Diana Ross and the Supremes）                                 | 黛安娜·羅絲與至上女聲三重唱 （Diana Ross and the Supremes）                                 | 黛安娜·羅絲與至上女聲三重唱 （Diana Ross and the Supremes）                                 | 黛安娜·羅絲與至上女聲三重唱 （Diana Ross and the Supremes）                                 | 黛安娜·羅絲與至上女聲三重唱 （Diana Ross and the Supremes）                                 | 黛安娜·羅絲與至上女聲三重唱 （Diana Ross and the Supremes）                                 | 黛安娜·羅絲與至上女聲三重唱 （Diana Ross and the Supremes）                                 | 黛安娜·羅絲與至上女聲三重唱 （Diana Ross and the Supremes）                                 | 黛安娜·羅絲與至上女聲三重唱 （Diana Ross and the Supremes）                                 | 黛安娜·羅絲與至上女聲三重唱 （Diana Ross and the Supremes）                                 | 黛安娜·羅絲與至上女聲三重唱 （Diana Ross and the Supremes）                                 | 黛安娜·羅絲與至上女聲三重唱 （Diana Ross and the Supremes）                                 | 黛安娜·羅絲與至上女聲三重唱 （Diana Ross and the Supremes）                                 | 黛安娜·羅絲與至上女聲三重唱 （Diana Ross and the Supremes）                                 | 黛安娜·羅絲與至上女聲三重唱 （Diana Ross and the Supremes）                                 | 黛安娜·羅絲與至上女聲三重唱 （Diana Ross and the Supremes）                                 | 黛安娜·羅絲與至上女聲三重唱 （Diana Ross and the Supremes）                                 | 黛安娜·羅絲與至上女聲三重唱 （Diana Ross and the Supremes）                                 | 黛安娜·羅絲與至上女聲三重唱 （Diana Ross and the Supremes）                                 | 黛安娜·羅絲與至上女聲三重唱 （Diana Ross and the Supremes）                                 | 黛安娜·羅絲與至上女聲三重唱 （Diana Ross and the Supremes）                                 | 黛安娜·羅絲與至上女聲三重唱 （Diana Ross and the Supremes）                                 | 黛安娜·羅絲與至上女聲三重唱 （Diana Ross and the Supremes）                                 | 黛安娜·羅絲與至上女聲三重唱 （Diana Ross and the Supremes）                                 | 黛安娜·羅絲與至上女聲三重唱 （Diana Ross and the Supremes）                                 | 黛安娜·羅絲與至上女聲三重唱 （Diana Ross and the Supremes）                                 | 黛安娜·羅絲與至上女聲三重唱 （Diana Ross and the Supremes）                                 | 黛安娜·羅絲與至上女聲三重唱 （Diana Ross and the Supremes）                                 | 黛安娜·羅絲與至上女聲三重唱 （Diana Ross and the Supremes）                                 | 黛安娜·羅絲與至上女聲三重唱 （Diana Ross and the Supremes）                                 | 黛安娜·羅絲與至上女聲三重唱 （Diana Ross and the Supremes）                                 | 黛安娜·羅絲與至上女聲三重唱 （Diana Ross and the Supremes）                                 | 黛安娜·羅絲與至上女聲三重唱 （Diana Ross and the Supremes）                                 | 黛安娜·羅絲與至上女聲三重唱 （Diana Ross and the Supremes）                                 | 黛安娜·羅絲與至上女聲三重唱 （Diana Ross and the Supremes）                                 | 黛安娜·羅絲與至上女聲三重唱 （Diana Ross and the Supremes）                                 | 黛安娜·羅絲與至上女聲三重唱 （Diana Ross and the Supremes）                                 | 黛安娜·羅絲與至上女聲三重唱 （Diana Ross and the Supremes）                                 | 黛安娜·羅絲與至上女聲三重唱 （Diana Ross and the Supremes）                                 | 黛安娜·羅絲與至上女聲三重唱 （Diana Ross and the Supremes）                                 | 黛安娜·羅絲與至上女聲三重唱 （Diana Ross and the Supremes）                                 | 黛安娜·羅絲與至上女聲三重唱 （Diana Ross and the Supremes）                                 | 黛安娜·羅絲與至上女聲三重唱 （Diana Ross and the Supremes）                                 | 黛安娜·羅絲與至上女聲三重唱 （Diana Ross and the Supremes）                                 | 黛安娜·羅絲與至上女聲三重唱 （Diana Ross and the Supremes）                                 | 黛安娜·羅絲與至上女聲三重唱 （Diana Ross and the Supremes）                                 | 黛安娜·羅絲與至上女聲三重唱 （Diana Ross and the Supremes）                                 | 黛安娜·羅絲與至上女聲三重唱 （Diana Ross and the Supremes）                                 | 黛安娜·羅絲與至上女聲三重唱 （Diana Ross and the Supremes）                                 | 黛安娜·羅絲與至上女聲三重唱 （Diana Ross and the Supremes）                                 | 黛安娜·羅絲與至上女聲三重唱 （Diana Ross and the Supremes）                                 | 黛安娜·羅絲與至上女聲三重唱 （Diana Ross and the Supremes）                                 | 黛安娜·羅絲與至上女聲三重唱 （Diana Ross and the Supremes）                                 | 黛安娜·羅絲與至上女聲三重唱 （Diana Ross and the Supremes）                                 | 黛安娜·羅絲與至上女聲三重唱 （Diana Ross and the Supremes）                                 | 黛安娜·羅絲與至上女聲三重唱 （Diana Ross and the Supremes）                                 | 黛安娜·羅絲與至上女聲三重唱 （Diana Ross and the Supremes）                                 | 黛安娜·羅絲與至上女聲三重唱 （Diana Ross and the Supremes）                                 | 黛安娜·羅絲與至上女聲三重唱 （Diana Ross and the Supremes）                                 | 安全晉級            | 安全晉級            | 安全晉級            | 安全晉級            | 安全晉級            | 安全晉級            | 安全晉級            | 安全晉級            | 安全晉級            | 安全晉級            | 安全晉級            | 安全晉級            | 安全晉級            | 安全晉級            | 安全晉級            | 安全晉級            | 安全晉級            | 安全晉級            | 安全晉級            | 安全晉級            | 安全晉級            | 安全晉級            | 安全晉級            | 安全晉級            | 安全晉級            | 安全晉級            | 安全晉級            | 安全晉級            | 安全晉級            | 安全晉級            | 安全晉級            | 安全晉級            | 安全晉級            | 安全晉級            | 安全晉級            | 安全晉級            | 安全晉級            | 安全晉級            | 安全晉級            | 安全晉級            | 安全晉級            | 安全晉級            | 安全晉級            | 安全晉級            | 安全晉級            | 安全晉級            | 安全晉級            | 安全晉級            | 安全晉級            | 安全晉級            | 安全晉級            | 安全晉級            | 安全晉級            | 安全晉級            | 安全晉級            | 安全晉級            | 安全晉級            | 安全晉級            | 安全晉級            | 安全晉級            | 安全晉級            | 安全晉級            | 安全晉級            | 安全晉級            | 安全晉級            | 安全晉級            | 安全晉級            | 安全晉級            | 安全晉級            | 安全晉級            | 安全晉級            | 安全晉級            | 安全晉級            | 安全晉級            | 安全晉級            |
| 十一強 | 十一強 | 十一強 | 十一強 | 十一強 | 十一強 | 十一強 | 十一強 | 十一強 | 十一強 | 十一強 | 十一強 | 十一強 | 十一強 | 十一強 | 十一強 | 十一強 | 十一強 | 十一強 | 十一強 | 十一強 | 十一強 | 十一強 | 十一強 | 十一強 | 十一強 | 十一強 | 十一強 | 十一強 | 十一強 | 十一強 | 十一強 | 十一強 | 十一強 | 十一強 | 十一強 | 十一強 | 十一強 | 十一強 | 十一強 | 十一強 | 十一強 | 十一強 | 十一強 | 十一強 | 十一強 | 十一強 | 十一強 | 十一強 | 十一強 | 十一強 | 十一強 | 十一強 | 十一強 | 十一強 | 十一強 | 十一強 | 十一強 | 十一強 | 十一強 | 《Time of the Season》                                                | 《Time of the Season》                                                | 《Time of the Season》                                                | 《Time of the Season》                                                | 《Time of the Season》                                                | 《Time of the Season》                                                | 《Time of the Season》                                                | 《Time of the Season》                                                | 《Time of the Season》                                                | 《Time of the Season》                                                | 《Time of the Season》                                                | 《Time of the Season》                                                | 《Time of the Season》                                                | 《Time of the Season》                                                | 《Time of the Season》                                                | 《Time of the Season》                                                | 《Time of the Season》                                                | 《Time of the Season》                                                | 《Time of the Season》                                                | 《Time of the Season》                                                | 《Time of the Season》                                                | 《Time of the Season》                                                | 《Time of the Season》                                                | 《Time of the Season》                                                | 《Time of the Season》                                                | 《Time of the Season》                                                | 《Time of the Season》                                                | 《Time of the Season》                                                | 《Time of the Season》                                                | 《Time of the Season》                                                | 《Time of the Season》                                                | 《Time of the Season》                                                | 《Time of the Season》                                                | 《Time of the Season》                                                | 《Time of the Season》                                                | 《Time of the Season》                                                | 《Time of the Season》                                                | 《Time of the Season》                                                | 《Time of the Season》                                                | 《Time of the Season》                                                | 《Time of the Season》                                                | 《Time of the Season》                                                | 《Time of the Season》                                                | 《Time of the Season》                                                | 《Time of the Season》                                                | 《Time of the Season》                                                | 《Time of the Season》                                                | 《Time of the Season》                                                | 《Time of the Season》                                                | 《Time of the Season》                                                | 《Time of the Season》                                                | 《Time of the Season》                                                | 《Time of the Season》                                                | 《Time of the Season》                                                | 《Time of the Season》                                                | 《Time of the Season》                                                | 《Time of the Season》                                                | 《Time of the Season》                                                | 《Time of the Season》                                                | 《Time of the Season》                                                | 《Time of the Season》                                                | 《Time of the Season》                                                | 《Time of the Season》                                                | 《Time of the Season》                                                | 《Time of the Season》                                                | 《Time of the Season》                                                | 《Time of the Season》                                                | 《Time of the Season》                                                | 《Time of the Season》                                                | 《Time of the Season》                                                | 《Time of the Season》                                                | 《Time of the Season》                                                | 《Time of the Season》                                                | 《Time of the Season》                                                | 《Time of the Season》                                                | 《Time of the Season》                                                | 《Time of the Season》                                                | 《Time of the Season》                                                | 《Time of the Season》                                                | 《Time of the Season》                                                | 《Time of the Season》                                                | 《Time of the Season》                                                | 《Time of the Season》                                                | 《Time of the Season》                                                | 《Time of the Season》                                                | 《Time of the Season》                                                | 《Time of the Season》                                                | 《Time of the Season》                                                | 《Time of the Season》                                                | 《Time of the Season》                                                | 《Time of the Season》                                                | 《Time of the Season》                                                | 《Time of the Season》                                                | 《Time of the Season》                                                | 《Time of the Season》                                                | 《Time of the Season》                                                | 《Time of the Season》                                                | 《Time of the Season》                                                | 《Time of the Season》                                                | 《Time of the Season》                                                | 《Time of the Season》                                                | 《Time of the Season》                                                | 《Time of the Season》                                                | 《Time of the Season》                                                | 《Time of the Season》                                                | 《Time of the Season》                                                | 《Time of the Season》                                                | 《Time of the Season》                                                | 《Time of the Season》                                                | 《Time of the Season》                                                | 《Time of the Season》                                                | 《Time of the Season》                                                | 《Time of the Season》                                                | 《Time of the Season》                                                | 《Time of the Season》                                                | 《Time of the Season》                                                | 《Time of the Season》                                                | 《Time of the Season》                                                | 《Time of the Season》                                                | 《Time of the Season》                                                | 《Time of the Season》                                                | 《Time of the Season》                                                | 《Time of the Season》                                                | 《Time of the Season》                                                | 《Time of the Season》                                                | 《Time of the Season》                                                | 《Time of the Season》                                                | 《Time of the Season》                                                | 《Time of the Season》                                                | 《Time of the Season》                                                | 《Time of the Season》                                                | 《Time of the Season》                                                | 《Time of the Season》                                                | 《Time of the Season》                                                | 《Time of the Season》                                                | 殭屍合唱團                                                                                  | 殭屍合唱團                                                                                  | 殭屍合唱團                                                                                  | 殭屍合唱團                                                                                  | 殭屍合唱團                                                                                  | 殭屍合唱團                                                                                  | 殭屍合唱團                                                                                  | 殭屍合唱團                                                                                  | 殭屍合唱團                                                                                  | 殭屍合唱團                                                                                  | 殭屍合唱團                                                                                  | 殭屍合唱團                                                                                  | 殭屍合唱團                                                                                  | 殭屍合唱團                                                                                  | 殭屍合唱團                                                                                  | 殭屍合唱團                                                                                  | 殭屍合唱團                                                                                  | 殭屍合唱團                                                                                  | 殭屍合唱團                                                                                  | 殭屍合唱團                                                                                  | 殭屍合唱團                                                                                  | 殭屍合唱團                                                                                  | 殭屍合唱團                                                                                  | 殭屍合唱團                                                                                  | 殭屍合唱團                                                                                  | 殭屍合唱團                                                                                  | 殭屍合唱團                                                                                  | 殭屍合唱團                                                                                  | 殭屍合唱團                                                                                  | 殭屍合唱團                                                                                  | 殭屍合唱團                                                                                  | 殭屍合唱團                                                                                  | 殭屍合唱團                                                                                  | 殭屍合唱團                                                                                  | 殭屍合唱團                                                                                  | 殭屍合唱團                                                                                  | 殭屍合唱團                                                                                  | 殭屍合唱團                                                                                  | 殭屍合唱團                                                                                  | 殭屍合唱團                                                                                  | 殭屍合唱團                                                                                  | 殭屍合唱團                                                                                  | 殭屍合唱團                                                                                  | 殭屍合唱團                                                                                  | 殭屍合唱團                                                                                  | 殭屍合唱團                                                                                  | 殭屍合唱團                                                                                  | 殭屍合唱團                                                                                  | 殭屍合唱團                                                                                  | 殭屍合唱團                                                                                  | 殭屍合唱團                                                                                  | 殭屍合唱團                                                                                  | 殭屍合唱團                                                                                  | 殭屍合唱團                                                                                  | 殭屍合唱團                                                                                  | 殭屍合唱團                                                                                  | 殭屍合唱團                                                                                  | 殭屍合唱團                                                                                  | 殭屍合唱團                                                                                  | 殭屍合唱團                                                                                  | 殭屍合唱團                                                                                  | 殭屍合唱團                                                                                  | 殭屍合唱團                                                                                  | 殭屍合唱團                                                                                  | 殭屍合唱團                                                                                  | 殭屍合唱團                                                                                  | 殭屍合唱團                                                                                  | 殭屍合唱團                                                                                  | 殭屍合唱團                                                                                  | 殭屍合唱團                                                                                  | 殭屍合唱團                                                                                  | 殭屍合唱團                                                                                  | 殭屍合唱團                                                                                  | 殭屍合唱團                                                                                  | 殭屍合唱團                                                                                  | 殭屍合唱團                                                                                  | 殭屍合唱團                                                                                  | 殭屍合唱團                                                                                  | 殭屍合唱團                                                                                  | 殭屍合唱團                                                                                  | 殭屍合唱團                                                                                  | 殭屍合唱團                                                                                  | 殭屍合唱團                                                                                  | 殭屍合唱團                                                                                  | 殭屍合唱團                                                                                  | 殭屍合唱團                                                                                  | 殭屍合唱團                                                                                  | 殭屍合唱團                                                                                  | 殭屍合唱團                                                                                  | 殭屍合唱團                                                                                  | 殭屍合唱團                                                                                  | 殭屍合唱團                                                                                  | 殭屍合唱團                                                                                  | 殭屍合唱團                                                                                  | 殭屍合唱團                                                                                  | 殭屍合唱團                                                                                  | 殭屍合唱團                                                                                  | 殭屍合唱團                                                                                  | 殭屍合唱團                                                                                  | 殭屍合唱團                                                                                  | 殭屍合唱團                                                                                  | 殭屍合唱團                                                                                  | 殭屍合唱團                                                                                  | 殭屍合唱團                                                                                  | 殭屍合唱團                                                                                  | 殭屍合唱團                                                                                  | 殭屍合唱團                                                                                  | 殭屍合唱團                                                                                  | 殭屍合唱團                                                                                  | 殭屍合唱團                                                                                  | 殭屍合唱團                                                                                  | 殭屍合唱團                                                                                  | 殭屍合唱團                                                                                  | 殭屍合唱團                                                                                  | 殭屍合唱團                                                                                  | 殭屍合唱團                                                                                  | 殭屍合唱團                                                                                  | 殭屍合唱團                                                                                  | 殭屍合唱團                                                                                  | 殭屍合唱團                                                                                  | 殭屍合唱團                                                                                  | 殭屍合唱團                                                                                  | 殭屍合唱團                                                                                  | 殭屍合唱團                                                                                  | 殭屍合唱團                                                                                  | 殭屍合唱團                                                                                  | 殭屍合唱團                                                                                  | 殭屍合唱團                                                                                  | 殭屍合唱團                                                                                  | 殭屍合唱團                                                                                  | 殭屍合唱團                                                                                  | 殭屍合唱團                                                                                  | 殭屍合唱團                                                                                  | 殭屍合唱團                                                                                  | 殭屍合唱團                                                                                  | 殭屍合唱團                                                                                  | 殭屍合唱團                                                                                  | 殭屍合唱團                                                                                  | 殭屍合唱團                                                                                  | 殭屍合唱團                                                                                  | 殭屍合唱團                                                                                  | 殭屍合唱團                                                                                  | 殭屍合唱團                                                                                  | 殭屍合唱團                                                                                  | 殭屍合唱團                                                                                  | 安全晉級            | 安全晉級            | 安全晉級            | 安全晉級            | 安全晉級            | 安全晉級            | 安全晉級            | 安全晉級            | 安全晉級            | 安全晉級            | 安全晉級            | 安全晉級            | 安全晉級            | 安全晉級            | 安全晉級            | 安全晉級            | 安全晉級            | 安全晉級            | 安全晉級            | 安全晉級            | 安全晉級            | 安全晉級            | 安全晉級            | 安全晉級            | 安全晉級            | 安全晉級            | 安全晉級            | 安全晉級            | 安全晉級            | 安全晉級            | 安全晉級            | 安全晉級            | 安全晉級            | 安全晉級            | 安全晉級            | 安全晉級            | 安全晉級            | 安全晉級            | 安全晉級            | 安全晉級            | 安全晉級            | 安全晉級            | 安全晉級            | 安全晉級            | 安全晉級            | 安全晉級            | 安全晉級            | 安全晉級            | 安全晉級            | 安全晉級            | 安全晉級            | 安全晉級            | 安全晉級            | 安全晉級            | 安全晉級            | 安全晉級            | 安全晉級            | 安全晉級            | 安全晉級            | 安全晉級            | 安全晉級            | 安全晉級            | 安全晉級            | 安全晉級            | 安全晉級            | 安全晉級            | 安全晉級            | 安全晉級            | 安全晉級            | 安全晉級            | 安全晉級            | 安全晉級            | 安全晉級            | 安全晉級            | 安全晉級            |
| 十強   | 十強   | 十強   | 十強   | 十強   | 十強   | 十強   | 十強   | 十強   | 十強   | 十強   | 十強   | 十強   | 十強   | 十強   | 十強   | 十強   | 十強   | 十強   | 十強   | 十強   | 十強   | 十強   | 十強   | 十強   | 十強   | 十強   | 十強   | 十強   | 十強   | 十強   | 十強   | 十強   | 十強   | 十強   | 十強   | 十強   | 十強   | 十強   | 十強   | 十強   | 十強   | 十強   | 十強   | 十強   | 十強   | 十強   | 十強   | 十強   | 十強   | 十強   | 十強   | 十強   | 十強   | 十強   | 十強   | 十強   | 十強   | 十強   | 十強   | 《Lovesong》                                                          | 《Lovesong》                                                          | 《Lovesong》                                                          | 《Lovesong》                                                          | 《Lovesong》                                                          | 《Lovesong》                                                          | 《Lovesong》                                                          | 《Lovesong》                                                          | 《Lovesong》                                                          | 《Lovesong》                                                          | 《Lovesong》                                                          | 《Lovesong》                                                          | 《Lovesong》                                                          | 《Lovesong》                                                          | 《Lovesong》                                                          | 《Lovesong》                                                          | 《Lovesong》                                                          | 《Lovesong》                                                          | 《Lovesong》                                                          | 《Lovesong》                                                          | 《Lovesong》                                                          | 《Lovesong》                                                          | 《Lovesong》                                                          | 《Lovesong》                                                          | 《Lovesong》                                                          | 《Lovesong》                                                          | 《Lovesong》                                                          | 《Lovesong》                                                          | 《Lovesong》                                                          | 《Lovesong》                                                          | 《Lovesong》                                                          | 《Lovesong》                                                          | 《Lovesong》                                                          | 《Lovesong》                                                          | 《Lovesong》                                                          | 《Lovesong》                                                          | 《Lovesong》                                                          | 《Lovesong》                                                          | 《Lovesong》                                                          | 《Lovesong》                                                          | 《Lovesong》                                                          | 《Lovesong》                                                          | 《Lovesong》                                                          | 《Lovesong》                                                          | 《Lovesong》                                                          | 《Lovesong》                                                          | 《Lovesong》                                                          | 《Lovesong》                                                          | 《Lovesong》                                                          | 《Lovesong》                                                          | 《Lovesong》                                                          | 《Lovesong》                                                          | 《Lovesong》                                                          | 《Lovesong》                                                          | 《Lovesong》                                                          | 《Lovesong》                                                          | 《Lovesong》                                                          | 《Lovesong》                                                          | 《Lovesong》                                                          | 《Lovesong》                                                          | 《Lovesong》                                                          | 《Lovesong》                                                          | 《Lovesong》                                                          | 《Lovesong》                                                          | 《Lovesong》                                                          | 《Lovesong》                                                          | 《Lovesong》                                                          | 《Lovesong》                                                          | 《Lovesong》                                                          | 《Lovesong》                                                          | 《Lovesong》                                                          | 《Lovesong》                                                          | 《Lovesong》                                                          | 《Lovesong》                                                          | 《Lovesong》                                                          | 《Lovesong》                                                          | 《Lovesong》                                                          | 《Lovesong》                                                          | 《Lovesong》                                                          | 《Lovesong》                                                          | 《Lovesong》                                                          | 《Lovesong》                                                          | 《Lovesong》                                                          | 《Lovesong》                                                          | 《Lovesong》                                                          | 《Lovesong》                                                          | 《Lovesong》                                                          | 《Lovesong》                                                          | 《Lovesong》                                                          | 《Lovesong》                                                          | 《Lovesong》                                                          | 《Lovesong》                                                          | 《Lovesong》                                                          | 《Lovesong》                                                          | 《Lovesong》                                                          | 《Lovesong》                                                          | 《Lovesong》                                                          | 《Lovesong》                                                          | 《Lovesong》                                                          | 《Lovesong》                                                          | 《Lovesong》                                                          | 《Lovesong》                                                          | 《Lovesong》                                                          | 《Lovesong》                                                          | 《Lovesong》                                                          | 《Lovesong》                                                          | 《Lovesong》                                                          | 《Lovesong》                                                          | 《Lovesong》                                                          | 《Lovesong》                                                          | 《Lovesong》                                                          | 《Lovesong》                                                          | 《Lovesong》                                                          | 《Lovesong》                                                          | 《Lovesong》                                                          | 《Lovesong》                                                          | 《Lovesong》                                                          | 《Lovesong》                                                          | 《Lovesong》                                                          | 《Lovesong》                                                          | 《Lovesong》                                                          | 《Lovesong》                                                          | 《Lovesong》                                                          | 《Lovesong》                                                          | 《Lovesong》                                                          | 《Lovesong》                                                          | 《Lovesong》                                                          | 《Lovesong》                                                          | 《Lovesong》                                                          | 《Lovesong》                                                          | 《Lovesong》                                                          | 《Lovesong》                                                          | 《Lovesong》                                                          | 《Lovesong》                                                          | 《Lovesong》                                                          | 怪人合唱團， 由311樂隊翻唱                                                                  | 怪人合唱團， 由311樂隊翻唱                                                                  | 怪人合唱團， 由311樂隊翻唱                                                                  | 怪人合唱團， 由311樂隊翻唱                                                                  | 怪人合唱團， 由311樂隊翻唱                                                                  | 怪人合唱團， 由311樂隊翻唱                                                                  | 怪人合唱團， 由311樂隊翻唱                                                                  | 怪人合唱團， 由311樂隊翻唱                                                                  | 怪人合唱團， 由311樂隊翻唱                                                                  | 怪人合唱團， 由311樂隊翻唱                                                                  | 怪人合唱團， 由311樂隊翻唱                                                                  | 怪人合唱團， 由311樂隊翻唱                                                                  | 怪人合唱團， 由311樂隊翻唱                                                                  | 怪人合唱團， 由311樂隊翻唱                                                                  | 怪人合唱團， 由311樂隊翻唱                                                                  | 怪人合唱團， 由311樂隊翻唱                                                                  | 怪人合唱團， 由311樂隊翻唱                                                                  | 怪人合唱團， 由311樂隊翻唱                                                                  | 怪人合唱團， 由311樂隊翻唱                                                                  | 怪人合唱團， 由311樂隊翻唱                                                                  | 怪人合唱團， 由311樂隊翻唱                                                                  | 怪人合唱團， 由311樂隊翻唱                                                                  | 怪人合唱團， 由311樂隊翻唱                                                                  | 怪人合唱團， 由311樂隊翻唱                                                                  | 怪人合唱團， 由311樂隊翻唱                                                                  | 怪人合唱團， 由311樂隊翻唱                                                                  | 怪人合唱團， 由311樂隊翻唱                                                                  | 怪人合唱團， 由311樂隊翻唱                                                                  | 怪人合唱團， 由311樂隊翻唱                                                                  | 怪人合唱團， 由311樂隊翻唱                                                                  | 怪人合唱團， 由311樂隊翻唱                                                                  | 怪人合唱團， 由311樂隊翻唱                                                                  | 怪人合唱團， 由311樂隊翻唱                                                                  | 怪人合唱團， 由311樂隊翻唱                                                                  | 怪人合唱團， 由311樂隊翻唱                                                                  | 怪人合唱團， 由311樂隊翻唱                                                                  | 怪人合唱團， 由311樂隊翻唱                                                                  | 怪人合唱團， 由311樂隊翻唱                                                                  | 怪人合唱團， 由311樂隊翻唱                                                                  | 怪人合唱團， 由311樂隊翻唱                                                                  | 怪人合唱團， 由311樂隊翻唱                                                                  | 怪人合唱團， 由311樂隊翻唱                                                                  | 怪人合唱團， 由311樂隊翻唱                                                                  | 怪人合唱團， 由311樂隊翻唱                                                                  | 怪人合唱團， 由311樂隊翻唱                                                                  | 怪人合唱團， 由311樂隊翻唱                                                                  | 怪人合唱團， 由311樂隊翻唱                                                                  | 怪人合唱團， 由311樂隊翻唱                                                                  | 怪人合唱團， 由311樂隊翻唱                                                                  | 怪人合唱團， 由311樂隊翻唱                                                                  | 怪人合唱團， 由311樂隊翻唱                                                                  | 怪人合唱團， 由311樂隊翻唱                                                                  | 怪人合唱團， 由311樂隊翻唱                                                                  | 怪人合唱團， 由311樂隊翻唱                                                                  | 怪人合唱團， 由311樂隊翻唱                                                                  | 怪人合唱團， 由311樂隊翻唱                                                                  | 怪人合唱團， 由311樂隊翻唱                                                                  | 怪人合唱團， 由311樂隊翻唱                                                                  | 怪人合唱團， 由311樂隊翻唱                                                                  | 怪人合唱團， 由311樂隊翻唱                                                                  | 怪人合唱團， 由311樂隊翻唱                                                                  | 怪人合唱團， 由311樂隊翻唱                                                                  | 怪人合唱團， 由311樂隊翻唱                                                                  | 怪人合唱團， 由311樂隊翻唱                                                                  | 怪人合唱團， 由311樂隊翻唱                                                                  | 怪人合唱團， 由311樂隊翻唱                                                                  | 怪人合唱團， 由311樂隊翻唱                                                                  | 怪人合唱團， 由311樂隊翻唱                                                                  | 怪人合唱團， 由311樂隊翻唱                                                                  | 怪人合唱團， 由311樂隊翻唱                                                                  | 怪人合唱團， 由311樂隊翻唱                                                                  | 怪人合唱團， 由311樂隊翻唱                                                                  | 怪人合唱團， 由311樂隊翻唱                                                                  | 怪人合唱團， 由311樂隊翻唱                                                                  | 怪人合唱團， 由311樂隊翻唱                                                                  | 怪人合唱團， 由311樂隊翻唱                                                                  | 怪人合唱團， 由311樂隊翻唱                                                                  | 怪人合唱團， 由311樂隊翻唱                                                                  | 怪人合唱團， 由311樂隊翻唱                                                                  | 怪人合唱團， 由311樂隊翻唱                                                                  | 怪人合唱團， 由311樂隊翻唱                                                                  | 怪人合唱團， 由311樂隊翻唱                                                                  | 怪人合唱團， 由311樂隊翻唱                                                                  | 怪人合唱團， 由311樂隊翻唱                                                                  | 怪人合唱團， 由311樂隊翻唱                                                                  | 怪人合唱團， 由311樂隊翻唱                                                                  | 怪人合唱團， 由311樂隊翻唱                                                                  | 怪人合唱團， 由311樂隊翻唱                                                                  | 怪人合唱團， 由311樂隊翻唱                                                                  | 怪人合唱團， 由311樂隊翻唱                                                                  | 怪人合唱團， 由311樂隊翻唱                                                                  | 怪人合唱團， 由311樂隊翻唱                                                                  | 怪人合唱團， 由311樂隊翻唱                                                                  | 怪人合唱團， 由311樂隊翻唱                                                                  | 怪人合唱團， 由311樂隊翻唱                                                                  | 怪人合唱團， 由311樂隊翻唱                                                                  | 怪人合唱團， 由311樂隊翻唱                                                                  | 怪人合唱團， 由311樂隊翻唱                                                                  | 怪人合唱團， 由311樂隊翻唱                                                                  | 怪人合唱團， 由311樂隊翻唱                                                                  | 怪人合唱團， 由311樂隊翻唱                                                                  | 怪人合唱團， 由311樂隊翻唱                                                                  | 怪人合唱團， 由311樂隊翻唱                                                                  | 怪人合唱團， 由311樂隊翻唱                                                                  | 怪人合唱團， 由311樂隊翻唱                                                                  | 怪人合唱團， 由311樂隊翻唱                                                                  | 怪人合唱團， 由311樂隊翻唱                                                                  | 怪人合唱團， 由311樂隊翻唱                                                                  | 怪人合唱團， 由311樂隊翻唱                                                                  | 怪人合唱團， 由311樂隊翻唱                                                                  | 怪人合唱團， 由311樂隊翻唱                                                                  | 怪人合唱團， 由311樂隊翻唱                                                                  | 怪人合唱團， 由311樂隊翻唱                                                                  | 怪人合唱團， 由311樂隊翻唱                                                                  | 怪人合唱團， 由311樂隊翻唱                                                                  | 怪人合唱團， 由311樂隊翻唱                                                                  | 怪人合唱團， 由311樂隊翻唱                                                                  | 怪人合唱團， 由311樂隊翻唱                                                                  | 怪人合唱團， 由311樂隊翻唱                                                                  | 怪人合唱團， 由311樂隊翻唱                                                                  | 怪人合唱團， 由311樂隊翻唱                                                                  | 怪人合唱團， 由311樂隊翻唱                                                                  | 怪人合唱團， 由311樂隊翻唱                                                                  | 怪人合唱團， 由311樂隊翻唱                                                                  | 怪人合唱團， 由311樂隊翻唱                                                                  | 怪人合唱團， 由311樂隊翻唱                                                                  | 怪人合唱團， 由311樂隊翻唱                                                                  | 怪人合唱團， 由311樂隊翻唱                                                                  | 怪人合唱團， 由311樂隊翻唱                                                                  | 怪人合唱團， 由311樂隊翻唱                                                                  | 怪人合唱團， 由311樂隊翻唱                                                                  | 怪人合唱團， 由311樂隊翻唱                                                                  | 怪人合唱團， 由311樂隊翻唱                                                                  | 怪人合唱團， 由311樂隊翻唱                                                                  | 怪人合唱團， 由311樂隊翻唱                                                                  | 怪人合唱團， 由311樂隊翻唱                                                                  | 怪人合唱團， 由311樂隊翻唱                                                                  | 怪人合唱團， 由311樂隊翻唱                                                                  | 怪人合唱團， 由311樂隊翻唱                                                                  | 怪人合唱團， 由311樂隊翻唱                                                                  | 怪人合唱團， 由311樂隊翻唱                                                                  | 怪人合唱團， 由311樂隊翻唱                                                                  | 怪人合唱團， 由311樂隊翻唱                                                                  | 怪人合唱團， 由311樂隊翻唱                                                                  | 怪人合唱團， 由311樂隊翻唱                                                                  | 安全晉級            | 安全晉級            | 安全晉級            | 安全晉級            | 安全晉級            | 安全晉級            | 安全晉級            | 安全晉級            | 安全晉級            | 安全晉級            | 安全晉級            | 安全晉級            | 安全晉級            | 安全晉級            | 安全晉級            | 安全晉級            | 安全晉級            | 安全晉級            | 安全晉級            | 安全晉級            | 安全晉級            | 安全晉級            | 安全晉級            | 安全晉級            | 安全晉級            | 安全晉級            | 安全晉級            | 安全晉級            | 安全晉級            | 安全晉級            | 安全晉級            | 安全晉級            | 安全晉級            | 安全晉級            | 安全晉級            | 安全晉級            | 安全晉級            | 安全晉級            | 安全晉級            | 安全晉級            | 安全晉級            | 安全晉級            | 安全晉級            | 安全晉級            | 安全晉級            | 安全晉級            | 安全晉級            | 安全晉級            | 安全晉級            | 安全晉級            | 安全晉級            | 安全晉級            | 安全晉級            | 安全晉級            | 安全晉級            | 安全晉級            | 安全晉級            | 安全晉級            | 安全晉級            | 安全晉級            | 安全晉級            | 安全晉級            | 安全晉級            | 安全晉級            | 安全晉級            | 安全晉級            | 安全晉級            | 安全晉級            | 安全晉級            | 安全晉級            | 安全晉級            | 安全晉級            | 安全晉級            | 安全晉級            | 安全晉級            |
| 九強   | 九強   | 九強   | 九強   | 九強   | 九強   | 九強   | 九強   | 九強   | 九強   | 九強   | 九強   | 九強   | 九強   | 九強   | 九強   | 九強   | 九強   | 九強   | 九強   | 九強   | 九強   | 九強   | 九強   | 九強   | 九強   | 九強   | 九強   | 九強   | 九強   | 九強   | 九強   | 九強   | 九強   | 九強   | 九強   | 九強   | 九強   | 九強   | 九強   | 九強   | 九強   | 九強   | 九強   | 九強   | 九強   | 九強   | 九強   | 九強   | 九強   | 九強   | 九強   | 九強   | 九強   | 九強   | 九強   | 九強   | 九強   | 九強   | 九強   | 《Mack the Knife》                                                    | 《Mack the Knife》                                                    | 《Mack the Knife》                                                    | 《Mack the Knife》                                                    | 《Mack the Knife》                                                    | 《Mack the Knife》                                                    | 《Mack the Knife》                                                    | 《Mack the Knife》                                                    | 《Mack the Knife》                                                    | 《Mack the Knife》                                                    | 《Mack the Knife》                                                    | 《Mack the Knife》                                                    | 《Mack the Knife》                                                    | 《Mack the Knife》                                                    | 《Mack the Knife》                                                    | 《Mack the Knife》                                                    | 《Mack the Knife》                                                    | 《Mack the Knife》                                                    | 《Mack the Knife》                                                    | 《Mack the Knife》                                                    | 《Mack the Knife》                                                    | 《Mack the Knife》                                                    | 《Mack the Knife》                                                    | 《Mack the Knife》                                                    | 《Mack the Knife》                                                    | 《Mack the Knife》                                                    | 《Mack the Knife》                                                    | 《Mack the Knife》                                                    | 《Mack the Knife》                                                    | 《Mack the Knife》                                                    | 《Mack the Knife》                                                    | 《Mack the Knife》                                                    | 《Mack the Knife》                                                    | 《Mack the Knife》                                                    | 《Mack the Knife》                                                    | 《Mack the Knife》                                                    | 《Mack the Knife》                                                    | 《Mack the Knife》                                                    | 《Mack the Knife》                                                    | 《Mack the Knife》                                                    | 《Mack the Knife》                                                    | 《Mack the Knife》                                                    | 《Mack the Knife》                                                    | 《Mack the Knife》                                                    | 《Mack the Knife》                                                    | 《Mack the Knife》                                                    | 《Mack the Knife》                                                    | 《Mack the Knife》                                                    | 《Mack the Knife》                                                    | 《Mack the Knife》                                                    | 《Mack the Knife》                                                    | 《Mack the Knife》                                                    | 《Mack the Knife》                                                    | 《Mack the Knife》                                                    | 《Mack the Knife》                                                    | 《Mack the Knife》                                                    | 《Mack the Knife》                                                    | 《Mack the Knife》                                                    | 《Mack the Knife》                                                    | 《Mack the Knife》                                                    | 《Mack the Knife》                                                    | 《Mack the Knife》                                                    | 《Mack the Knife》                                                    | 《Mack the Knife》                                                    | 《Mack the Knife》                                                    | 《Mack the Knife》                                                    | 《Mack the Knife》                                                    | 《Mack the Knife》                                                    | 《Mack the Knife》                                                    | 《Mack the Knife》                                                    | 《Mack the Knife》                                                    | 《Mack the Knife》                                                    | 《Mack the Knife》                                                    | 《Mack the Knife》                                                    | 《Mack the Knife》                                                    | 《Mack the Knife》                                                    | 《Mack the Knife》                                                    | 《Mack the Knife》                                                    | 《Mack the Knife》                                                    | 《Mack the Knife》                                                    | 《Mack the Knife》                                                    | 《Mack the Knife》                                                    | 《Mack the Knife》                                                    | 《Mack the Knife》                                                    | 《Mack the Knife》                                                    | 《Mack the Knife》                                                    | 《Mack the Knife》                                                    | 《Mack the Knife》                                                    | 《Mack the Knife》                                                    | 《Mack the Knife》                                                    | 《Mack the Knife》                                                    | 《Mack the Knife》                                                    | 《Mack the Knife》                                                    | 《Mack the Knife》                                                    | 《Mack the Knife》                                                    | 《Mack the Knife》                                                    | 《Mack the Knife》                                                    | 《Mack the Knife》                                                    | 《Mack the Knife》                                                    | 《Mack the Knife》                                                    | 《Mack the Knife》                                                    | 《Mack the Knife》                                                    | 《Mack the Knife》                                                    | 《Mack the Knife》                                                    | 《Mack the Knife》                                                    | 《Mack the Knife》                                                    | 《Mack the Knife》                                                    | 《Mack the Knife》                                                    | 《Mack the Knife》                                                    | 《Mack the Knife》                                                    | 《Mack the Knife》                                                    | 《Mack the Knife》                                                    | 《Mack the Knife》                                                    | 《Mack the Knife》                                                    | 《Mack the Knife》                                                    | 《Mack the Knife》                                                    | 《Mack the Knife》                                                    | 《Mack the Knife》                                                    | 《Mack the Knife》                                                    | 《Mack the Knife》                                                    | 《Mack the Knife》                                                    | 《Mack the Knife》                                                    | 《Mack the Knife》                                                    | 《Mack the Knife》                                                    | 《Mack the Knife》                                                    | 《Mack the Knife》                                                    | 《Mack the Knife》                                                    | 《Mack the Knife》                                                    | 《Mack the Knife》                                                    | 《Mack the Knife》                                                    | 《Mack the Knife》                                                    | 《Mack the Knife》                                                    | 《Mack the Knife》                                                    | 《Mack the Knife》                                                    | 《Mack the Knife》                                                    | 柯特·懷爾（Kurt Weill），由 法蘭克·辛納屈， 巴比·達林， 羅比·威廉斯 及路易斯·阿姆斯壯普及化 | 柯特·懷爾（Kurt Weill），由 法蘭克·辛納屈， 巴比·達林， 羅比·威廉斯 及路易斯·阿姆斯壯普及化 | 柯特·懷爾（Kurt Weill），由 法蘭克·辛納屈， 巴比·達林， 羅比·威廉斯 及路易斯·阿姆斯壯普及化 | 柯特·懷爾（Kurt Weill），由 法蘭克·辛納屈， 巴比·達林， 羅比·威廉斯 及路易斯·阿姆斯壯普及化 | 柯特·懷爾（Kurt Weill），由 法蘭克·辛納屈， 巴比·達林， 羅比·威廉斯 及路易斯·阿姆斯壯普及化 | 柯特·懷爾（Kurt Weill），由 法蘭克·辛納屈， 巴比·達林， 羅比·威廉斯 及路易斯·阿姆斯壯普及化 | 柯特·懷爾（Kurt Weill），由 法蘭克·辛納屈， 巴比·達林， 羅比·威廉斯 及路易斯·阿姆斯壯普及化 | 柯特·懷爾（Kurt Weill），由 法蘭克·辛納屈， 巴比·達林， 羅比·威廉斯 及路易斯·阿姆斯壯普及化 | 柯特·懷爾（Kurt Weill），由 法蘭克·辛納屈， 巴比·達林， 羅比·威廉斯 及路易斯·阿姆斯壯普及化 | 柯特·懷爾（Kurt Weill），由 法蘭克·辛納屈， 巴比·達林， 羅比·威廉斯 及路易斯·阿姆斯壯普及化 | 柯特·懷爾（Kurt Weill），由 法蘭克·辛納屈， 巴比·達林， 羅比·威廉斯 及路易斯·阿姆斯壯普及化 | 柯特·懷爾（Kurt Weill），由 法蘭克·辛納屈， 巴比·達林， 羅比·威廉斯 及路易斯·阿姆斯壯普及化 | 柯特·懷爾（Kurt Weill），由 法蘭克·辛納屈， 巴比·達林， 羅比·威廉斯 及路易斯·阿姆斯壯普及化 | 柯特·懷爾（Kurt Weill），由 法蘭克·辛納屈， 巴比·達林， 羅比·威廉斯 及路易斯·阿姆斯壯普及化 | 柯特·懷爾（Kurt Weill），由 法蘭克·辛納屈， 巴比·達林， 羅比·威廉斯 及路易斯·阿姆斯壯普及化 | 柯特·懷爾（Kurt Weill），由 法蘭克·辛納屈， 巴比·達林， 羅比·威廉斯 及路易斯·阿姆斯壯普及化 | 柯特·懷爾（Kurt Weill），由 法蘭克·辛納屈， 巴比·達林， 羅比·威廉斯 及路易斯·阿姆斯壯普及化 | 柯特·懷爾（Kurt Weill），由 法蘭克·辛納屈， 巴比·達林， 羅比·威廉斯 及路易斯·阿姆斯壯普及化 | 柯特·懷爾（Kurt Weill），由 法蘭克·辛納屈， 巴比·達林， 羅比·威廉斯 及路易斯·阿姆斯壯普及化 | 柯特·懷爾（Kurt Weill），由 法蘭克·辛納屈， 巴比·達林， 羅比·威廉斯 及路易斯·阿姆斯壯普及化 | 柯特·懷爾（Kurt Weill），由 法蘭克·辛納屈， 巴比·達林， 羅比·威廉斯 及路易斯·阿姆斯壯普及化 | 柯特·懷爾（Kurt Weill），由 法蘭克·辛納屈， 巴比·達林， 羅比·威廉斯 及路易斯·阿姆斯壯普及化 | 柯特·懷爾（Kurt Weill），由 法蘭克·辛納屈， 巴比·達林， 羅比·威廉斯 及路易斯·阿姆斯壯普及化 | 柯特·懷爾（Kurt Weill），由 法蘭克·辛納屈， 巴比·達林， 羅比·威廉斯 及路易斯·阿姆斯壯普及化 | 柯特·懷爾（Kurt Weill），由 法蘭克·辛納屈， 巴比·達林， 羅比·威廉斯 及路易斯·阿姆斯壯普及化 | 柯特·懷爾（Kurt Weill），由 法蘭克·辛納屈， 巴比·達林， 羅比·威廉斯 及路易斯·阿姆斯壯普及化 | 柯特·懷爾（Kurt Weill），由 法蘭克·辛納屈， 巴比·達林， 羅比·威廉斯 及路易斯·阿姆斯壯普及化 | 柯特·懷爾（Kurt Weill），由 法蘭克·辛納屈， 巴比·達林， 羅比·威廉斯 及路易斯·阿姆斯壯普及化 | 柯特·懷爾（Kurt Weill），由 法蘭克·辛納屈， 巴比·達林， 羅比·威廉斯 及路易斯·阿姆斯壯普及化 | 柯特·懷爾（Kurt Weill），由 法蘭克·辛納屈， 巴比·達林， 羅比·威廉斯 及路易斯·阿姆斯壯普及化 | 柯特·懷爾（Kurt Weill），由 法蘭克·辛納屈， 巴比·達林， 羅比·威廉斯 及路易斯·阿姆斯壯普及化 | 柯特·懷爾（Kurt Weill），由 法蘭克·辛納屈， 巴比·達林， 羅比·威廉斯 及路易斯·阿姆斯壯普及化 | 柯特·懷爾（Kurt Weill），由 法蘭克·辛納屈， 巴比·達林， 羅比·威廉斯 及路易斯·阿姆斯壯普及化 | 柯特·懷爾（Kurt Weill），由 法蘭克·辛納屈， 巴比·達林， 羅比·威廉斯 及路易斯·阿姆斯壯普及化 | 柯特·懷爾（Kurt Weill），由 法蘭克·辛納屈， 巴比·達林， 羅比·威廉斯 及路易斯·阿姆斯壯普及化 | 柯特·懷爾（Kurt Weill），由 法蘭克·辛納屈， 巴比·達林， 羅比·威廉斯 及路易斯·阿姆斯壯普及化 | 柯特·懷爾（Kurt Weill），由 法蘭克·辛納屈， 巴比·達林， 羅比·威廉斯 及路易斯·阿姆斯壯普及化 | 柯特·懷爾（Kurt Weill），由 法蘭克·辛納屈， 巴比·達林， 羅比·威廉斯 及路易斯·阿姆斯壯普及化 | 柯特·懷爾（Kurt Weill），由 法蘭克·辛納屈， 巴比·達林， 羅比·威廉斯 及路易斯·阿姆斯壯普及化 | 柯特·懷爾（Kurt Weill），由 法蘭克·辛納屈， 巴比·達林， 羅比·威廉斯 及路易斯·阿姆斯壯普及化 | 柯特·懷爾（Kurt Weill），由 法蘭克·辛納屈， 巴比·達林， 羅比·威廉斯 及路易斯·阿姆斯壯普及化 | 柯特·懷爾（Kurt Weill），由 法蘭克·辛納屈， 巴比·達林， 羅比·威廉斯 及路易斯·阿姆斯壯普及化 | 柯特·懷爾（Kurt Weill），由 法蘭克·辛納屈， 巴比·達林， 羅比·威廉斯 及路易斯·阿姆斯壯普及化 | 柯特·懷爾（Kurt Weill），由 法蘭克·辛納屈， 巴比·達林， 羅比·威廉斯 及路易斯·阿姆斯壯普及化 | 柯特·懷爾（Kurt Weill），由 法蘭克·辛納屈， 巴比·達林， 羅比·威廉斯 及路易斯·阿姆斯壯普及化 | 柯特·懷爾（Kurt Weill），由 法蘭克·辛納屈， 巴比·達林， 羅比·威廉斯 及路易斯·阿姆斯壯普及化 | 柯特·懷爾（Kurt Weill），由 法蘭克·辛納屈， 巴比·達林， 羅比·威廉斯 及路易斯·阿姆斯壯普及化 | 柯特·懷爾（Kurt Weill），由 法蘭克·辛納屈， 巴比·達林， 羅比·威廉斯 及路易斯·阿姆斯壯普及化 | 柯特·懷爾（Kurt Weill），由 法蘭克·辛納屈， 巴比·達林， 羅比·威廉斯 及路易斯·阿姆斯壯普及化 | 柯特·懷爾（Kurt Weill），由 法蘭克·辛納屈， 巴比·達林， 羅比·威廉斯 及路易斯·阿姆斯壯普及化 | 柯特·懷爾（Kurt Weill），由 法蘭克·辛納屈， 巴比·達林， 羅比·威廉斯 及路易斯·阿姆斯壯普及化 | 柯特·懷爾（Kurt Weill），由 法蘭克·辛納屈， 巴比·達林， 羅比·威廉斯 及路易斯·阿姆斯壯普及化 | 柯特·懷爾（Kurt Weill），由 法蘭克·辛納屈， 巴比·達林， 羅比·威廉斯 及路易斯·阿姆斯壯普及化 | 柯特·懷爾（Kurt Weill），由 法蘭克·辛納屈， 巴比·達林， 羅比·威廉斯 及路易斯·阿姆斯壯普及化 | 柯特·懷爾（Kurt Weill），由 法蘭克·辛納屈， 巴比·達林， 羅比·威廉斯 及路易斯·阿姆斯壯普及化 | 柯特·懷爾（Kurt Weill），由 法蘭克·辛納屈， 巴比·達林， 羅比·威廉斯 及路易斯·阿姆斯壯普及化 | 柯特·懷爾（Kurt Weill），由 法蘭克·辛納屈， 巴比·達林， 羅比·威廉斯 及路易斯·阿姆斯壯普及化 | 柯特·懷爾（Kurt Weill），由 法蘭克·辛納屈， 巴比·達林， 羅比·威廉斯 及路易斯·阿姆斯壯普及化 | 柯特·懷爾（Kurt Weill），由 法蘭克·辛納屈， 巴比·達林， 羅比·威廉斯 及路易斯·阿姆斯壯普及化 | 柯特·懷爾（Kurt Weill），由 法蘭克·辛納屈， 巴比·達林， 羅比·威廉斯 及路易斯·阿姆斯壯普及化 | 柯特·懷爾（Kurt Weill），由 法蘭克·辛納屈， 巴比·達林， 羅比·威廉斯 及路易斯·阿姆斯壯普及化 | 柯特·懷爾（Kurt Weill），由 法蘭克·辛納屈， 巴比·達林， 羅比·威廉斯 及路易斯·阿姆斯壯普及化 | 柯特·懷爾（Kurt Weill），由 法蘭克·辛納屈， 巴比·達林， 羅比·威廉斯 及路易斯·阿姆斯壯普及化 | 柯特·懷爾（Kurt Weill），由 法蘭克·辛納屈， 巴比·達林， 羅比·威廉斯 及路易斯·阿姆斯壯普及化 | 柯特·懷爾（Kurt Weill），由 法蘭克·辛納屈， 巴比·達林， 羅比·威廉斯 及路易斯·阿姆斯壯普及化 | 柯特·懷爾（Kurt Weill），由 法蘭克·辛納屈， 巴比·達林， 羅比·威廉斯 及路易斯·阿姆斯壯普及化 | 柯特·懷爾（Kurt Weill），由 法蘭克·辛納屈， 巴比·達林， 羅比·威廉斯 及路易斯·阿姆斯壯普及化 | 柯特·懷爾（Kurt Weill），由 法蘭克·辛納屈， 巴比·達林， 羅比·威廉斯 及路易斯·阿姆斯壯普及化 | 柯特·懷爾（Kurt Weill），由 法蘭克·辛納屈， 巴比·達林， 羅比·威廉斯 及路易斯·阿姆斯壯普及化 | 柯特·懷爾（Kurt Weill），由 法蘭克·辛納屈， 巴比·達林， 羅比·威廉斯 及路易斯·阿姆斯壯普及化 | 柯特·懷爾（Kurt Weill），由 法蘭克·辛納屈， 巴比·達林， 羅比·威廉斯 及路易斯·阿姆斯壯普及化 | 柯特·懷爾（Kurt Weill），由 法蘭克·辛納屈， 巴比·達林， 羅比·威廉斯 及路易斯·阿姆斯壯普及化 | 柯特·懷爾（Kurt Weill），由 法蘭克·辛納屈， 巴比·達林， 羅比·威廉斯 及路易斯·阿姆斯壯普及化 | 柯特·懷爾（Kurt Weill），由 法蘭克·辛納屈， 巴比·達林， 羅比·威廉斯 及路易斯·阿姆斯壯普及化 | 柯特·懷爾（Kurt Weill），由 法蘭克·辛納屈， 巴比·達林， 羅比·威廉斯 及路易斯·阿姆斯壯普及化 | 柯特·懷爾（Kurt Weill），由 法蘭克·辛納屈， 巴比·達林， 羅比·威廉斯 及路易斯·阿姆斯壯普及化 | 柯特·懷爾（Kurt Weill），由 法蘭克·辛納屈， 巴比·達林， 羅比·威廉斯 及路易斯·阿姆斯壯普及化 | 柯特·懷爾（Kurt Weill），由 法蘭克·辛納屈， 巴比·達林， 羅比·威廉斯 及路易斯·阿姆斯壯普及化 | 柯特·懷爾（Kurt Weill），由 法蘭克·辛納屈， 巴比·達林， 羅比·威廉斯 及路易斯·阿姆斯壯普及化 | 柯特·懷爾（Kurt Weill），由 法蘭克·辛納屈， 巴比·達林， 羅比·威廉斯 及路易斯·阿姆斯壯普及化 | 柯特·懷爾（Kurt Weill），由 法蘭克·辛納屈， 巴比·達林， 羅比·威廉斯 及路易斯·阿姆斯壯普及化 | 柯特·懷爾（Kurt Weill），由 法蘭克·辛納屈， 巴比·達林， 羅比·威廉斯 及路易斯·阿姆斯壯普及化 | 柯特·懷爾（Kurt Weill），由 法蘭克·辛納屈， 巴比·達林， 羅比·威廉斯 及路易斯·阿姆斯壯普及化 | 柯特·懷爾（Kurt Weill），由 法蘭克·辛納屈， 巴比·達林， 羅比·威廉斯 及路易斯·阿姆斯壯普及化 | 柯特·懷爾（Kurt Weill），由 法蘭克·辛納屈， 巴比·達林， 羅比·威廉斯 及路易斯·阿姆斯壯普及化 | 柯特·懷爾（Kurt Weill），由 法蘭克·辛納屈， 巴比·達林， 羅比·威廉斯 及路易斯·阿姆斯壯普及化 | 柯特·懷爾（Kurt Weill），由 法蘭克·辛納屈， 巴比·達林， 羅比·威廉斯 及路易斯·阿姆斯壯普及化 | 柯特·懷爾（Kurt Weill），由 法蘭克·辛納屈， 巴比·達林， 羅比·威廉斯 及路易斯·阿姆斯壯普及化 | 柯特·懷爾（Kurt Weill），由 法蘭克·辛納屈， 巴比·達林， 羅比·威廉斯 及路易斯·阿姆斯壯普及化 | 柯特·懷爾（Kurt Weill），由 法蘭克·辛納屈， 巴比·達林， 羅比·威廉斯 及路易斯·阿姆斯壯普及化 | 柯特·懷爾（Kurt Weill），由 法蘭克·辛納屈， 巴比·達林， 羅比·威廉斯 及路易斯·阿姆斯壯普及化 | 柯特·懷爾（Kurt Weill），由 法蘭克·辛納屈， 巴比·達林， 羅比·威廉斯 及路易斯·阿姆斯壯普及化 | 柯特·懷爾（Kurt Weill），由 法蘭克·辛納屈， 巴比·達林， 羅比·威廉斯 及路易斯·阿姆斯壯普及化 | 柯特·懷爾（Kurt Weill），由 法蘭克·辛納屈， 巴比·達林， 羅比·威廉斯 及路易斯·阿姆斯壯普及化 | 柯特·懷爾（Kurt Weill），由 法蘭克·辛納屈， 巴比·達林， 羅比·威廉斯 及路易斯·阿姆斯壯普及化 | 柯特·懷爾（Kurt Weill），由 法蘭克·辛納屈， 巴比·達林， 羅比·威廉斯 及路易斯·阿姆斯壯普及化 | 柯特·懷爾（Kurt Weill），由 法蘭克·辛納屈， 巴比·達林， 羅比·威廉斯 及路易斯·阿姆斯壯普及化 | 柯特·懷爾（Kurt Weill），由 法蘭克·辛納屈， 巴比·達林， 羅比·威廉斯 及路易斯·阿姆斯壯普及化 | 柯特·懷爾（Kurt Weill），由 法蘭克·辛納屈， 巴比·達林， 羅比·威廉斯 及路易斯·阿姆斯壯普及化 | 柯特·懷爾（Kurt Weill），由 法蘭克·辛納屈， 巴比·達林， 羅比·威廉斯 及路易斯·阿姆斯壯普及化 | 柯特·懷爾（Kurt Weill），由 法蘭克·辛納屈， 巴比·達林， 羅比·威廉斯 及路易斯·阿姆斯壯普及化 | 柯特·懷爾（Kurt Weill），由 法蘭克·辛納屈， 巴比·達林， 羅比·威廉斯 及路易斯·阿姆斯壯普及化 | 柯特·懷爾（Kurt Weill），由 法蘭克·辛納屈， 巴比·達林， 羅比·威廉斯 及路易斯·阿姆斯壯普及化 | 柯特·懷爾（Kurt Weill），由 法蘭克·辛納屈， 巴比·達林， 羅比·威廉斯 及路易斯·阿姆斯壯普及化 | 柯特·懷爾（Kurt Weill），由 法蘭克·辛納屈， 巴比·達林， 羅比·威廉斯 及路易斯·阿姆斯壯普及化 | 柯特·懷爾（Kurt Weill），由 法蘭克·辛納屈， 巴比·達林， 羅比·威廉斯 及路易斯·阿姆斯壯普及化 | 柯特·懷爾（Kurt Weill），由 法蘭克·辛納屈， 巴比·達林， 羅比·威廉斯 及路易斯·阿姆斯壯普及化 | 柯特·懷爾（Kurt Weill），由 法蘭克·辛納屈， 巴比·達林， 羅比·威廉斯 及路易斯·阿姆斯壯普及化 | 柯特·懷爾（Kurt Weill），由 法蘭克·辛納屈， 巴比·達林， 羅比·威廉斯 及路易斯·阿姆斯壯普及化 | 柯特·懷爾（Kurt Weill），由 法蘭克·辛納屈， 巴比·達林， 羅比·威廉斯 及路易斯·阿姆斯壯普及化 | 柯特·懷爾（Kurt Weill），由 法蘭克·辛納屈， 巴比·達林， 羅比·威廉斯 及路易斯·阿姆斯壯普及化 | 柯特·懷爾（Kurt Weill），由 法蘭克·辛納屈， 巴比·達林， 羅比·威廉斯 及路易斯·阿姆斯壯普及化 | 柯特·懷爾（Kurt Weill），由 法蘭克·辛納屈， 巴比·達林， 羅比·威廉斯 及路易斯·阿姆斯壯普及化 | 柯特·懷爾（Kurt Weill），由 法蘭克·辛納屈， 巴比·達林， 羅比·威廉斯 及路易斯·阿姆斯壯普及化 | 柯特·懷爾（Kurt Weill），由 法蘭克·辛納屈， 巴比·達林， 羅比·威廉斯 及路易斯·阿姆斯壯普及化 | 柯特·懷爾（Kurt Weill），由 法蘭克·辛納屈， 巴比·達林， 羅比·威廉斯 及路易斯·阿姆斯壯普及化 | 柯特·懷爾（Kurt Weill），由 法蘭克·辛納屈， 巴比·達林， 羅比·威廉斯 及路易斯·阿姆斯壯普及化 | 柯特·懷爾（Kurt Weill），由 法蘭克·辛納屈， 巴比·達林， 羅比·威廉斯 及路易斯·阿姆斯壯普及化 | 柯特·懷爾（Kurt Weill），由 法蘭克·辛納屈， 巴比·達林， 羅比·威廉斯 及路易斯·阿姆斯壯普及化 | 柯特·懷爾（Kurt Weill），由 法蘭克·辛納屈， 巴比·達林， 羅比·威廉斯 及路易斯·阿姆斯壯普及化 | 柯特·懷爾（Kurt Weill），由 法蘭克·辛納屈， 巴比·達林， 羅比·威廉斯 及路易斯·阿姆斯壯普及化 | 柯特·懷爾（Kurt Weill），由 法蘭克·辛納屈， 巴比·達林， 羅比·威廉斯 及路易斯·阿姆斯壯普及化 | 柯特·懷爾（Kurt Weill），由 法蘭克·辛納屈， 巴比·達林， 羅比·威廉斯 及路易斯·阿姆斯壯普及化 | 柯特·懷爾（Kurt Weill），由 法蘭克·辛納屈， 巴比·達林， 羅比·威廉斯 及路易斯·阿姆斯壯普及化 | 柯特·懷爾（Kurt Weill），由 法蘭克·辛納屈， 巴比·達林， 羅比·威廉斯 及路易斯·阿姆斯壯普及化 | 柯特·懷爾（Kurt Weill），由 法蘭克·辛納屈， 巴比·達林， 羅比·威廉斯 及路易斯·阿姆斯壯普及化 | 柯特·懷爾（Kurt Weill），由 法蘭克·辛納屈， 巴比·達林， 羅比·威廉斯 及路易斯·阿姆斯壯普及化 | 柯特·懷爾（Kurt Weill），由 法蘭克·辛納屈， 巴比·達林， 羅比·威廉斯 及路易斯·阿姆斯壯普及化 | 柯特·懷爾（Kurt Weill），由 法蘭克·辛納屈， 巴比·達林， 羅比·威廉斯 及路易斯·阿姆斯壯普及化 | 柯特·懷爾（Kurt Weill），由 法蘭克·辛納屈， 巴比·達林， 羅比·威廉斯 及路易斯·阿姆斯壯普及化 | 柯特·懷爾（Kurt Weill），由 法蘭克·辛納屈， 巴比·達林， 羅比·威廉斯 及路易斯·阿姆斯壯普及化 | 柯特·懷爾（Kurt Weill），由 法蘭克·辛納屈， 巴比·達林， 羅比·威廉斯 及路易斯·阿姆斯壯普及化 | 柯特·懷爾（Kurt Weill），由 法蘭克·辛納屈， 巴比·達林， 羅比·威廉斯 及路易斯·阿姆斯壯普及化 | 柯特·懷爾（Kurt Weill），由 法蘭克·辛納屈， 巴比·達林， 羅比·威廉斯 及路易斯·阿姆斯壯普及化 | 柯特·懷爾（Kurt Weill），由 法蘭克·辛納屈， 巴比·達林， 羅比·威廉斯 及路易斯·阿姆斯壯普及化 | 柯特·懷爾（Kurt Weill），由 法蘭克·辛納屈， 巴比·達林， 羅比·威廉斯 及路易斯·阿姆斯壯普及化 | 柯特·懷爾（Kurt Weill），由 法蘭克·辛納屈， 巴比·達林， 羅比·威廉斯 及路易斯·阿姆斯壯普及化 | 柯特·懷爾（Kurt Weill），由 法蘭克·辛納屈， 巴比·達林， 羅比·威廉斯 及路易斯·阿姆斯壯普及化 | 柯特·懷爾（Kurt Weill），由 法蘭克·辛納屈， 巴比·達林， 羅比·威廉斯 及路易斯·阿姆斯壯普及化 | 柯特·懷爾（Kurt Weill），由 法蘭克·辛納屈， 巴比·達林， 羅比·威廉斯 及路易斯·阿姆斯壯普及化 | 柯特·懷爾（Kurt Weill），由 法蘭克·辛納屈， 巴比·達林， 羅比·威廉斯 及路易斯·阿姆斯壯普及化 | 柯特·懷爾（Kurt Weill），由 法蘭克·辛納屈， 巴比·達林， 羅比·威廉斯 及路易斯·阿姆斯壯普及化 | 柯特·懷爾（Kurt Weill），由 法蘭克·辛納屈， 巴比·達林， 羅比·威廉斯 及路易斯·阿姆斯壯普及化 | 柯特·懷爾（Kurt Weill），由 法蘭克·辛納屈， 巴比·達林， 羅比·威廉斯 及路易斯·阿姆斯壯普及化 | 柯特·懷爾（Kurt Weill），由 法蘭克·辛納屈， 巴比·達林， 羅比·威廉斯 及路易斯·阿姆斯壯普及化 | 安全晉級            | 安全晉級            | 安全晉級            | 安全晉級            | 安全晉級            | 安全晉級            | 安全晉級            | 安全晉級            | 安全晉級            | 安全晉級            | 安全晉級            | 安全晉級            | 安全晉級            | 安全晉級            | 安全晉級            | 安全晉級            | 安全晉級            | 安全晉級            | 安全晉級            | 安全晉級            | 安全晉級            | 安全晉級            | 安全晉級            | 安全晉級            | 安全晉級            | 安全晉級            | 安全晉級            | 安全晉級            | 安全晉級            | 安全晉級            | 安全晉級            | 安全晉級            | 安全晉級            | 安全晉級            | 安全晉級            | 安全晉級            | 安全晉級            | 安全晉級            | 安全晉級            | 安全晉級            | 安全晉級            | 安全晉級            | 安全晉級            | 安全晉級            | 安全晉級            | 安全晉級            | 安全晉級            | 安全晉級            | 安全晉級            | 安全晉級            | 安全晉級            | 安全晉級            | 安全晉級            | 安全晉級            | 安全晉級            | 安全晉級            | 安全晉級            | 安全晉級            | 安全晉級            | 安全晉級            | 安全晉級            | 安全晉級            | 安全晉級            | 安全晉級            | 安全晉級            | 安全晉級            | 安全晉級            | 安全晉級            | 安全晉級            | 安全晉級            | 安全晉級            | 安全晉級            | 安全晉級            | 安全晉級            | 安全晉級            |
| 八強   | 八強   | 八強   | 八強   | 八強   | 八強   | 八強   | 八強   | 八強   | 八強   | 八強   | 八強   | 八強   | 八強   | 八強   | 八強   | 八強   | 八強   | 八強   | 八強   | 八強   | 八強   | 八強   | 八強   | 八強   | 八強   | 八強   | 八強   | 八強   | 八強   | 八強   | 八強   | 八強   | 八強   | 八強   | 八強   | 八強   | 八強   | 八強   | 八強   | 八強   | 八強   | 八強   | 八強   | 八強   | 八強   | 八強   | 八強   | 八強   | 八強   | 八強   | 八強   | 八強   | 八強   | 八強   | 八強   | 八強   | 八強   | 八強   | 八強   | 《I Need to Know》                                                    | 《I Need to Know》                                                    | 《I Need to Know》                                                    | 《I Need to Know》                                                    | 《I Need to Know》                                                    | 《I Need to Know》                                                    | 《I Need to Know》                                                    | 《I Need to Know》                                                    | 《I Need to Know》                                                    | 《I Need to Know》                                                    | 《I Need to Know》                                                    | 《I Need to Know》                                                    | 《I Need to Know》                                                    | 《I Need to Know》                                                    | 《I Need to Know》                                                    | 《I Need to Know》                                                    | 《I Need to Know》                                                    | 《I Need to Know》                                                    | 《I Need to Know》                                                    | 《I Need to Know》                                                    | 《I Need to Know》                                                    | 《I Need to Know》                                                    | 《I Need to Know》                                                    | 《I Need to Know》                                                    | 《I Need to Know》                                                    | 《I Need to Know》                                                    | 《I Need to Know》                                                    | 《I Need to Know》                                                    | 《I Need to Know》                                                    | 《I Need to Know》                                                    | 《I Need to Know》                                                    | 《I Need to Know》                                                    | 《I Need to Know》                                                    | 《I Need to Know》                                                    | 《I Need to Know》                                                    | 《I Need to Know》                                                    | 《I Need to Know》                                                    | 《I Need to Know》                                                    | 《I Need to Know》                                                    | 《I Need to Know》                                                    | 《I Need to Know》                                                    | 《I Need to Know》                                                    | 《I Need to Know》                                                    | 《I Need to Know》                                                    | 《I Need to Know》                                                    | 《I Need to Know》                                                    | 《I Need to Know》                                                    | 《I Need to Know》                                                    | 《I Need to Know》                                                    | 《I Need to Know》                                                    | 《I Need to Know》                                                    | 《I Need to Know》                                                    | 《I Need to Know》                                                    | 《I Need to Know》                                                    | 《I Need to Know》                                                    | 《I Need to Know》                                                    | 《I Need to Know》                                                    | 《I Need to Know》                                                    | 《I Need to Know》                                                    | 《I Need to Know》                                                    | 《I Need to Know》                                                    | 《I Need to Know》                                                    | 《I Need to Know》                                                    | 《I Need to Know》                                                    | 《I Need to Know》                                                    | 《I Need to Know》                                                    | 《I Need to Know》                                                    | 《I Need to Know》                                                    | 《I Need to Know》                                                    | 《I Need to Know》                                                    | 《I Need to Know》                                                    | 《I Need to Know》                                                    | 《I Need to Know》                                                    | 《I Need to Know》                                                    | 《I Need to Know》                                                    | 《I Need to Know》                                                    | 《I Need to Know》                                                    | 《I Need to Know》                                                    | 《I Need to Know》                                                    | 《I Need to Know》                                                    | 《I Need to Know》                                                    | 《I Need to Know》                                                    | 《I Need to Know》                                                    | 《I Need to Know》                                                    | 《I Need to Know》                                                    | 《I Need to Know》                                                    | 《I Need to Know》                                                    | 《I Need to Know》                                                    | 《I Need to Know》                                                    | 《I Need to Know》                                                    | 《I Need to Know》                                                    | 《I Need to Know》                                                    | 《I Need to Know》                                                    | 《I Need to Know》                                                    | 《I Need to Know》                                                    | 《I Need to Know》                                                    | 《I Need to Know》                                                    | 《I Need to Know》                                                    | 《I Need to Know》                                                    | 《I Need to Know》                                                    | 《I Need to Know》                                                    | 《I Need to Know》                                                    | 《I Need to Know》                                                    | 《I Need to Know》                                                    | 《I Need to Know》                                                    | 《I Need to Know》                                                    | 《I Need to Know》                                                    | 《I Need to Know》                                                    | 《I Need to Know》                                                    | 《I Need to Know》                                                    | 《I Need to Know》                                                    | 《I Need to Know》                                                    | 《I Need to Know》                                                    | 《I Need to Know》                                                    | 《I Need to Know》                                                    | 《I Need to Know》                                                    | 《I Need to Know》                                                    | 《I Need to Know》                                                    | 《I Need to Know》                                                    | 《I Need to Know》                                                    | 《I Need to Know》                                                    | 《I Need to Know》                                                    | 《I Need to Know》                                                    | 《I Need to Know》                                                    | 《I Need to Know》                                                    | 《I Need to Know》                                                    | 《I Need to Know》                                                    | 《I Need to Know》                                                    | 《I Need to Know》                                                    | 《I Need to Know》                                                    | 《I Need to Know》                                                    | 《I Need to Know》                                                    | 《I Need to Know》                                                    | 《I Need to Know》                                                    | 《I Need to Know》                                                    | 馬克·安東尼                                                                                 | 馬克·安東尼                                                                                 | 馬克·安東尼                                                                                 | 馬克·安東尼                                                                                 | 馬克·安東尼                                                                                 | 馬克·安東尼                                                                                 | 馬克·安東尼                                                                                 | 馬克·安東尼                                                                                 | 馬克·安東尼                                                                                 | 馬克·安東尼                                                                                 | 馬克·安東尼                                                                                 | 馬克·安東尼                                                                                 | 馬克·安東尼                                                                                 | 馬克·安東尼                                                                                 | 馬克·安東尼                                                                                 | 馬克·安東尼                                                                                 | 馬克·安東尼                                                                                 | 馬克·安東尼                                                                                 | 馬克·安東尼                                                                                 | 馬克·安東尼                                                                                 | 馬克·安東尼                                                                                 | 馬克·安東尼                                                                                 | 馬克·安東尼                                                                                 | 馬克·安東尼                                                                                 | 馬克·安東尼                                                                                 | 馬克·安東尼                                                                                 | 馬克·安東尼                                                                                 | 馬克·安東尼                                                                                 | 馬克·安東尼                                                                                 | 馬克·安東尼                                                                                 | 馬克·安東尼                                                                                 | 馬克·安東尼                                                                                 | 馬克·安東尼                                                                                 | 馬克·安東尼                                                                                 | 馬克·安東尼                                                                                 | 馬克·安東尼                                                                                 | 馬克·安東尼                                                                                 | 馬克·安東尼                                                                                 | 馬克·安東尼                                                                                 | 馬克·安東尼                                                                                 | 馬克·安東尼                                                                                 | 馬克·安東尼                                                                                 | 馬克·安東尼                                                                                 | 馬克·安東尼                                                                                 | 馬克·安東尼                                                                                 | 馬克·安東尼                                                                                 | 馬克·安東尼                                                                                 | 馬克·安東尼                                                                                 | 馬克·安東尼                                                                                 | 馬克·安東尼                                                                                 | 馬克·安東尼                                                                                 | 馬克·安東尼                                                                                 | 馬克·安東尼                                                                                 | 馬克·安東尼                                                                                 | 馬克·安東尼                                                                                 | 馬克·安東尼                                                                                 | 馬克·安東尼                                                                                 | 馬克·安東尼                                                                                 | 馬克·安東尼                                                                                 | 馬克·安東尼                                                                                 | 馬克·安東尼                                                                                 | 馬克·安東尼                                                                                 | 馬克·安東尼                                                                                 | 馬克·安東尼                                                                                 | 馬克·安東尼                                                                                 | 馬克·安東尼                                                                                 | 馬克·安東尼                                                                                 | 馬克·安東尼                                                                                 | 馬克·安東尼                                                                                 | 馬克·安東尼                                                                                 | 馬克·安東尼                                                                                 | 馬克·安東尼                                                                                 | 馬克·安東尼                                                                                 | 馬克·安東尼                                                                                 | 馬克·安東尼                                                                                 | 馬克·安東尼                                                                                 | 馬克·安東尼                                                                                 | 馬克·安東尼                                                                                 | 馬克·安東尼                                                                                 | 馬克·安東尼                                                                                 | 馬克·安東尼                                                                                 | 馬克·安東尼                                                                                 | 馬克·安東尼                                                                                 | 馬克·安東尼                                                                                 | 馬克·安東尼                                                                                 | 馬克·安東尼                                                                                 | 馬克·安東尼                                                                                 | 馬克·安東尼                                                                                 | 馬克·安東尼                                                                                 | 馬克·安東尼                                                                                 | 馬克·安東尼                                                                                 | 馬克·安東尼                                                                                 | 馬克·安東尼                                                                                 | 馬克·安東尼                                                                                 | 馬克·安東尼                                                                                 | 馬克·安東尼                                                                                 | 馬克·安東尼                                                                                 | 馬克·安東尼                                                                                 | 馬克·安東尼                                                                                 | 馬克·安東尼                                                                                 | 馬克·安東尼                                                                                 | 馬克·安東尼                                                                                 | 馬克·安東尼                                                                                 | 馬克·安東尼                                                                                 | 馬克·安東尼                                                                                 | 馬克·安東尼                                                                                 | 馬克·安東尼                                                                                 | 馬克·安東尼                                                                                 | 馬克·安東尼                                                                                 | 馬克·安東尼                                                                                 | 馬克·安東尼                                                                                 | 馬克·安東尼                                                                                 | 馬克·安東尼                                                                                 | 馬克·安東尼                                                                                 | 馬克·安東尼                                                                                 | 馬克·安東尼                                                                                 | 馬克·安東尼                                                                                 | 馬克·安東尼                                                                                 | 馬克·安東尼                                                                                 | 馬克·安東尼                                                                                 | 馬克·安東尼                                                                                 | 馬克·安東尼                                                                                 | 馬克·安東尼                                                                                 | 馬克·安東尼                                                                                 | 馬克·安東尼                                                                                 | 馬克·安東尼                                                                                 | 馬克·安東尼                                                                                 | 馬克·安東尼                                                                                 | 馬克·安東尼                                                                                 | 馬克·安東尼                                                                                 | 馬克·安東尼                                                                                 | 馬克·安東尼                                                                                 | 馬克·安東尼                                                                                 | 馬克·安東尼                                                                                 | 馬克·安東尼                                                                                 | 馬克·安東尼                                                                                 | 馬克·安東尼                                                                                 | 馬克·安東尼                                                                                 | 馬克·安東尼                                                                                 | 馬克·安東尼                                                                                 | 馬克·安東尼                                                                                 | 馬克·安東尼                                                                                 | 馬克·安東尼                                                                                 | 馬克·安東尼                                                                                 | 馬克·安東尼                                                                                 | 安全晉級            | 安全晉級            | 安全晉級            | 安全晉級            | 安全晉級            | 安全晉級            | 安全晉級            | 安全晉級            | 安全晉級            | 安全晉級            | 安全晉級            | 安全晉級            | 安全晉級            | 安全晉級            | 安全晉級            | 安全晉級            | 安全晉級            | 安全晉級            | 安全晉級            | 安全晉級            | 安全晉級            | 安全晉級            | 安全晉級            | 安全晉級            | 安全晉級            | 安全晉級            | 安全晉級            | 安全晉級            | 安全晉級            | 安全晉級            | 安全晉級            | 安全晉級            | 安全晉級            | 安全晉級            | 安全晉級            | 安全晉級            | 安全晉級            | 安全晉級            | 安全晉級            | 安全晉級            | 安全晉級            | 安全晉級            | 安全晉級            | 安全晉級            | 安全晉級            | 安全晉級            | 安全晉級            | 安全晉級            | 安全晉級            | 安全晉級            | 安全晉級            | 安全晉級            | 安全晉級            | 安全晉級            | 安全晉級            | 安全晉級            | 安全晉級            | 安全晉級            | 安全晉級            | 安全晉級            | 安全晉級            | 安全晉級            | 安全晉級            | 安全晉級            | 安全晉級            | 安全晉級            | 安全晉級            | 安全晉級            | 安全晉級            | 安全晉級            | 安全晉級            | 安全晉級            | 安全晉級            | 安全晉級            | 安全晉級            |
| 七強   | 七強   | 七強   | 七強   | 七強   | 七強   | 七強   | 七強   | 七強   | 七強   | 七強   | 七強   | 七強   | 七強   | 七強   | 七強   | 七強   | 七強   | 七強   | 七強   | 七強   | 七強   | 七強   | 七強   | 七強   | 七強   | 七強   | 七強   | 七強   | 七強   | 七強   | 七強   | 七強   | 七強   | 七強   | 七強   | 七強   | 七強   | 七強   | 七強   | 七強   | 七強   | 七強   | 七強   | 七強   | 七強   | 七強   | 七強   | 七強   | 七強   | 七強   | 七強   | 七強   | 七強   | 七強   | 七強   | 七強   | 七強   | 七強   | 七強   | 《When the Stars Go Blue》                                            | 《When the Stars Go Blue》                                            | 《When the Stars Go Blue》                                            | 《When the Stars Go Blue》                                            | 《When the Stars Go Blue》                                            | 《When the Stars Go Blue》                                            | 《When the Stars Go Blue》                                            | 《When the Stars Go Blue》                                            | 《When the Stars Go Blue》                                            | 《When the Stars Go Blue》                                            | 《When the Stars Go Blue》                                            | 《When the Stars Go Blue》                                            | 《When the Stars Go Blue》                                            | 《When the Stars Go Blue》                                            | 《When the Stars Go Blue》                                            | 《When the Stars Go Blue》                                            | 《When the Stars Go Blue》                                            | 《When the Stars Go Blue》                                            | 《When the Stars Go Blue》                                            | 《When the Stars Go Blue》                                            | 《When the Stars Go Blue》                                            | 《When the Stars Go Blue》                                            | 《When the Stars Go Blue》                                            | 《When the Stars Go Blue》                                            | 《When the Stars Go Blue》                                            | 《When the Stars Go Blue》                                            | 《When the Stars Go Blue》                                            | 《When the Stars Go Blue》                                            | 《When the Stars Go Blue》                                            | 《When the Stars Go Blue》                                            | 《When the Stars Go Blue》                                            | 《When the Stars Go Blue》                                            | 《When the Stars Go Blue》                                            | 《When the Stars Go Blue》                                            | 《When the Stars Go Blue》                                            | 《When the Stars Go Blue》                                            | 《When the Stars Go Blue》                                            | 《When the Stars Go Blue》                                            | 《When the Stars Go Blue》                                            | 《When the Stars Go Blue》                                            | 《When the Stars Go Blue》                                            | 《When the Stars Go Blue》                                            | 《When the Stars Go Blue》                                            | 《When the Stars Go Blue》                                            | 《When the Stars Go Blue》                                            | 《When the Stars Go Blue》                                            | 《When the Stars Go Blue》                                            | 《When the Stars Go Blue》                                            | 《When the Stars Go Blue》                                            | 《When the Stars Go Blue》                                            | 《When the Stars Go Blue》                                            | 《When the Stars Go Blue》                                            | 《When the Stars Go Blue》                                            | 《When the Stars Go Blue》                                            | 《When the Stars Go Blue》                                            | 《When the Stars Go Blue》                                            | 《When the Stars Go Blue》                                            | 《When the Stars Go Blue》                                            | 《When the Stars Go Blue》                                            | 《When the Stars Go Blue》                                            | 《When the Stars Go Blue》                                            | 《When the Stars Go Blue》                                            | 《When the Stars Go Blue》                                            | 《When the Stars Go Blue》                                            | 《When the Stars Go Blue》                                            | 《When the Stars Go Blue》                                            | 《When the Stars Go Blue》                                            | 《When the Stars Go Blue》                                            | 《When the Stars Go Blue》                                            | 《When the Stars Go Blue》                                            | 《When the Stars Go Blue》                                            | 《When the Stars Go Blue》                                            | 《When the Stars Go Blue》                                            | 《When the Stars Go Blue》                                            | 《When the Stars Go Blue》                                            | 《When the Stars Go Blue》                                            | 《When the Stars Go Blue》                                            | 《When the Stars Go Blue》                                            | 《When the Stars Go Blue》                                            | 《When the Stars Go Blue》                                            | 《When the Stars Go Blue》                                            | 《When the Stars Go Blue》                                            | 《When the Stars Go Blue》                                            | 《When the Stars Go Blue》                                            | 《When the Stars Go Blue》                                            | 《When the Stars Go Blue》                                            | 《When the Stars Go Blue》                                            | 《When the Stars Go Blue》                                            | 《When the Stars Go Blue》                                            | 《When the Stars Go Blue》                                            | 《When the Stars Go Blue》                                            | 《When the Stars Go Blue》                                            | 《When the Stars Go Blue》                                            | 《When the Stars Go Blue》                                            | 《When the Stars Go Blue》                                            | 《When the Stars Go Blue》                                            | 《When the Stars Go Blue》                                            | 《When the Stars Go Blue》                                            | 《When the Stars Go Blue》                                            | 《When the Stars Go Blue》                                            | 《When the Stars Go Blue》                                            | 《When the Stars Go Blue》                                            | 《When the Stars Go Blue》                                            | 《When the Stars Go Blue》                                            | 《When the Stars Go Blue》                                            | 《When the Stars Go Blue》                                            | 《When the Stars Go Blue》                                            | 《When the Stars Go Blue》                                            | 《When the Stars Go Blue》                                            | 《When the Stars Go Blue》                                            | 《When the Stars Go Blue》                                            | 《When the Stars Go Blue》                                            | 《When the Stars Go Blue》                                            | 《When the Stars Go Blue》                                            | 《When the Stars Go Blue》                                            | 《When the Stars Go Blue》                                            | 《When the Stars Go Blue》                                            | 《When the Stars Go Blue》                                            | 《When the Stars Go Blue》                                            | 《When the Stars Go Blue》                                            | 《When the Stars Go Blue》                                            | 《When the Stars Go Blue》                                            | 《When the Stars Go Blue》                                            | 《When the Stars Go Blue》                                            | 《When the Stars Go Blue》                                            | 《When the Stars Go Blue》                                            | 《When the Stars Go Blue》                                            | 《When the Stars Go Blue》                                            | 《When the Stars Go Blue》                                            | 《When the Stars Go Blue》                                            | 《When the Stars Go Blue》                                            | 《When the Stars Go Blue》                                            | 《When the Stars Go Blue》                                            | 《When the Stars Go Blue》                                            | 《When the Stars Go Blue》                                            | 萊恩·亞當斯（Ryan Adams）， 由提姆·麥克羅翻唱                                               | 萊恩·亞當斯（Ryan Adams）， 由提姆·麥克羅翻唱                                               | 萊恩·亞當斯（Ryan Adams）， 由提姆·麥克羅翻唱                                               | 萊恩·亞當斯（Ryan Adams）， 由提姆·麥克羅翻唱                                               | 萊恩·亞當斯（Ryan Adams）， 由提姆·麥克羅翻唱                                               | 萊恩·亞當斯（Ryan Adams）， 由提姆·麥克羅翻唱                                               | 萊恩·亞當斯（Ryan Adams）， 由提姆·麥克羅翻唱                                               | 萊恩·亞當斯（Ryan Adams）， 由提姆·麥克羅翻唱                                               | 萊恩·亞當斯（Ryan Adams）， 由提姆·麥克羅翻唱                                               | 萊恩·亞當斯（Ryan Adams）， 由提姆·麥克羅翻唱                                               | 萊恩·亞當斯（Ryan Adams）， 由提姆·麥克羅翻唱                                               | 萊恩·亞當斯（Ryan Adams）， 由提姆·麥克羅翻唱                                               | 萊恩·亞當斯（Ryan Adams）， 由提姆·麥克羅翻唱                                               | 萊恩·亞當斯（Ryan Adams）， 由提姆·麥克羅翻唱                                               | 萊恩·亞當斯（Ryan Adams）， 由提姆·麥克羅翻唱                                               | 萊恩·亞當斯（Ryan Adams）， 由提姆·麥克羅翻唱                                               | 萊恩·亞當斯（Ryan Adams）， 由提姆·麥克羅翻唱                                               | 萊恩·亞當斯（Ryan Adams）， 由提姆·麥克羅翻唱                                               | 萊恩·亞當斯（Ryan Adams）， 由提姆·麥克羅翻唱                                               | 萊恩·亞當斯（Ryan Adams）， 由提姆·麥克羅翻唱                                               | 萊恩·亞當斯（Ryan Adams）， 由提姆·麥克羅翻唱                                               | 萊恩·亞當斯（Ryan Adams）， 由提姆·麥克羅翻唱                                               | 萊恩·亞當斯（Ryan Adams）， 由提姆·麥克羅翻唱                                               | 萊恩·亞當斯（Ryan Adams）， 由提姆·麥克羅翻唱                                               | 萊恩·亞當斯（Ryan Adams）， 由提姆·麥克羅翻唱                                               | 萊恩·亞當斯（Ryan Adams）， 由提姆·麥克羅翻唱                                               | 萊恩·亞當斯（Ryan Adams）， 由提姆·麥克羅翻唱                                               | 萊恩·亞當斯（Ryan Adams）， 由提姆·麥克羅翻唱                                               | 萊恩·亞當斯（Ryan Adams）， 由提姆·麥克羅翻唱                                               | 萊恩·亞當斯（Ryan Adams）， 由提姆·麥克羅翻唱                                               | 萊恩·亞當斯（Ryan Adams）， 由提姆·麥克羅翻唱                                               | 萊恩·亞當斯（Ryan Adams）， 由提姆·麥克羅翻唱                                               | 萊恩·亞當斯（Ryan Adams）， 由提姆·麥克羅翻唱                                               | 萊恩·亞當斯（Ryan Adams）， 由提姆·麥克羅翻唱                                               | 萊恩·亞當斯（Ryan Adams）， 由提姆·麥克羅翻唱                                               | 萊恩·亞當斯（Ryan Adams）， 由提姆·麥克羅翻唱                                               | 萊恩·亞當斯（Ryan Adams）， 由提姆·麥克羅翻唱                                               | 萊恩·亞當斯（Ryan Adams）， 由提姆·麥克羅翻唱                                               | 萊恩·亞當斯（Ryan Adams）， 由提姆·麥克羅翻唱                                               | 萊恩·亞當斯（Ryan Adams）， 由提姆·麥克羅翻唱                                               | 萊恩·亞當斯（Ryan Adams）， 由提姆·麥克羅翻唱                                               | 萊恩·亞當斯（Ryan Adams）， 由提姆·麥克羅翻唱                                               | 萊恩·亞當斯（Ryan Adams）， 由提姆·麥克羅翻唱                                               | 萊恩·亞當斯（Ryan Adams）， 由提姆·麥克羅翻唱                                               | 萊恩·亞當斯（Ryan Adams）， 由提姆·麥克羅翻唱                                               | 萊恩·亞當斯（Ryan Adams）， 由提姆·麥克羅翻唱                                               | 萊恩·亞當斯（Ryan Adams）， 由提姆·麥克羅翻唱                                               | 萊恩·亞當斯（Ryan Adams）， 由提姆·麥克羅翻唱                                               | 萊恩·亞當斯（Ryan Adams）， 由提姆·麥克羅翻唱                                               | 萊恩·亞當斯（Ryan Adams）， 由提姆·麥克羅翻唱                                               | 萊恩·亞當斯（Ryan Adams）， 由提姆·麥克羅翻唱                                               | 萊恩·亞當斯（Ryan Adams）， 由提姆·麥克羅翻唱                                               | 萊恩·亞當斯（Ryan Adams）， 由提姆·麥克羅翻唱                                               | 萊恩·亞當斯（Ryan Adams）， 由提姆·麥克羅翻唱                                               | 萊恩·亞當斯（Ryan Adams）， 由提姆·麥克羅翻唱                                               | 萊恩·亞當斯（Ryan Adams）， 由提姆·麥克羅翻唱                                               | 萊恩·亞當斯（Ryan Adams）， 由提姆·麥克羅翻唱                                               | 萊恩·亞當斯（Ryan Adams）， 由提姆·麥克羅翻唱                                               | 萊恩·亞當斯（Ryan Adams）， 由提姆·麥克羅翻唱                                               | 萊恩·亞當斯（Ryan Adams）， 由提姆·麥克羅翻唱                                               | 萊恩·亞當斯（Ryan Adams）， 由提姆·麥克羅翻唱                                               | 萊恩·亞當斯（Ryan Adams）， 由提姆·麥克羅翻唱                                               | 萊恩·亞當斯（Ryan Adams）， 由提姆·麥克羅翻唱                                               | 萊恩·亞當斯（Ryan Adams）， 由提姆·麥克羅翻唱                                               | 萊恩·亞當斯（Ryan Adams）， 由提姆·麥克羅翻唱                                               | 萊恩·亞當斯（Ryan Adams）， 由提姆·麥克羅翻唱                                               | 萊恩·亞當斯（Ryan Adams）， 由提姆·麥克羅翻唱                                               | 萊恩·亞當斯（Ryan Adams）， 由提姆·麥克羅翻唱                                               | 萊恩·亞當斯（Ryan Adams）， 由提姆·麥克羅翻唱                                               | 萊恩·亞當斯（Ryan Adams）， 由提姆·麥克羅翻唱                                               | 萊恩·亞當斯（Ryan Adams）， 由提姆·麥克羅翻唱                                               | 萊恩·亞當斯（Ryan Adams）， 由提姆·麥克羅翻唱                                               | 萊恩·亞當斯（Ryan Adams）， 由提姆·麥克羅翻唱                                               | 萊恩·亞當斯（Ryan Adams）， 由提姆·麥克羅翻唱                                               | 萊恩·亞當斯（Ryan Adams）， 由提姆·麥克羅翻唱                                               | 萊恩·亞當斯（Ryan Adams）， 由提姆·麥克羅翻唱                                               | 萊恩·亞當斯（Ryan Adams）， 由提姆·麥克羅翻唱                                               | 萊恩·亞當斯（Ryan Adams）， 由提姆·麥克羅翻唱                                               | 萊恩·亞當斯（Ryan Adams）， 由提姆·麥克羅翻唱                                               | 萊恩·亞當斯（Ryan Adams）， 由提姆·麥克羅翻唱                                               | 萊恩·亞當斯（Ryan Adams）， 由提姆·麥克羅翻唱                                               | 萊恩·亞當斯（Ryan Adams）， 由提姆·麥克羅翻唱                                               | 萊恩·亞當斯（Ryan Adams）， 由提姆·麥克羅翻唱                                               | 萊恩·亞當斯（Ryan Adams）， 由提姆·麥克羅翻唱                                               | 萊恩·亞當斯（Ryan Adams）， 由提姆·麥克羅翻唱                                               | 萊恩·亞當斯（Ryan Adams）， 由提姆·麥克羅翻唱                                               | 萊恩·亞當斯（Ryan Adams）， 由提姆·麥克羅翻唱                                               | 萊恩·亞當斯（Ryan Adams）， 由提姆·麥克羅翻唱                                               | 萊恩·亞當斯（Ryan Adams）， 由提姆·麥克羅翻唱                                               | 萊恩·亞當斯（Ryan Adams）， 由提姆·麥克羅翻唱                                               | 萊恩·亞當斯（Ryan Adams）， 由提姆·麥克羅翻唱                                               | 萊恩·亞當斯（Ryan Adams）， 由提姆·麥克羅翻唱                                               | 萊恩·亞當斯（Ryan Adams）， 由提姆·麥克羅翻唱                                               | 萊恩·亞當斯（Ryan Adams）， 由提姆·麥克羅翻唱                                               | 萊恩·亞當斯（Ryan Adams）， 由提姆·麥克羅翻唱                                               | 萊恩·亞當斯（Ryan Adams）， 由提姆·麥克羅翻唱                                               | 萊恩·亞當斯（Ryan Adams）， 由提姆·麥克羅翻唱                                               | 萊恩·亞當斯（Ryan Adams）， 由提姆·麥克羅翻唱                                               | 萊恩·亞當斯（Ryan Adams）， 由提姆·麥克羅翻唱                                               | 萊恩·亞當斯（Ryan Adams）， 由提姆·麥克羅翻唱                                               | 萊恩·亞當斯（Ryan Adams）， 由提姆·麥克羅翻唱                                               | 萊恩·亞當斯（Ryan Adams）， 由提姆·麥克羅翻唱                                               | 萊恩·亞當斯（Ryan Adams）， 由提姆·麥克羅翻唱                                               | 萊恩·亞當斯（Ryan Adams）， 由提姆·麥克羅翻唱                                               | 萊恩·亞當斯（Ryan Adams）， 由提姆·麥克羅翻唱                                               | 萊恩·亞當斯（Ryan Adams）， 由提姆·麥克羅翻唱                                               | 萊恩·亞當斯（Ryan Adams）， 由提姆·麥克羅翻唱                                               | 萊恩·亞當斯（Ryan Adams）， 由提姆·麥克羅翻唱                                               | 萊恩·亞當斯（Ryan Adams）， 由提姆·麥克羅翻唱                                               | 萊恩·亞當斯（Ryan Adams）， 由提姆·麥克羅翻唱                                               | 萊恩·亞當斯（Ryan Adams）， 由提姆·麥克羅翻唱                                               | 萊恩·亞當斯（Ryan Adams）， 由提姆·麥克羅翻唱                                               | 萊恩·亞當斯（Ryan Adams）， 由提姆·麥克羅翻唱                                               | 萊恩·亞當斯（Ryan Adams）， 由提姆·麥克羅翻唱                                               | 萊恩·亞當斯（Ryan Adams）， 由提姆·麥克羅翻唱                                               | 萊恩·亞當斯（Ryan Adams）， 由提姆·麥克羅翻唱                                               | 萊恩·亞當斯（Ryan Adams）， 由提姆·麥克羅翻唱                                               | 萊恩·亞當斯（Ryan Adams）， 由提姆·麥克羅翻唱                                               | 萊恩·亞當斯（Ryan Adams）， 由提姆·麥克羅翻唱                                               | 萊恩·亞當斯（Ryan Adams）， 由提姆·麥克羅翻唱                                               | 萊恩·亞當斯（Ryan Adams）， 由提姆·麥克羅翻唱                                               | 萊恩·亞當斯（Ryan Adams）， 由提姆·麥克羅翻唱                                               | 萊恩·亞當斯（Ryan Adams）， 由提姆·麥克羅翻唱                                               | 萊恩·亞當斯（Ryan Adams）， 由提姆·麥克羅翻唱                                               | 萊恩·亞當斯（Ryan Adams）， 由提姆·麥克羅翻唱                                               | 萊恩·亞當斯（Ryan Adams）， 由提姆·麥克羅翻唱                                               | 萊恩·亞當斯（Ryan Adams）， 由提姆·麥克羅翻唱                                               | 萊恩·亞當斯（Ryan Adams）， 由提姆·麥克羅翻唱                                               | 萊恩·亞當斯（Ryan Adams）， 由提姆·麥克羅翻唱                                               | 萊恩·亞當斯（Ryan Adams）， 由提姆·麥克羅翻唱                                               | 萊恩·亞當斯（Ryan Adams）， 由提姆·麥克羅翻唱                                               | 萊恩·亞當斯（Ryan Adams）， 由提姆·麥克羅翻唱                                               | 萊恩·亞當斯（Ryan Adams）， 由提姆·麥克羅翻唱                                               | 萊恩·亞當斯（Ryan Adams）， 由提姆·麥克羅翻唱                                               | 萊恩·亞當斯（Ryan Adams）， 由提姆·麥克羅翻唱                                               | 萊恩·亞當斯（Ryan Adams）， 由提姆·麥克羅翻唱                                               | 萊恩·亞當斯（Ryan Adams）， 由提姆·麥克羅翻唱                                               | 萊恩·亞當斯（Ryan Adams）， 由提姆·麥克羅翻唱                                               | 萊恩·亞當斯（Ryan Adams）， 由提姆·麥克羅翻唱                                               | 萊恩·亞當斯（Ryan Adams）， 由提姆·麥克羅翻唱                                               | 萊恩·亞當斯（Ryan Adams）， 由提姆·麥克羅翻唱                                               | 萊恩·亞當斯（Ryan Adams）， 由提姆·麥克羅翻唱                                               | 萊恩·亞當斯（Ryan Adams）， 由提姆·麥克羅翻唱                                               | 萊恩·亞當斯（Ryan Adams）， 由提姆·麥克羅翻唱                                               | 萊恩·亞當斯（Ryan Adams）， 由提姆·麥克羅翻唱                                               | 尾三                | 尾三                | 尾三                | 尾三                | 尾三                | 尾三                | 尾三                | 尾三                | 尾三                | 尾三                | 尾三                | 尾三                | 尾三                | 尾三                | 尾三                | 尾三                | 尾三                | 尾三                | 尾三                | 尾三                | 尾三                | 尾三                | 尾三                | 尾三                | 尾三                | 尾三                | 尾三                | 尾三                | 尾三                | 尾三                | 尾三                | 尾三                | 尾三                | 尾三                | 尾三                | 尾三                | 尾三                | 尾三                | 尾三                | 尾三                | 尾三                | 尾三                | 尾三                | 尾三                | 尾三                | 尾三                | 尾三                | 尾三                | 尾三                | 尾三                | 尾三                | 尾三                | 尾三                | 尾三                | 尾三                | 尾三                | 尾三                | 尾三                | 尾三                | 尾三                | 尾三                | 尾三                | 尾三                | 尾三                | 尾三                | 尾三                | 尾三                | 尾三                | 尾三                | 尾三                | 尾三                | 尾三                | 尾三                | 尾三                | 尾三                |
| 六強   | 六強   | 六強   | 六強   | 六強   | 六強   | 六強   | 六強   | 六強   | 六強   | 六強   | 六強   | 六強   | 六強   | 六強   | 六強   | 六強   | 六強   | 六強   | 六強   | 六強   | 六強   | 六強   | 六強   | 六強   | 六強   | 六強   | 六強   | 六強   | 六強   | 六強   | 六強   | 六強   | 六強   | 六強   | 六強   | 六強   | 六強   | 六強   | 六強   | 六強   | 六強   | 六強   | 六強   | 六強   | 六強   | 六強   | 六強   | 六強   | 六強   | 六強   | 六強   | 六強   | 六強   | 六強   | 六強   | 六強   | 六強   | 六強   | 六強   | 《Imagine》                                                           | 《Imagine》                                                           | 《Imagine》                                                           | 《Imagine》                                                           | 《Imagine》                                                           | 《Imagine》                                                           | 《Imagine》                                                           | 《Imagine》                                                           | 《Imagine》                                                           | 《Imagine》                                                           | 《Imagine》                                                           | 《Imagine》                                                           | 《Imagine》                                                           | 《Imagine》                                                           | 《Imagine》                                                           | 《Imagine》                                                           | 《Imagine》                                                           | 《Imagine》                                                           | 《Imagine》                                                           | 《Imagine》                                                           | 《Imagine》                                                           | 《Imagine》                                                           | 《Imagine》                                                           | 《Imagine》                                                           | 《Imagine》                                                           | 《Imagine》                                                           | 《Imagine》                                                           | 《Imagine》                                                           | 《Imagine》                                                           | 《Imagine》                                                           | 《Imagine》                                                           | 《Imagine》                                                           | 《Imagine》                                                           | 《Imagine》                                                           | 《Imagine》                                                           | 《Imagine》                                                           | 《Imagine》                                                           | 《Imagine》                                                           | 《Imagine》                                                           | 《Imagine》                                                           | 《Imagine》                                                           | 《Imagine》                                                           | 《Imagine》                                                           | 《Imagine》                                                           | 《Imagine》                                                           | 《Imagine》                                                           | 《Imagine》                                                           | 《Imagine》                                                           | 《Imagine》                                                           | 《Imagine》                                                           | 《Imagine》                                                           | 《Imagine》                                                           | 《Imagine》                                                           | 《Imagine》                                                           | 《Imagine》                                                           | 《Imagine》                                                           | 《Imagine》                                                           | 《Imagine》                                                           | 《Imagine》                                                           | 《Imagine》                                                           | 《Imagine》                                                           | 《Imagine》                                                           | 《Imagine》                                                           | 《Imagine》                                                           | 《Imagine》                                                           | 《Imagine》                                                           | 《Imagine》                                                           | 《Imagine》                                                           | 《Imagine》                                                           | 《Imagine》                                                           | 《Imagine》                                                           | 《Imagine》                                                           | 《Imagine》                                                           | 《Imagine》                                                           | 《Imagine》                                                           | 《Imagine》                                                           | 《Imagine》                                                           | 《Imagine》                                                           | 《Imagine》                                                           | 《Imagine》                                                           | 《Imagine》                                                           | 《Imagine》                                                           | 《Imagine》                                                           | 《Imagine》                                                           | 《Imagine》                                                           | 《Imagine》                                                           | 《Imagine》                                                           | 《Imagine》                                                           | 《Imagine》                                                           | 《Imagine》                                                           | 《Imagine》                                                           | 《Imagine》                                                           | 《Imagine》                                                           | 《Imagine》                                                           | 《Imagine》                                                           | 《Imagine》                                                           | 《Imagine》                                                           | 《Imagine》                                                           | 《Imagine》                                                           | 《Imagine》                                                           | 《Imagine》                                                           | 《Imagine》                                                           | 《Imagine》                                                           | 《Imagine》                                                           | 《Imagine》                                                           | 《Imagine》                                                           | 《Imagine》                                                           | 《Imagine》                                                           | 《Imagine》                                                           | 《Imagine》                                                           | 《Imagine》                                                           | 《Imagine》                                                           | 《Imagine》                                                           | 《Imagine》                                                           | 《Imagine》                                                           | 《Imagine》                                                           | 《Imagine》                                                           | 《Imagine》                                                           | 《Imagine》                                                           | 《Imagine》                                                           | 《Imagine》                                                           | 《Imagine》                                                           | 《Imagine》                                                           | 《Imagine》                                                           | 《Imagine》                                                           | 《Imagine》                                                           | 《Imagine》                                                           | 《Imagine》                                                           | 《Imagine》                                                           | 《Imagine》                                                           | 《Imagine》                                                           | 《Imagine》                                                           | 《Imagine》                                                           | 《Imagine》                                                           | 《Imagine》                                                           | 約翰·藍儂                                                                                   | 約翰·藍儂                                                                                   | 約翰·藍儂                                                                                   | 約翰·藍儂                                                                                   | 約翰·藍儂                                                                                   | 約翰·藍儂                                                                                   | 約翰·藍儂                                                                                   | 約翰·藍儂                                                                                   | 約翰·藍儂                                                                                   | 約翰·藍儂                                                                                   | 約翰·藍儂                                                                                   | 約翰·藍儂                                                                                   | 約翰·藍儂                                                                                   | 約翰·藍儂                                                                                   | 約翰·藍儂                                                                                   | 約翰·藍儂                                                                                   | 約翰·藍儂                                                                                   | 約翰·藍儂                                                                                   | 約翰·藍儂                                                                                   | 約翰·藍儂                                                                                   | 約翰·藍儂                                                                                   | 約翰·藍儂                                                                                   | 約翰·藍儂                                                                                   | 約翰·藍儂                                                                                   | 約翰·藍儂                                                                                   | 約翰·藍儂                                                                                   | 約翰·藍儂                                                                                   | 約翰·藍儂                                                                                   | 約翰·藍儂                                                                                   | 約翰·藍儂                                                                                   | 約翰·藍儂                                                                                   | 約翰·藍儂                                                                                   | 約翰·藍儂                                                                                   | 約翰·藍儂                                                                                   | 約翰·藍儂                                                                                   | 約翰·藍儂                                                                                   | 約翰·藍儂                                                                                   | 約翰·藍儂                                                                                   | 約翰·藍儂                                                                                   | 約翰·藍儂                                                                                   | 約翰·藍儂                                                                                   | 約翰·藍儂                                                                                   | 約翰·藍儂                                                                                   | 約翰·藍儂                                                                                   | 約翰·藍儂                                                                                   | 約翰·藍儂                                                                                   | 約翰·藍儂                                                                                   | 約翰·藍儂                                                                                   | 約翰·藍儂                                                                                   | 約翰·藍儂                                                                                   | 約翰·藍儂                                                                                   | 約翰·藍儂                                                                                   | 約翰·藍儂                                                                                   | 約翰·藍儂                                                                                   | 約翰·藍儂                                                                                   | 約翰·藍儂                                                                                   | 約翰·藍儂                                                                                   | 約翰·藍儂                                                                                   | 約翰·藍儂                                                                                   | 約翰·藍儂                                                                                   | 約翰·藍儂                                                                                   | 約翰·藍儂                                                                                   | 約翰·藍儂                                                                                   | 約翰·藍儂                                                                                   | 約翰·藍儂                                                                                   | 約翰·藍儂                                                                                   | 約翰·藍儂                                                                                   | 約翰·藍儂                                                                                   | 約翰·藍儂                                                                                   | 約翰·藍儂                                                                                   | 約翰·藍儂                                                                                   | 約翰·藍儂                                                                                   | 約翰·藍儂                                                                                   | 約翰·藍儂                                                                                   | 約翰·藍儂                                                                                   | 約翰·藍儂                                                                                   | 約翰·藍儂                                                                                   | 約翰·藍儂                                                                                   | 約翰·藍儂                                                                                   | 約翰·藍儂                                                                                   | 約翰·藍儂                                                                                   | 約翰·藍儂                                                                                   | 約翰·藍儂                                                                                   | 約翰·藍儂                                                                                   | 約翰·藍儂                                                                                   | 約翰·藍儂                                                                                   | 約翰·藍儂                                                                                   | 約翰·藍儂                                                                                   | 約翰·藍儂                                                                                   | 約翰·藍儂                                                                                   | 約翰·藍儂                                                                                   | 約翰·藍儂                                                                                   | 約翰·藍儂                                                                                   | 約翰·藍儂                                                                                   | 約翰·藍儂                                                                                   | 約翰·藍儂                                                                                   | 約翰·藍儂                                                                                   | 約翰·藍儂                                                                                   | 約翰·藍儂                                                                                   | 約翰·藍儂                                                                                   | 約翰·藍儂                                                                                   | 約翰·藍儂                                                                                   | 約翰·藍儂                                                                                   | 約翰·藍儂                                                                                   | 約翰·藍儂                                                                                   | 約翰·藍儂                                                                                   | 約翰·藍儂                                                                                   | 約翰·藍儂                                                                                   | 約翰·藍儂                                                                                   | 約翰·藍儂                                                                                   | 約翰·藍儂                                                                                   | 約翰·藍儂                                                                                   | 約翰·藍儂                                                                                   | 約翰·藍儂                                                                                   | 約翰·藍儂                                                                                   | 約翰·藍儂                                                                                   | 約翰·藍儂                                                                                   | 約翰·藍儂                                                                                   | 約翰·藍儂                                                                                   | 約翰·藍儂                                                                                   | 約翰·藍儂                                                                                   | 約翰·藍儂                                                                                   | 約翰·藍儂                                                                                   | 約翰·藍儂                                                                                   | 約翰·藍儂                                                                                   | 約翰·藍儂                                                                                   | 約翰·藍儂                                                                                   | 約翰·藍儂                                                                                   | 約翰·藍儂                                                                                   | 約翰·藍儂                                                                                   | 約翰·藍儂                                                                                   | 約翰·藍儂                                                                                   | 約翰·藍儂                                                                                   | 約翰·藍儂                                                                                   | 約翰·藍儂                                                                                   | 約翰·藍儂                                                                                   | 約翰·藍儂                                                                                   | 約翰·藍儂                                                                                   | 約翰·藍儂                                                                                   | 約翰·藍儂                                                                                   | 約翰·藍儂                                                                                   | 約翰·藍儂                                                                                   | 約翰·藍儂                                                                                   | 約翰·藍儂                                                                                   | 約翰·藍儂                                                                                   | 安全晉級 (非淘汰週) | 安全晉級 (非淘汰週) | 安全晉級 (非淘汰週) | 安全晉級 (非淘汰週) | 安全晉級 (非淘汰週) | 安全晉級 (非淘汰週) | 安全晉級 (非淘汰週) | 安全晉級 (非淘汰週) | 安全晉級 (非淘汰週) | 安全晉級 (非淘汰週) | 安全晉級 (非淘汰週) | 安全晉級 (非淘汰週) | 安全晉級 (非淘汰週) | 安全晉級 (非淘汰週) | 安全晉級 (非淘汰週) | 安全晉級 (非淘汰週) | 安全晉級 (非淘汰週) | 安全晉級 (非淘汰週) | 安全晉級 (非淘汰週) | 安全晉級 (非淘汰週) | 安全晉級 (非淘汰週) | 安全晉級 (非淘汰週) | 安全晉級 (非淘汰週) | 安全晉級 (非淘汰週) | 安全晉級 (非淘汰週) | 安全晉級 (非淘汰週) | 安全晉級 (非淘汰週) | 安全晉級 (非淘汰週) | 安全晉級 (非淘汰週) | 安全晉級 (非淘汰週) | 安全晉級 (非淘汰週) | 安全晉級 (非淘汰週) | 安全晉級 (非淘汰週) | 安全晉級 (非淘汰週) | 安全晉級 (非淘汰週) | 安全晉級 (非淘汰週) | 安全晉級 (非淘汰週) | 安全晉級 (非淘汰週) | 安全晉級 (非淘汰週) | 安全晉級 (非淘汰週) | 安全晉級 (非淘汰週) | 安全晉級 (非淘汰週) | 安全晉級 (非淘汰週) | 安全晉級 (非淘汰週) | 安全晉級 (非淘汰週) | 安全晉級 (非淘汰週) | 安全晉級 (非淘汰週) | 安全晉級 (非淘汰週) | 安全晉級 (非淘汰週) | 安全晉級 (非淘汰週) | 安全晉級 (非淘汰週) | 安全晉級 (非淘汰週) | 安全晉級 (非淘汰週) | 安全晉級 (非淘汰週) | 安全晉級 (非淘汰週) | 安全晉級 (非淘汰週) | 安全晉級 (非淘汰週) | 安全晉級 (非淘汰週) | 安全晉級 (非淘汰週) | 安全晉級 (非淘汰週) | 安全晉級 (非淘汰週) | 安全晉級 (非淘汰週) | 安全晉級 (非淘汰週) | 安全晉級 (非淘汰週) | 安全晉級 (非淘汰週) | 安全晉級 (非淘汰週) | 安全晉級 (非淘汰週) | 安全晉級 (非淘汰週) | 安全晉級 (非淘汰週) | 安全晉級 (非淘汰週) | 安全晉級 (非淘汰週) | 安全晉級 (非淘汰週) | 安全晉級 (非淘汰週) | 安全晉級 (非淘汰週) | 安全晉級 (非淘汰週) |
| 六強   | 六強   | 六強   | 六強   | 六強   | 六強   | 六強   | 六強   | 六強   | 六強   | 六強   | 六強   | 六強   | 六強   | 六強   | 六強   | 六強   | 六強   | 六強   | 六強   | 六強   | 六強   | 六強   | 六強   | 六強   | 六強   | 六強   | 六強   | 六強   | 六強   | 六強   | 六強   | 六強   | 六強   | 六強   | 六強   | 六強   | 六強   | 六強   | 六強   | 六強   | 六強   | 六強   | 六強   | 六強   | 六強   | 六強   | 六強   | 六強   | 六強   | 六強   | 六強   | 六強   | 六強   | 六強   | 六強   | 六強   | 六強   | 六強   | 六強   | 《You Give Love a Bad Name》                                          | 《You Give Love a Bad Name》                                          | 《You Give Love a Bad Name》                                          | 《You Give Love a Bad Name》                                          | 《You Give Love a Bad Name》                                          | 《You Give Love a Bad Name》                                          | 《You Give Love a Bad Name》                                          | 《You Give Love a Bad Name》                                          | 《You Give Love a Bad Name》                                          | 《You Give Love a Bad Name》                                          | 《You Give Love a Bad Name》                                          | 《You Give Love a Bad Name》                                          | 《You Give Love a Bad Name》                                          | 《You Give Love a Bad Name》                                          | 《You Give Love a Bad Name》                                          | 《You Give Love a Bad Name》                                          | 《You Give Love a Bad Name》                                          | 《You Give Love a Bad Name》                                          | 《You Give Love a Bad Name》                                          | 《You Give Love a Bad Name》                                          | 《You Give Love a Bad Name》                                          | 《You Give Love a Bad Name》                                          | 《You Give Love a Bad Name》                                          | 《You Give Love a Bad Name》                                          | 《You Give Love a Bad Name》                                          | 《You Give Love a Bad Name》                                          | 《You Give Love a Bad Name》                                          | 《You Give Love a Bad Name》                                          | 《You Give Love a Bad Name》                                          | 《You Give Love a Bad Name》                                          | 《You Give Love a Bad Name》                                          | 《You Give Love a Bad Name》                                          | 《You Give Love a Bad Name》                                          | 《You Give Love a Bad Name》                                          | 《You Give Love a Bad Name》                                          | 《You Give Love a Bad Name》                                          | 《You Give Love a Bad Name》                                          | 《You Give Love a Bad Name》                                          | 《You Give Love a Bad Name》                                          | 《You Give Love a Bad Name》                                          | 《You Give Love a Bad Name》                                          | 《You Give Love a Bad Name》                                          | 《You Give Love a Bad Name》                                          | 《You Give Love a Bad Name》                                          | 《You Give Love a Bad Name》                                          | 《You Give Love a Bad Name》                                          | 《You Give Love a Bad Name》                                          | 《You Give Love a Bad Name》                                          | 《You Give Love a Bad Name》                                          | 《You Give Love a Bad Name》                                          | 《You Give Love a Bad Name》                                          | 《You Give Love a Bad Name》                                          | 《You Give Love a Bad Name》                                          | 《You Give Love a Bad Name》                                          | 《You Give Love a Bad Name》                                          | 《You Give Love a Bad Name》                                          | 《You Give Love a Bad Name》                                          | 《You Give Love a Bad Name》                                          | 《You Give Love a Bad Name》                                          | 《You Give Love a Bad Name》                                          | 《You Give Love a Bad Name》                                          | 《You Give Love a Bad Name》                                          | 《You Give Love a Bad Name》                                          | 《You Give Love a Bad Name》                                          | 《You Give Love a Bad Name》                                          | 《You Give Love a Bad Name》                                          | 《You Give Love a Bad Name》                                          | 《You Give Love a Bad Name》                                          | 《You Give Love a Bad Name》                                          | 《You Give Love a Bad Name》                                          | 《You Give Love a Bad Name》                                          | 《You Give Love a Bad Name》                                          | 《You Give Love a Bad Name》                                          | 《You Give Love a Bad Name》                                          | 《You Give Love a Bad Name》                                          | 《You Give Love a Bad Name》                                          | 《You Give Love a Bad Name》                                          | 《You Give Love a Bad Name》                                          | 《You Give Love a Bad Name》                                          | 《You Give Love a Bad Name》                                          | 《You Give Love a Bad Name》                                          | 《You Give Love a Bad Name》                                          | 《You Give Love a Bad Name》                                          | 《You Give Love a Bad Name》                                          | 《You Give Love a Bad Name》                                          | 《You Give Love a Bad Name》                                          | 《You Give Love a Bad Name》                                          | 《You Give Love a Bad Name》                                          | 《You Give Love a Bad Name》                                          | 《You Give Love a Bad Name》                                          | 《You Give Love a Bad Name》                                          | 《You Give Love a Bad Name》                                          | 《You Give Love a Bad Name》                                          | 《You Give Love a Bad Name》                                          | 《You Give Love a Bad Name》                                          | 《You Give Love a Bad Name》                                          | 《You Give Love a Bad Name》                                          | 《You Give Love a Bad Name》                                          | 《You Give Love a Bad Name》                                          | 《You Give Love a Bad Name》                                          | 《You Give Love a Bad Name》                                          | 《You Give Love a Bad Name》                                          | 《You Give Love a Bad Name》                                          | 《You Give Love a Bad Name》                                          | 《You Give Love a Bad Name》                                          | 《You Give Love a Bad Name》                                          | 《You Give Love a Bad Name》                                          | 《You Give Love a Bad Name》                                          | 《You Give Love a Bad Name》                                          | 《You Give Love a Bad Name》                                          | 《You Give Love a Bad Name》                                          | 《You Give Love a Bad Name》                                          | 《You Give Love a Bad Name》                                          | 《You Give Love a Bad Name》                                          | 《You Give Love a Bad Name》                                          | 《You Give Love a Bad Name》                                          | 《You Give Love a Bad Name》                                          | 《You Give Love a Bad Name》                                          | 《You Give Love a Bad Name》                                          | 《You Give Love a Bad Name》                                          | 《You Give Love a Bad Name》                                          | 《You Give Love a Bad Name》                                          | 《You Give Love a Bad Name》                                          | 《You Give Love a Bad Name》                                          | 《You Give Love a Bad Name》                                          | 《You Give Love a Bad Name》                                          | 《You Give Love a Bad Name》                                          | 《You Give Love a Bad Name》                                          | 《You Give Love a Bad Name》                                          | 《You Give Love a Bad Name》                                          | 《You Give Love a Bad Name》                                          | 《You Give Love a Bad Name》                                          | 《You Give Love a Bad Name》                                          | 《You Give Love a Bad Name》                                          | 《You Give Love a Bad Name》                                          | 邦·喬飛                                                                                     | 邦·喬飛                                                                                     | 邦·喬飛                                                                                     | 邦·喬飛                                                                                     | 邦·喬飛                                                                                     | 邦·喬飛                                                                                     | 邦·喬飛                                                                                     | 邦·喬飛                                                                                     | 邦·喬飛                                                                                     | 邦·喬飛                                                                                     | 邦·喬飛                                                                                     | 邦·喬飛                                                                                     | 邦·喬飛                                                                                     | 邦·喬飛                                                                                     | 邦·喬飛                                                                                     | 邦·喬飛                                                                                     | 邦·喬飛                                                                                     | 邦·喬飛                                                                                     | 邦·喬飛                                                                                     | 邦·喬飛                                                                                     | 邦·喬飛                                                                                     | 邦·喬飛                                                                                     | 邦·喬飛                                                                                     | 邦·喬飛                                                                                     | 邦·喬飛                                                                                     | 邦·喬飛                                                                                     | 邦·喬飛                                                                                     | 邦·喬飛                                                                                     | 邦·喬飛                                                                                     | 邦·喬飛                                                                                     | 邦·喬飛                                                                                     | 邦·喬飛                                                                                     | 邦·喬飛                                                                                     | 邦·喬飛                                                                                     | 邦·喬飛                                                                                     | 邦·喬飛                                                                                     | 邦·喬飛                                                                                     | 邦·喬飛                                                                                     | 邦·喬飛                                                                                     | 邦·喬飛                                                                                     | 邦·喬飛                                                                                     | 邦·喬飛                                                                                     | 邦·喬飛                                                                                     | 邦·喬飛                                                                                     | 邦·喬飛                                                                                     | 邦·喬飛                                                                                     | 邦·喬飛                                                                                     | 邦·喬飛                                                                                     | 邦·喬飛                                                                                     | 邦·喬飛                                                                                     | 邦·喬飛                                                                                     | 邦·喬飛                                                                                     | 邦·喬飛                                                                                     | 邦·喬飛                                                                                     | 邦·喬飛                                                                                     | 邦·喬飛                                                                                     | 邦·喬飛                                                                                     | 邦·喬飛                                                                                     | 邦·喬飛                                                                                     | 邦·喬飛                                                                                     | 邦·喬飛                                                                                     | 邦·喬飛                                                                                     | 邦·喬飛                                                                                     | 邦·喬飛                                                                                     | 邦·喬飛                                                                                     | 邦·喬飛                                                                                     | 邦·喬飛                                                                                     | 邦·喬飛                                                                                     | 邦·喬飛                                                                                     | 邦·喬飛                                                                                     | 邦·喬飛                                                                                     | 邦·喬飛                                                                                     | 邦·喬飛                                                                                     | 邦·喬飛                                                                                     | 邦·喬飛                                                                                     | 邦·喬飛                                                                                     | 邦·喬飛                                                                                     | 邦·喬飛                                                                                     | 邦·喬飛                                                                                     | 邦·喬飛                                                                                     | 邦·喬飛                                                                                     | 邦·喬飛                                                                                     | 邦·喬飛                                                                                     | 邦·喬飛                                                                                     | 邦·喬飛                                                                                     | 邦·喬飛                                                                                     | 邦·喬飛                                                                                     | 邦·喬飛                                                                                     | 邦·喬飛                                                                                     | 邦·喬飛                                                                                     | 邦·喬飛                                                                                     | 邦·喬飛                                                                                     | 邦·喬飛                                                                                     | 邦·喬飛                                                                                     | 邦·喬飛                                                                                     | 邦·喬飛                                                                                     | 邦·喬飛                                                                                     | 邦·喬飛                                                                                     | 邦·喬飛                                                                                     | 邦·喬飛                                                                                     | 邦·喬飛                                                                                     | 邦·喬飛                                                                                     | 邦·喬飛                                                                                     | 邦·喬飛                                                                                     | 邦·喬飛                                                                                     | 邦·喬飛                                                                                     | 邦·喬飛                                                                                     | 邦·喬飛                                                                                     | 邦·喬飛                                                                                     | 邦·喬飛                                                                                     | 邦·喬飛                                                                                     | 邦·喬飛                                                                                     | 邦·喬飛                                                                                     | 邦·喬飛                                                                                     | 邦·喬飛                                                                                     | 邦·喬飛                                                                                     | 邦·喬飛                                                                                     | 邦·喬飛                                                                                     | 邦·喬飛                                                                                     | 邦·喬飛                                                                                     | 邦·喬飛                                                                                     | 邦·喬飛                                                                                     | 邦·喬飛                                                                                     | 邦·喬飛                                                                                     | 邦·喬飛                                                                                     | 邦·喬飛                                                                                     | 邦·喬飛                                                                                     | 邦·喬飛                                                                                     | 邦·喬飛                                                                                     | 邦·喬飛                                                                                     | 邦·喬飛                                                                                     | 邦·喬飛                                                                                     | 邦·喬飛                                                                                     | 邦·喬飛                                                                                     | 邦·喬飛                                                                                     | 邦·喬飛                                                                                     | 邦·喬飛                                                                                     | 邦·喬飛                                                                                     | 邦·喬飛                                                                                     | 邦·喬飛                                                                                     | 邦·喬飛                                                                                     | 邦·喬飛                                                                                     | 邦·喬飛                                                                                     | 邦·喬飛                                                                                     | 邦·喬飛                                                                                     | 安全晉級            | 安全晉級            | 安全晉級            | 安全晉級            | 安全晉級            | 安全晉級            | 安全晉級            | 安全晉級            | 安全晉級            | 安全晉級            | 安全晉級            | 安全晉級            | 安全晉級            | 安全晉級            | 安全晉級            | 安全晉級            | 安全晉級            | 安全晉級            | 安全晉級            | 安全晉級            | 安全晉級            | 安全晉級            | 安全晉級            | 安全晉級            | 安全晉級            | 安全晉級            | 安全晉級            | 安全晉級            | 安全晉級            | 安全晉級            | 安全晉級            | 安全晉級            | 安全晉級            | 安全晉級            | 安全晉級            | 安全晉級            | 安全晉級            | 安全晉級            | 安全晉級            | 安全晉級            | 安全晉級            | 安全晉級            | 安全晉級            | 安全晉級            | 安全晉級            | 安全晉級            | 安全晉級            | 安全晉級            | 安全晉級            | 安全晉級            | 安全晉級            | 安全晉級            | 安全晉級            | 安全晉級            | 安全晉級            | 安全晉級            | 安全晉級            | 安全晉級            | 安全晉級            | 安全晉級            | 安全晉級            | 安全晉級            | 安全晉級            | 安全晉級            | 安全晉級            | 安全晉級            | 安全晉級            | 安全晉級            | 安全晉級            | 安全晉級            | 安全晉級            | 安全晉級            | 安全晉級            | 安全晉級            | 安全晉級            |
| 四強   | 四強   | 四強   | 四強   | 四強   | 四強   | 四強   | 四強   | 四強   | 四強   | 四強   | 四強   | 四強   | 四強   | 四強   | 四強   | 四強   | 四強   | 四強   | 四強   | 四強   | 四強   | 四強   | 四強   | 四強   | 四強   | 四強   | 四強   | 四強   | 四強   | 四強   | 四強   | 四強   | 四強   | 四強   | 四強   | 四強   | 四強   | 四強   | 四強   | 四強   | 四強   | 四強   | 四強   | 四強   | 四強   | 四強   | 四強   | 四強   | 四強   | 四強   | 四強   | 四強   | 四強   | 四強   | 四強   | 四強   | 四強   | 四強   | 四強   | 《You Should Be Dancing》 《This Is Where I Came In》                 | 《You Should Be Dancing》 《This Is Where I Came In》                 | 《You Should Be Dancing》 《This Is Where I Came In》                 | 《You Should Be Dancing》 《This Is Where I Came In》                 | 《You Should Be Dancing》 《This Is Where I Came In》                 | 《You Should Be Dancing》 《This Is Where I Came In》                 | 《You Should Be Dancing》 《This Is Where I Came In》                 | 《You Should Be Dancing》 《This Is Where I Came In》                 | 《You Should Be Dancing》 《This Is Where I Came In》                 | 《You Should Be Dancing》 《This Is Where I Came In》                 | 《You Should Be Dancing》 《This Is Where I Came In》                 | 《You Should Be Dancing》 《This Is Where I Came In》                 | 《You Should Be Dancing》 《This Is Where I Came In》                 | 《You Should Be Dancing》 《This Is Where I Came In》                 | 《You Should Be Dancing》 《This Is Where I Came In》                 | 《You Should Be Dancing》 《This Is Where I Came In》                 | 《You Should Be Dancing》 《This Is Where I Came In》                 | 《You Should Be Dancing》 《This Is Where I Came In》                 | 《You Should Be Dancing》 《This Is Where I Came In》                 | 《You Should Be Dancing》 《This Is Where I Came In》                 | 《You Should Be Dancing》 《This Is Where I Came In》                 | 《You Should Be Dancing》 《This Is Where I Came In》                 | 《You Should Be Dancing》 《This Is Where I Came In》                 | 《You Should Be Dancing》 《This Is Where I Came In》                 | 《You Should Be Dancing》 《This Is Where I Came In》                 | 《You Should Be Dancing》 《This Is Where I Came In》                 | 《You Should Be Dancing》 《This Is Where I Came In》                 | 《You Should Be Dancing》 《This Is Where I Came In》                 | 《You Should Be Dancing》 《This Is Where I Came In》                 | 《You Should Be Dancing》 《This Is Where I Came In》                 | 《You Should Be Dancing》 《This Is Where I Came In》                 | 《You Should Be Dancing》 《This Is Where I Came In》                 | 《You Should Be Dancing》 《This Is Where I Came In》                 | 《You Should Be Dancing》 《This Is Where I Came In》                 | 《You Should Be Dancing》 《This Is Where I Came In》                 | 《You Should Be Dancing》 《This Is Where I Came In》                 | 《You Should Be Dancing》 《This Is Where I Came In》                 | 《You Should Be Dancing》 《This Is Where I Came In》                 | 《You Should Be Dancing》 《This Is Where I Came In》                 | 《You Should Be Dancing》 《This Is Where I Came In》                 | 《You Should Be Dancing》 《This Is Where I Came In》                 | 《You Should Be Dancing》 《This Is Where I Came In》                 | 《You Should Be Dancing》 《This Is Where I Came In》                 | 《You Should Be Dancing》 《This Is Where I Came In》                 | 《You Should Be Dancing》 《This Is Where I Came In》                 | 《You Should Be Dancing》 《This Is Where I Came In》                 | 《You Should Be Dancing》 《This Is Where I Came In》                 | 《You Should Be Dancing》 《This Is Where I Came In》                 | 《You Should Be Dancing》 《This Is Where I Came In》                 | 《You Should Be Dancing》 《This Is Where I Came In》                 | 《You Should Be Dancing》 《This Is Where I Came In》                 | 《You Should Be Dancing》 《This Is Where I Came In》                 | 《You Should Be Dancing》 《This Is Where I Came In》                 | 《You Should Be Dancing》 《This Is Where I Came In》                 | 《You Should Be Dancing》 《This Is Where I Came In》                 | 《You Should Be Dancing》 《This Is Where I Came In》                 | 《You Should Be Dancing》 《This Is Where I Came In》                 | 《You Should Be Dancing》 《This Is Where I Came In》                 | 《You Should Be Dancing》 《This Is Where I Came In》                 | 《You Should Be Dancing》 《This Is Where I Came In》                 | 《You Should Be Dancing》 《This Is Where I Came In》                 | 《You Should Be Dancing》 《This Is Where I Came In》                 | 《You Should Be Dancing》 《This Is Where I Came In》                 | 《You Should Be Dancing》 《This Is Where I Came In》                 | 《You Should Be Dancing》 《This Is Where I Came In》                 | 《You Should Be Dancing》 《This Is Where I Came In》                 | 《You Should Be Dancing》 《This Is Where I Came In》                 | 《You Should Be Dancing》 《This Is Where I Came In》                 | 《You Should Be Dancing》 《This Is Where I Came In》                 | 《You Should Be Dancing》 《This Is Where I Came In》                 | 《You Should Be Dancing》 《This Is Where I Came In》                 | 《You Should Be Dancing》 《This Is Where I Came In》                 | 《You Should Be Dancing》 《This Is Where I Came In》                 | 《You Should Be Dancing》 《This Is Where I Came In》                 | 《You Should Be Dancing》 《This Is Where I Came In》                 | 《You Should Be Dancing》 《This Is Where I Came In》                 | 《You Should Be Dancing》 《This Is Where I Came In》                 | 《You Should Be Dancing》 《This Is Where I Came In》                 | 《You Should Be Dancing》 《This Is Where I Came In》                 | 《You Should Be Dancing》 《This Is Where I Came In》                 | 《You Should Be Dancing》 《This Is Where I Came In》                 | 《You Should Be Dancing》 《This Is Where I Came In》                 | 《You Should Be Dancing》 《This Is Where I Came In》                 | 《You Should Be Dancing》 《This Is Where I Came In》                 | 《You Should Be Dancing》 《This Is Where I Came In》                 | 《You Should Be Dancing》 《This Is Where I Came In》                 | 《You Should Be Dancing》 《This Is Where I Came In》                 | 《You Should Be Dancing》 《This Is Where I Came In》                 | 《You Should Be Dancing》 《This Is Where I Came In》                 | 《You Should Be Dancing》 《This Is Where I Came In》                 | 《You Should Be Dancing》 《This Is Where I Came In》                 | 《You Should Be Dancing》 《This Is Where I Came In》                 | 《You Should Be Dancing》 《This Is Where I Came In》                 | 《You Should Be Dancing》 《This Is Where I Came In》                 | 《You Should Be Dancing》 《This Is Where I Came In》                 | 《You Should Be Dancing》 《This Is Where I Came In》                 | 《You Should Be Dancing》 《This Is Where I Came In》                 | 《You Should Be Dancing》 《This Is Where I Came In》                 | 《You Should Be Dancing》 《This Is Where I Came In》                 | 《You Should Be Dancing》 《This Is Where I Came In》                 | 《You Should Be Dancing》 《This Is Where I Came In》                 | 《You Should Be Dancing》 《This Is Where I Came In》                 | 《You Should Be Dancing》 《This Is Where I Came In》                 | 《You Should Be Dancing》 《This Is Where I Came In》                 | 《You Should Be Dancing》 《This Is Where I Came In》                 | 《You Should Be Dancing》 《This Is Where I Came In》                 | 《You Should Be Dancing》 《This Is Where I Came In》                 | 《You Should Be Dancing》 《This Is Where I Came In》                 | 《You Should Be Dancing》 《This Is Where I Came In》                 | 《You Should Be Dancing》 《This Is Where I Came In》                 | 《You Should Be Dancing》 《This Is Where I Came In》                 | 《You Should Be Dancing》 《This Is Where I Came In》                 | 《You Should Be Dancing》 《This Is Where I Came In》                 | 《You Should Be Dancing》 《This Is Where I Came In》                 | 《You Should Be Dancing》 《This Is Where I Came In》                 | 《You Should Be Dancing》 《This Is Where I Came In》                 | 《You Should Be Dancing》 《This Is Where I Came In》                 | 《You Should Be Dancing》 《This Is Where I Came In》                 | 《You Should Be Dancing》 《This Is Where I Came In》                 | 《You Should Be Dancing》 《This Is Where I Came In》                 | 《You Should Be Dancing》 《This Is Where I Came In》                 | 《You Should Be Dancing》 《This Is Where I Came In》                 | 《You Should Be Dancing》 《This Is Where I Came In》                 | 《You Should Be Dancing》 《This Is Where I Came In》                 | 《You Should Be Dancing》 《This Is Where I Came In》                 | 《You Should Be Dancing》 《This Is Where I Came In》                 | 《You Should Be Dancing》 《This Is Where I Came In》                 | 《You Should Be Dancing》 《This Is Where I Came In》                 | 《You Should Be Dancing》 《This Is Where I Came In》                 | 《You Should Be Dancing》 《This Is Where I Came In》                 | 《You Should Be Dancing》 《This Is Where I Came In》                 | 《You Should Be Dancing》 《This Is Where I Came In》                 | 《You Should Be Dancing》 《This Is Where I Came In》                 | 《You Should Be Dancing》 《This Is Where I Came In》                 | 《You Should Be Dancing》 《This Is Where I Came In》                 | 比吉斯                                                                                      | 比吉斯                                                                                      | 比吉斯                                                                                      | 比吉斯                                                                                      | 比吉斯                                                                                      | 比吉斯                                                                                      | 比吉斯                                                                                      | 比吉斯                                                                                      | 比吉斯                                                                                      | 比吉斯                                                                                      | 比吉斯                                                                                      | 比吉斯                                                                                      | 比吉斯                                                                                      | 比吉斯                                                                                      | 比吉斯                                                                                      | 比吉斯                                                                                      | 比吉斯                                                                                      | 比吉斯                                                                                      | 比吉斯                                                                                      | 比吉斯                                                                                      | 比吉斯                                                                                      | 比吉斯                                                                                      | 比吉斯                                                                                      | 比吉斯                                                                                      | 比吉斯                                                                                      | 比吉斯                                                                                      | 比吉斯                                                                                      | 比吉斯                                                                                      | 比吉斯                                                                                      | 比吉斯                                                                                      | 比吉斯                                                                                      | 比吉斯                                                                                      | 比吉斯                                                                                      | 比吉斯                                                                                      | 比吉斯                                                                                      | 比吉斯                                                                                      | 比吉斯                                                                                      | 比吉斯                                                                                      | 比吉斯                                                                                      | 比吉斯                                                                                      | 比吉斯                                                                                      | 比吉斯                                                                                      | 比吉斯                                                                                      | 比吉斯                                                                                      | 比吉斯                                                                                      | 比吉斯                                                                                      | 比吉斯                                                                                      | 比吉斯                                                                                      | 比吉斯                                                                                      | 比吉斯                                                                                      | 比吉斯                                                                                      | 比吉斯                                                                                      | 比吉斯                                                                                      | 比吉斯                                                                                      | 比吉斯                                                                                      | 比吉斯                                                                                      | 比吉斯                                                                                      | 比吉斯                                                                                      | 比吉斯                                                                                      | 比吉斯                                                                                      | 比吉斯                                                                                      | 比吉斯                                                                                      | 比吉斯                                                                                      | 比吉斯                                                                                      | 比吉斯                                                                                      | 比吉斯                                                                                      | 比吉斯                                                                                      | 比吉斯                                                                                      | 比吉斯                                                                                      | 比吉斯                                                                                      | 比吉斯                                                                                      | 比吉斯                                                                                      | 比吉斯                                                                                      | 比吉斯                                                                                      | 比吉斯                                                                                      | 比吉斯                                                                                      | 比吉斯                                                                                      | 比吉斯                                                                                      | 比吉斯                                                                                      | 比吉斯                                                                                      | 比吉斯                                                                                      | 比吉斯                                                                                      | 比吉斯                                                                                      | 比吉斯                                                                                      | 比吉斯                                                                                      | 比吉斯                                                                                      | 比吉斯                                                                                      | 比吉斯                                                                                      | 比吉斯                                                                                      | 比吉斯                                                                                      | 比吉斯                                                                                      | 比吉斯                                                                                      | 比吉斯                                                                                      | 比吉斯                                                                                      | 比吉斯                                                                                      | 比吉斯                                                                                      | 比吉斯                                                                                      | 比吉斯                                                                                      | 比吉斯                                                                                      | 比吉斯                                                                                      | 比吉斯                                                                                      | 比吉斯                                                                                      | 比吉斯                                                                                      | 比吉斯                                                                                      | 比吉斯                                                                                      | 比吉斯                                                                                      | 比吉斯                                                                                      | 比吉斯                                                                                      | 比吉斯                                                                                      | 比吉斯                                                                                      | 比吉斯                                                                                      | 比吉斯                                                                                      | 比吉斯                                                                                      | 比吉斯                                                                                      | 比吉斯                                                                                      | 比吉斯                                                                                      | 比吉斯                                                                                      | 比吉斯                                                                                      | 比吉斯                                                                                      | 比吉斯                                                                                      | 比吉斯                                                                                      | 比吉斯                                                                                      | 比吉斯                                                                                      | 比吉斯                                                                                      | 比吉斯                                                                                      | 比吉斯                                                                                      | 比吉斯                                                                                      | 比吉斯                                                                                      | 比吉斯                                                                                      | 比吉斯                                                                                      | 比吉斯                                                                                      | 比吉斯                                                                                      | 比吉斯                                                                                      | 比吉斯                                                                                      | 比吉斯                                                                                      | 比吉斯                                                                                      | 比吉斯                                                                                      | 比吉斯                                                                                      | 比吉斯                                                                                      | 比吉斯                                                                                      | 比吉斯                                                                                      | 比吉斯                                                                                      | 比吉斯                                                                                      | 比吉斯                                                                                      | 比吉斯                                                                                      | 安全晉級            | 安全晉級            | 安全晉級            | 安全晉級            | 安全晉級            | 安全晉級            | 安全晉級            | 安全晉級            | 安全晉級            | 安全晉級            | 安全晉級            | 安全晉級            | 安全晉級            | 安全晉級            | 安全晉級            | 安全晉級            | 安全晉級            | 安全晉級            | 安全晉級            | 安全晉級            | 安全晉級            | 安全晉級            | 安全晉級            | 安全晉級            | 安全晉級            | 安全晉級            | 安全晉級            | 安全晉級            | 安全晉級            | 安全晉級            | 安全晉級            | 安全晉級            | 安全晉級            | 安全晉級            | 安全晉級            | 安全晉級            | 安全晉級            | 安全晉級            | 安全晉級            | 安全晉級            | 安全晉級            | 安全晉級            | 安全晉級            | 安全晉級            | 安全晉級            | 安全晉級            | 安全晉級            | 安全晉級            | 安全晉級            | 安全晉級            | 安全晉級            | 安全晉級            | 安全晉級            | 安全晉級            | 安全晉級            | 安全晉級            | 安全晉級            | 安全晉級            | 安全晉級            | 安全晉級            | 安全晉級            | 安全晉級            | 安全晉級            | 安全晉級            | 安全晉級            | 安全晉級            | 安全晉級            | 安全晉級            | 安全晉級            | 安全晉級            | 安全晉級            | 安全晉級            | 安全晉級            | 安全晉級            | 安全晉級            |
| 三強   | 三強   | 三強   | 三強   | 三強   | 三強   | 三強   | 三強   | 三強   | 三強   | 三強   | 三強   | 三強   | 三強   | 三強   | 三強   | 三強   | 三強   | 三強   | 三強   | 三強   | 三強   | 三強   | 三強   | 三強   | 三強   | 三強   | 三強   | 三強   | 三強   | 三強   | 三強   | 三強   | 三強   | 三強   | 三強   | 三強   | 三強   | 三強   | 三強   | 三強   | 三強   | 三強   | 三強   | 三強   | 三強   | 三強   | 三強   | 三強   | 三強   | 三強   | 三強   | 三強   | 三強   | 三強   | 三強   | 三強   | 三強   | 三強   | 三強   | 《Roxanne》 《This Love》 《When I Get You Alone》                    | 《Roxanne》 《This Love》 《When I Get You Alone》                    | 《Roxanne》 《This Love》 《When I Get You Alone》                    | 《Roxanne》 《This Love》 《When I Get You Alone》                    | 《Roxanne》 《This Love》 《When I Get You Alone》                    | 《Roxanne》 《This Love》 《When I Get You Alone》                    | 《Roxanne》 《This Love》 《When I Get You Alone》                    | 《Roxanne》 《This Love》 《When I Get You Alone》                    | 《Roxanne》 《This Love》 《When I Get You Alone》                    | 《Roxanne》 《This Love》 《When I Get You Alone》                    | 《Roxanne》 《This Love》 《When I Get You Alone》                    | 《Roxanne》 《This Love》 《When I Get You Alone》                    | 《Roxanne》 《This Love》 《When I Get You Alone》                    | 《Roxanne》 《This Love》 《When I Get You Alone》                    | 《Roxanne》 《This Love》 《When I Get You Alone》                    | 《Roxanne》 《This Love》 《When I Get You Alone》                    | 《Roxanne》 《This Love》 《When I Get You Alone》                    | 《Roxanne》 《This Love》 《When I Get You Alone》                    | 《Roxanne》 《This Love》 《When I Get You Alone》                    | 《Roxanne》 《This Love》 《When I Get You Alone》                    | 《Roxanne》 《This Love》 《When I Get You Alone》                    | 《Roxanne》 《This Love》 《When I Get You Alone》                    | 《Roxanne》 《This Love》 《When I Get You Alone》                    | 《Roxanne》 《This Love》 《When I Get You Alone》                    | 《Roxanne》 《This Love》 《When I Get You Alone》                    | 《Roxanne》 《This Love》 《When I Get You Alone》                    | 《Roxanne》 《This Love》 《When I Get You Alone》                    | 《Roxanne》 《This Love》 《When I Get You Alone》                    | 《Roxanne》 《This Love》 《When I Get You Alone》                    | 《Roxanne》 《This Love》 《When I Get You Alone》                    | 《Roxanne》 《This Love》 《When I Get You Alone》                    | 《Roxanne》 《This Love》 《When I Get You Alone》                    | 《Roxanne》 《This Love》 《When I Get You Alone》                    | 《Roxanne》 《This Love》 《When I Get You Alone》                    | 《Roxanne》 《This Love》 《When I Get You Alone》                    | 《Roxanne》 《This Love》 《When I Get You Alone》                    | 《Roxanne》 《This Love》 《When I Get You Alone》                    | 《Roxanne》 《This Love》 《When I Get You Alone》                    | 《Roxanne》 《This Love》 《When I Get You Alone》                    | 《Roxanne》 《This Love》 《When I Get You Alone》                    | 《Roxanne》 《This Love》 《When I Get You Alone》                    | 《Roxanne》 《This Love》 《When I Get You Alone》                    | 《Roxanne》 《This Love》 《When I Get You Alone》                    | 《Roxanne》 《This Love》 《When I Get You Alone》                    | 《Roxanne》 《This Love》 《When I Get You Alone》                    | 《Roxanne》 《This Love》 《When I Get You Alone》                    | 《Roxanne》 《This Love》 《When I Get You Alone》                    | 《Roxanne》 《This Love》 《When I Get You Alone》                    | 《Roxanne》 《This Love》 《When I Get You Alone》                    | 《Roxanne》 《This Love》 《When I Get You Alone》                    | 《Roxanne》 《This Love》 《When I Get You Alone》                    | 《Roxanne》 《This Love》 《When I Get You Alone》                    | 《Roxanne》 《This Love》 《When I Get You Alone》                    | 《Roxanne》 《This Love》 《When I Get You Alone》                    | 《Roxanne》 《This Love》 《When I Get You Alone》                    | 《Roxanne》 《This Love》 《When I Get You Alone》                    | 《Roxanne》 《This Love》 《When I Get You Alone》                    | 《Roxanne》 《This Love》 《When I Get You Alone》                    | 《Roxanne》 《This Love》 《When I Get You Alone》                    | 《Roxanne》 《This Love》 《When I Get You Alone》                    | 《Roxanne》 《This Love》 《When I Get You Alone》                    | 《Roxanne》 《This Love》 《When I Get You Alone》                    | 《Roxanne》 《This Love》 《When I Get You Alone》                    | 《Roxanne》 《This Love》 《When I Get You Alone》                    | 《Roxanne》 《This Love》 《When I Get You Alone》                    | 《Roxanne》 《This Love》 《When I Get You Alone》                    | 《Roxanne》 《This Love》 《When I Get You Alone》                    | 《Roxanne》 《This Love》 《When I Get You Alone》                    | 《Roxanne》 《This Love》 《When I Get You Alone》                    | 《Roxanne》 《This Love》 《When I Get You Alone》                    | 《Roxanne》 《This Love》 《When I Get You Alone》                    | 《Roxanne》 《This Love》 《When I Get You Alone》                    | 《Roxanne》 《This Love》 《When I Get You Alone》                    | 《Roxanne》 《This Love》 《When I Get You Alone》                    | 《Roxanne》 《This Love》 《When I Get You Alone》                    | 《Roxanne》 《This Love》 《When I Get You Alone》                    | 《Roxanne》 《This Love》 《When I Get You Alone》                    | 《Roxanne》 《This Love》 《When I Get You Alone》                    | 《Roxanne》 《This Love》 《When I Get You Alone》                    | 《Roxanne》 《This Love》 《When I Get You Alone》                    | 《Roxanne》 《This Love》 《When I Get You Alone》                    | 《Roxanne》 《This Love》 《When I Get You Alone》                    | 《Roxanne》 《This Love》 《When I Get You Alone》                    | 《Roxanne》 《This Love》 《When I Get You Alone》                    | 《Roxanne》 《This Love》 《When I Get You Alone》                    | 《Roxanne》 《This Love》 《When I Get You Alone》                    | 《Roxanne》 《This Love》 《When I Get You Alone》                    | 《Roxanne》 《This Love》 《When I Get You Alone》                    | 《Roxanne》 《This Love》 《When I Get You Alone》                    | 《Roxanne》 《This Love》 《When I Get You Alone》                    | 《Roxanne》 《This Love》 《When I Get You Alone》                    | 《Roxanne》 《This Love》 《When I Get You Alone》                    | 《Roxanne》 《This Love》 《When I Get You Alone》                    | 《Roxanne》 《This Love》 《When I Get You Alone》                    | 《Roxanne》 《This Love》 《When I Get You Alone》                    | 《Roxanne》 《This Love》 《When I Get You Alone》                    | 《Roxanne》 《This Love》 《When I Get You Alone》                    | 《Roxanne》 《This Love》 《When I Get You Alone》                    | 《Roxanne》 《This Love》 《When I Get You Alone》                    | 《Roxanne》 《This Love》 《When I Get You Alone》                    | 《Roxanne》 《This Love》 《When I Get You Alone》                    | 《Roxanne》 《This Love》 《When I Get You Alone》                    | 《Roxanne》 《This Love》 《When I Get You Alone》                    | 《Roxanne》 《This Love》 《When I Get You Alone》                    | 《Roxanne》 《This Love》 《When I Get You Alone》                    | 《Roxanne》 《This Love》 《When I Get You Alone》                    | 《Roxanne》 《This Love》 《When I Get You Alone》                    | 《Roxanne》 《This Love》 《When I Get You Alone》                    | 《Roxanne》 《This Love》 《When I Get You Alone》                    | 《Roxanne》 《This Love》 《When I Get You Alone》                    | 《Roxanne》 《This Love》 《When I Get You Alone》                    | 《Roxanne》 《This Love》 《When I Get You Alone》                    | 《Roxanne》 《This Love》 《When I Get You Alone》                    | 《Roxanne》 《This Love》 《When I Get You Alone》                    | 《Roxanne》 《This Love》 《When I Get You Alone》                    | 《Roxanne》 《This Love》 《When I Get You Alone》                    | 《Roxanne》 《This Love》 《When I Get You Alone》                    | 《Roxanne》 《This Love》 《When I Get You Alone》                    | 《Roxanne》 《This Love》 《When I Get You Alone》                    | 《Roxanne》 《This Love》 《When I Get You Alone》                    | 《Roxanne》 《This Love》 《When I Get You Alone》                    | 《Roxanne》 《This Love》 《When I Get You Alone》                    | 《Roxanne》 《This Love》 《When I Get You Alone》                    | 《Roxanne》 《This Love》 《When I Get You Alone》                    | 《Roxanne》 《This Love》 《When I Get You Alone》                    | 《Roxanne》 《This Love》 《When I Get You Alone》                    | 《Roxanne》 《This Love》 《When I Get You Alone》                    | 《Roxanne》 《This Love》 《When I Get You Alone》                    | 《Roxanne》 《This Love》 《When I Get You Alone》                    | 《Roxanne》 《This Love》 《When I Get You Alone》                    | 《Roxanne》 《This Love》 《When I Get You Alone》                    | 《Roxanne》 《This Love》 《When I Get You Alone》                    | 《Roxanne》 《This Love》 《When I Get You Alone》                    | 《Roxanne》 《This Love》 《When I Get You Alone》                    | 《Roxanne》 《This Love》 《When I Get You Alone》                    | 警察乐队 魔力紅 羅賓·西克                                                                   | 警察乐队 魔力紅 羅賓·西克                                                                   | 警察乐队 魔力紅 羅賓·西克                                                                   | 警察乐队 魔力紅 羅賓·西克                                                                   | 警察乐队 魔力紅 羅賓·西克                                                                   | 警察乐队 魔力紅 羅賓·西克                                                                   | 警察乐队 魔力紅 羅賓·西克                                                                   | 警察乐队 魔力紅 羅賓·西克                                                                   | 警察乐队 魔力紅 羅賓·西克                                                                   | 警察乐队 魔力紅 羅賓·西克                                                                   | 警察乐队 魔力紅 羅賓·西克                                                                   | 警察乐队 魔力紅 羅賓·西克                                                                   | 警察乐队 魔力紅 羅賓·西克                                                                   | 警察乐队 魔力紅 羅賓·西克                                                                   | 警察乐队 魔力紅 羅賓·西克                                                                   | 警察乐队 魔力紅 羅賓·西克                                                                   | 警察乐队 魔力紅 羅賓·西克                                                                   | 警察乐队 魔力紅 羅賓·西克                                                                   | 警察乐队 魔力紅 羅賓·西克                                                                   | 警察乐队 魔力紅 羅賓·西克                                                                   | 警察乐队 魔力紅 羅賓·西克                                                                   | 警察乐队 魔力紅 羅賓·西克                                                                   | 警察乐队 魔力紅 羅賓·西克                                                                   | 警察乐队 魔力紅 羅賓·西克                                                                   | 警察乐队 魔力紅 羅賓·西克                                                                   | 警察乐队 魔力紅 羅賓·西克                                                                   | 警察乐队 魔力紅 羅賓·西克                                                                   | 警察乐队 魔力紅 羅賓·西克                                                                   | 警察乐队 魔力紅 羅賓·西克                                                                   | 警察乐队 魔力紅 羅賓·西克                                                                   | 警察乐队 魔力紅 羅賓·西克                                                                   | 警察乐队 魔力紅 羅賓·西克                                                                   | 警察乐队 魔力紅 羅賓·西克                                                                   | 警察乐队 魔力紅 羅賓·西克                                                                   | 警察乐队 魔力紅 羅賓·西克                                                                   | 警察乐队 魔力紅 羅賓·西克                                                                   | 警察乐队 魔力紅 羅賓·西克                                                                   | 警察乐队 魔力紅 羅賓·西克                                                                   | 警察乐队 魔力紅 羅賓·西克                                                                   | 警察乐队 魔力紅 羅賓·西克                                                                   | 警察乐队 魔力紅 羅賓·西克                                                                   | 警察乐队 魔力紅 羅賓·西克                                                                   | 警察乐队 魔力紅 羅賓·西克                                                                   | 警察乐队 魔力紅 羅賓·西克                                                                   | 警察乐队 魔力紅 羅賓·西克                                                                   | 警察乐队 魔力紅 羅賓·西克                                                                   | 警察乐队 魔力紅 羅賓·西克                                                                   | 警察乐队 魔力紅 羅賓·西克                                                                   | 警察乐队 魔力紅 羅賓·西克                                                                   | 警察乐队 魔力紅 羅賓·西克                                                                   | 警察乐队 魔力紅 羅賓·西克                                                                   | 警察乐队 魔力紅 羅賓·西克                                                                   | 警察乐队 魔力紅 羅賓·西克                                                                   | 警察乐队 魔力紅 羅賓·西克                                                                   | 警察乐队 魔力紅 羅賓·西克                                                                   | 警察乐队 魔力紅 羅賓·西克                                                                   | 警察乐队 魔力紅 羅賓·西克                                                                   | 警察乐队 魔力紅 羅賓·西克                                                                   | 警察乐队 魔力紅 羅賓·西克                                                                   | 警察乐队 魔力紅 羅賓·西克                                                                   | 警察乐队 魔力紅 羅賓·西克                                                                   | 警察乐队 魔力紅 羅賓·西克                                                                   | 警察乐队 魔力紅 羅賓·西克                                                                   | 警察乐队 魔力紅 羅賓·西克                                                                   | 警察乐队 魔力紅 羅賓·西克                                                                   | 警察乐队 魔力紅 羅賓·西克                                                                   | 警察乐队 魔力紅 羅賓·西克                                                                   | 警察乐队 魔力紅 羅賓·西克                                                                   | 警察乐队 魔力紅 羅賓·西克                                                                   | 警察乐队 魔力紅 羅賓·西克                                                                   | 警察乐队 魔力紅 羅賓·西克                                                                   | 警察乐队 魔力紅 羅賓·西克                                                                   | 警察乐队 魔力紅 羅賓·西克                                                                   | 警察乐队 魔力紅 羅賓·西克                                                                   | 警察乐队 魔力紅 羅賓·西克                                                                   | 警察乐队 魔力紅 羅賓·西克                                                                   | 警察乐队 魔力紅 羅賓·西克                                                                   | 警察乐队 魔力紅 羅賓·西克                                                                   | 警察乐队 魔力紅 羅賓·西克                                                                   | 警察乐队 魔力紅 羅賓·西克                                                                   | 警察乐队 魔力紅 羅賓·西克                                                                   | 警察乐队 魔力紅 羅賓·西克                                                                   | 警察乐队 魔力紅 羅賓·西克                                                                   | 警察乐队 魔力紅 羅賓·西克                                                                   | 警察乐队 魔力紅 羅賓·西克                                                                   | 警察乐队 魔力紅 羅賓·西克                                                                   | 警察乐队 魔力紅 羅賓·西克                                                                   | 警察乐队 魔力紅 羅賓·西克                                                                   | 警察乐队 魔力紅 羅賓·西克                                                                   | 警察乐队 魔力紅 羅賓·西克                                                                   | 警察乐队 魔力紅 羅賓·西克                                                                   | 警察乐队 魔力紅 羅賓·西克                                                                   | 警察乐队 魔力紅 羅賓·西克                                                                   | 警察乐队 魔力紅 羅賓·西克                                                                   | 警察乐队 魔力紅 羅賓·西克                                                                   | 警察乐队 魔力紅 羅賓·西克                                                                   | 警察乐队 魔力紅 羅賓·西克                                                                   | 警察乐队 魔力紅 羅賓·西克                                                                   | 警察乐队 魔力紅 羅賓·西克                                                                   | 警察乐队 魔力紅 羅賓·西克                                                                   | 警察乐队 魔力紅 羅賓·西克                                                                   | 警察乐队 魔力紅 羅賓·西克                                                                   | 警察乐队 魔力紅 羅賓·西克                                                                   | 警察乐队 魔力紅 羅賓·西克                                                                   | 警察乐队 魔力紅 羅賓·西克                                                                   | 警察乐队 魔力紅 羅賓·西克                                                                   | 警察乐队 魔力紅 羅賓·西克                                                                   | 警察乐队 魔力紅 羅賓·西克                                                                   | 警察乐队 魔力紅 羅賓·西克                                                                   | 警察乐队 魔力紅 羅賓·西克                                                                   | 警察乐队 魔力紅 羅賓·西克                                                                   | 警察乐队 魔力紅 羅賓·西克                                                                   | 警察乐队 魔力紅 羅賓·西克                                                                   | 警察乐队 魔力紅 羅賓·西克                                                                   | 警察乐队 魔力紅 羅賓·西克                                                                   | 警察乐队 魔力紅 羅賓·西克                                                                   | 警察乐队 魔力紅 羅賓·西克                                                                   | 警察乐队 魔力紅 羅賓·西克                                                                   | 警察乐队 魔力紅 羅賓·西克                                                                   | 警察乐队 魔力紅 羅賓·西克                                                                   | 警察乐队 魔力紅 羅賓·西克                                                                   | 警察乐队 魔力紅 羅賓·西克                                                                   | 警察乐队 魔力紅 羅賓·西克                                                                   | 警察乐队 魔力紅 羅賓·西克                                                                   | 警察乐队 魔力紅 羅賓·西克                                                                   | 警察乐队 魔力紅 羅賓·西克                                                                   | 警察乐队 魔力紅 羅賓·西克                                                                   | 警察乐队 魔力紅 羅賓·西克                                                                   | 警察乐队 魔力紅 羅賓·西克                                                                   | 警察乐队 魔力紅 羅賓·西克                                                                   | 警察乐队 魔力紅 羅賓·西克                                                                   | 警察乐队 魔力紅 羅賓·西克                                                                   | 警察乐队 魔力紅 羅賓·西克                                                                   | 警察乐队 魔力紅 羅賓·西克                                                                   | 警察乐队 魔力紅 羅賓·西克                                                                   | 警察乐队 魔力紅 羅賓·西克                                                                   | 警察乐队 魔力紅 羅賓·西克                                                                   | 警察乐队 魔力紅 羅賓·西克                                                                   | 警察乐队 魔力紅 羅賓·西克                                                                   | 警察乐队 魔力紅 羅賓·西克                                                                   | 警察乐队 魔力紅 羅賓·西克                                                                   | 警察乐队 魔力紅 羅賓·西克                                                                   | 警察乐队 魔力紅 羅賓·西克                                                                   | 警察乐队 魔力紅 羅賓·西克                                                                   | 警察乐队 魔力紅 羅賓·西克                                                                   | 安全晉級            | 安全晉級            | 安全晉級            | 安全晉級            | 安全晉級            | 安全晉級            | 安全晉級            | 安全晉級            | 安全晉級            | 安全晉級            | 安全晉級            | 安全晉級            | 安全晉級            | 安全晉級            | 安全晉級            | 安全晉級            | 安全晉級            | 安全晉級            | 安全晉級            | 安全晉級            | 安全晉級            | 安全晉級            | 安全晉級            | 安全晉級            | 安全晉級            | 安全晉級            | 安全晉級            | 安全晉級            | 安全晉級            | 安全晉級            | 安全晉級            | 安全晉級            | 安全晉級            | 安全晉級            | 安全晉級            | 安全晉級            | 安全晉級            | 安全晉級            | 安全晉級            | 安全晉級            | 安全晉級            | 安全晉級            | 安全晉級            | 安全晉級            | 安全晉級            | 安全晉級            | 安全晉級            | 安全晉級            | 安全晉級            | 安全晉級            | 安全晉級            | 安全晉級            | 安全晉級            | 安全晉級            | 安全晉級            | 安全晉級            | 安全晉級            | 安全晉級            | 安全晉級            | 安全晉級            | 安全晉級            | 安全晉級            | 安全晉級            | 安全晉級            | 安全晉級            | 安全晉級            | 安全晉級            | 安全晉級            | 安全晉級            | 安全晉級            | 安全晉級            | 安全晉級            | 安全晉級            | 安全晉級            | 安全晉級            |
| 總決賽 | 總決賽 | 總決賽 | 總決賽 | 總決賽 | 總決賽 | 總決賽 | 總決賽 | 總決賽 | 總決賽 | 總決賽 | 總決賽 | 總決賽 | 總決賽 | 總決賽 | 總決賽 | 總決賽 | 總決賽 | 總決賽 | 總決賽 | 總決賽 | 總決賽 | 總決賽 | 總決賽 | 總決賽 | 總決賽 | 總決賽 | 總決賽 | 總決賽 | 總決賽 | 總決賽 | 總決賽 | 總決賽 | 總決賽 | 總決賽 | 總決賽 | 總決賽 | 總決賽 | 總決賽 | 總決賽 | 總決賽 | 總決賽 | 總決賽 | 總決賽 | 總決賽 | 總決賽 | 總決賽 | 總決賽 | 總決賽 | 總決賽 | 總決賽 | 總決賽 | 總決賽 | 總決賽 | 總決賽 | 總決賽 | 總決賽 | 總決賽 | 總決賽 | 總決賽 | 《You Give Love a Bad Name》 《She Will Be Loved》 《This Is My Now》 | 《You Give Love a Bad Name》 《She Will Be Loved》 《This Is My Now》 | 《You Give Love a Bad Name》 《She Will Be Loved》 《This Is My Now》 | 《You Give Love a Bad Name》 《She Will Be Loved》 《This Is My Now》 | 《You Give Love a Bad Name》 《She Will Be Loved》 《This Is My Now》 | 《You Give Love a Bad Name》 《She Will Be Loved》 《This Is My Now》 | 《You Give Love a Bad Name》 《She Will Be Loved》 《This Is My Now》 | 《You Give Love a Bad Name》 《She Will Be Loved》 《This Is My Now》 | 《You Give Love a Bad Name》 《She Will Be Loved》 《This Is My Now》 | 《You Give Love a Bad Name》 《She Will Be Loved》 《This Is My Now》 | 《You Give Love a Bad Name》 《She Will Be Loved》 《This Is My Now》 | 《You Give Love a Bad Name》 《She Will Be Loved》 《This Is My Now》 | 《You Give Love a Bad Name》 《She Will Be Loved》 《This Is My Now》 | 《You Give Love a Bad Name》 《She Will Be Loved》 《This Is My Now》 | 《You Give Love a Bad Name》 《She Will Be Loved》 《This Is My Now》 | 《You Give Love a Bad Name》 《She Will Be Loved》 《This Is My Now》 | 《You Give Love a Bad Name》 《She Will Be Loved》 《This Is My Now》 | 《You Give Love a Bad Name》 《She Will Be Loved》 《This Is My Now》 | 《You Give Love a Bad Name》 《She Will Be Loved》 《This Is My Now》 | 《You Give Love a Bad Name》 《She Will Be Loved》 《This Is My Now》 | 《You Give Love a Bad Name》 《She Will Be Loved》 《This Is My Now》 | 《You Give Love a Bad Name》 《She Will Be Loved》 《This Is My Now》 | 《You Give Love a Bad Name》 《She Will Be Loved》 《This Is My Now》 | 《You Give Love a Bad Name》 《She Will Be Loved》 《This Is My Now》 | 《You Give Love a Bad Name》 《She Will Be Loved》 《This Is My Now》 | 《You Give Love a Bad Name》 《She Will Be Loved》 《This Is My Now》 | 《You Give Love a Bad Name》 《She Will Be Loved》 《This Is My Now》 | 《You Give Love a Bad Name》 《She Will Be Loved》 《This Is My Now》 | 《You Give Love a Bad Name》 《She Will Be Loved》 《This Is My Now》 | 《You Give Love a Bad Name》 《She Will Be Loved》 《This Is My Now》 | 《You Give Love a Bad Name》 《She Will Be Loved》 《This Is My Now》 | 《You Give Love a Bad Name》 《She Will Be Loved》 《This Is My Now》 | 《You Give Love a Bad Name》 《She Will Be Loved》 《This Is My Now》 | 《You Give Love a Bad Name》 《She Will Be Loved》 《This Is My Now》 | 《You Give Love a Bad Name》 《She Will Be Loved》 《This Is My Now》 | 《You Give Love a Bad Name》 《She Will Be Loved》 《This Is My Now》 | 《You Give Love a Bad Name》 《She Will Be Loved》 《This Is My Now》 | 《You Give Love a Bad Name》 《She Will Be Loved》 《This Is My Now》 | 《You Give Love a Bad Name》 《She Will Be Loved》 《This Is My Now》 | 《You Give Love a Bad Name》 《She Will Be Loved》 《This Is My Now》 | 《You Give Love a Bad Name》 《She Will Be Loved》 《This Is My Now》 | 《You Give Love a Bad Name》 《She Will Be Loved》 《This Is My Now》 | 《You Give Love a Bad Name》 《She Will Be Loved》 《This Is My Now》 | 《You Give Love a Bad Name》 《She Will Be Loved》 《This Is My Now》 | 《You Give Love a Bad Name》 《She Will Be Loved》 《This Is My Now》 | 《You Give Love a Bad Name》 《She Will Be Loved》 《This Is My Now》 | 《You Give Love a Bad Name》 《She Will Be Loved》 《This Is My Now》 | 《You Give Love a Bad Name》 《She Will Be Loved》 《This Is My Now》 | 《You Give Love a Bad Name》 《She Will Be Loved》 《This Is My Now》 | 《You Give Love a Bad Name》 《She Will Be Loved》 《This Is My Now》 | 《You Give Love a Bad Name》 《She Will Be Loved》 《This Is My Now》 | 《You Give Love a Bad Name》 《She Will Be Loved》 《This Is My Now》 | 《You Give Love a Bad Name》 《She Will Be Loved》 《This Is My Now》 | 《You Give Love a Bad Name》 《She Will Be Loved》 《This Is My Now》 | 《You Give Love a Bad Name》 《She Will Be Loved》 《This Is My Now》 | 《You Give Love a Bad Name》 《She Will Be Loved》 《This Is My Now》 | 《You Give Love a Bad Name》 《She Will Be Loved》 《This Is My Now》 | 《You Give Love a Bad Name》 《She Will Be Loved》 《This Is My Now》 | 《You Give Love a Bad Name》 《She Will Be Loved》 《This Is My Now》 | 《You Give Love a Bad Name》 《She Will Be Loved》 《This Is My Now》 | 《You Give Love a Bad Name》 《She Will Be Loved》 《This Is My Now》 | 《You Give Love a Bad Name》 《She Will Be Loved》 《This Is My Now》 | 《You Give Love a Bad Name》 《She Will Be Loved》 《This Is My Now》 | 《You Give Love a Bad Name》 《She Will Be Loved》 《This Is My Now》 | 《You Give Love a Bad Name》 《She Will Be Loved》 《This Is My Now》 | 《You Give Love a Bad Name》 《She Will Be Loved》 《This Is My Now》 | 《You Give Love a Bad Name》 《She Will Be Loved》 《This Is My Now》 | 《You Give Love a Bad Name》 《She Will Be Loved》 《This Is My Now》 | 《You Give Love a Bad Name》 《She Will Be Loved》 《This Is My Now》 | 《You Give Love a Bad Name》 《She Will Be Loved》 《This Is My Now》 | 《You Give Love a Bad Name》 《She Will Be Loved》 《This Is My Now》 | 《You Give Love a Bad Name》 《She Will Be Loved》 《This Is My Now》 | 《You Give Love a Bad Name》 《She Will Be Loved》 《This Is My Now》 | 《You Give Love a Bad Name》 《She Will Be Loved》 《This Is My Now》 | 《You Give Love a Bad Name》 《She Will Be Loved》 《This Is My Now》 | 《You Give Love a Bad Name》 《She Will Be Loved》 《This Is My Now》 | 《You Give Love a Bad Name》 《She Will Be Loved》 《This Is My Now》 | 《You Give Love a Bad Name》 《She Will Be Loved》 《This Is My Now》 | 《You Give Love a Bad Name》 《She Will Be Loved》 《This Is My Now》 | 《You Give Love a Bad Name》 《She Will Be Loved》 《This Is My Now》 | 《You Give Love a Bad Name》 《She Will Be Loved》 《This Is My Now》 | 《You Give Love a Bad Name》 《She Will Be Loved》 《This Is My Now》 | 《You Give Love a Bad Name》 《She Will Be Loved》 《This Is My Now》 | 《You Give Love a Bad Name》 《She Will Be Loved》 《This Is My Now》 | 《You Give Love a Bad Name》 《She Will Be Loved》 《This Is My Now》 | 《You Give Love a Bad Name》 《She Will Be Loved》 《This Is My Now》 | 《You Give Love a Bad Name》 《She Will Be Loved》 《This Is My Now》 | 《You Give Love a Bad Name》 《She Will Be Loved》 《This Is My Now》 | 《You Give Love a Bad Name》 《She Will Be Loved》 《This Is My Now》 | 《You Give Love a Bad Name》 《She Will Be Loved》 《This Is My Now》 | 《You Give Love a Bad Name》 《She Will Be Loved》 《This Is My Now》 | 《You Give Love a Bad Name》 《She Will Be Loved》 《This Is My Now》 | 《You Give Love a Bad Name》 《She Will Be Loved》 《This Is My Now》 | 《You Give Love a Bad Name》 《She Will Be Loved》 《This Is My Now》 | 《You Give Love a Bad Name》 《She Will Be Loved》 《This Is My Now》 | 《You Give Love a Bad Name》 《She Will Be Loved》 《This Is My Now》 | 《You Give Love a Bad Name》 《She Will Be Loved》 《This Is My Now》 | 《You Give Love a Bad Name》 《She Will Be Loved》 《This Is My Now》 | 《You Give Love a Bad Name》 《She Will Be Loved》 《This Is My Now》 | 《You Give Love a Bad Name》 《She Will Be Loved》 《This Is My Now》 | 《You Give Love a Bad Name》 《She Will Be Loved》 《This Is My Now》 | 《You Give Love a Bad Name》 《She Will Be Loved》 《This Is My Now》 | 《You Give Love a Bad Name》 《She Will Be Loved》 《This Is My Now》 | 《You Give Love a Bad Name》 《She Will Be Loved》 《This Is My Now》 | 《You Give Love a Bad Name》 《She Will Be Loved》 《This Is My Now》 | 《You Give Love a Bad Name》 《She Will Be Loved》 《This Is My Now》 | 《You Give Love a Bad Name》 《She Will Be Loved》 《This Is My Now》 | 《You Give Love a Bad Name》 《She Will Be Loved》 《This Is My Now》 | 《You Give Love a Bad Name》 《She Will Be Loved》 《This Is My Now》 | 《You Give Love a Bad Name》 《She Will Be Loved》 《This Is My Now》 | 《You Give Love a Bad Name》 《She Will Be Loved》 《This Is My Now》 | 《You Give Love a Bad Name》 《She Will Be Loved》 《This Is My Now》 | 《You Give Love a Bad Name》 《She Will Be Loved》 《This Is My Now》 | 《You Give Love a Bad Name》 《She Will Be Loved》 《This Is My Now》 | 《You Give Love a Bad Name》 《She Will Be Loved》 《This Is My Now》 | 《You Give Love a Bad Name》 《She Will Be Loved》 《This Is My Now》 | 《You Give Love a Bad Name》 《She Will Be Loved》 《This Is My Now》 | 《You Give Love a Bad Name》 《She Will Be Loved》 《This Is My Now》 | 《You Give Love a Bad Name》 《She Will Be Loved》 《This Is My Now》 | 《You Give Love a Bad Name》 《She Will Be Loved》 《This Is My Now》 | 《You Give Love a Bad Name》 《She Will Be Loved》 《This Is My Now》 | 《You Give Love a Bad Name》 《She Will Be Loved》 《This Is My Now》 | 《You Give Love a Bad Name》 《She Will Be Loved》 《This Is My Now》 | 《You Give Love a Bad Name》 《She Will Be Loved》 《This Is My Now》 | 《You Give Love a Bad Name》 《She Will Be Loved》 《This Is My Now》 | 《You Give Love a Bad Name》 《She Will Be Loved》 《This Is My Now》 | 《You Give Love a Bad Name》 《She Will Be Loved》 《This Is My Now》 | 《You Give Love a Bad Name》 《She Will Be Loved》 《This Is My Now》 | 《You Give Love a Bad Name》 《She Will Be Loved》 《This Is My Now》 | 《You Give Love a Bad Name》 《She Will Be Loved》 《This Is My Now》 | 《You Give Love a Bad Name》 《She Will Be Loved》 《This Is My Now》 | 《You Give Love a Bad Name》 《She Will Be Loved》 《This Is My Now》 | 《You Give Love a Bad Name》 《She Will Be Loved》 《This Is My Now》 | 《You Give Love a Bad Name》 《She Will Be Loved》 《This Is My Now》 | 《You Give Love a Bad Name》 《She Will Be Loved》 《This Is My Now》 | 邦·喬飛 魔力紅 喬丁·斯帕克斯                                                                | 邦·喬飛 魔力紅 喬丁·斯帕克斯                                                                | 邦·喬飛 魔力紅 喬丁·斯帕克斯                                                                | 邦·喬飛 魔力紅 喬丁·斯帕克斯                                                                | 邦·喬飛 魔力紅 喬丁·斯帕克斯                                                                | 邦·喬飛 魔力紅 喬丁·斯帕克斯                                                                | 邦·喬飛 魔力紅 喬丁·斯帕克斯                                                                | 邦·喬飛 魔力紅 喬丁·斯帕克斯                                                                | 邦·喬飛 魔力紅 喬丁·斯帕克斯                                                                | 邦·喬飛 魔力紅 喬丁·斯帕克斯                                                                | 邦·喬飛 魔力紅 喬丁·斯帕克斯                                                                | 邦·喬飛 魔力紅 喬丁·斯帕克斯                                                                | 邦·喬飛 魔力紅 喬丁·斯帕克斯                                                                | 邦·喬飛 魔力紅 喬丁·斯帕克斯                                                                | 邦·喬飛 魔力紅 喬丁·斯帕克斯                                                                | 邦·喬飛 魔力紅 喬丁·斯帕克斯                                                                | 邦·喬飛 魔力紅 喬丁·斯帕克斯                                                                | 邦·喬飛 魔力紅 喬丁·斯帕克斯                                                                | 邦·喬飛 魔力紅 喬丁·斯帕克斯                                                                | 邦·喬飛 魔力紅 喬丁·斯帕克斯                                                                | 邦·喬飛 魔力紅 喬丁·斯帕克斯                                                                | 邦·喬飛 魔力紅 喬丁·斯帕克斯                                                                | 邦·喬飛 魔力紅 喬丁·斯帕克斯                                                                | 邦·喬飛 魔力紅 喬丁·斯帕克斯                                                                | 邦·喬飛 魔力紅 喬丁·斯帕克斯                                                                | 邦·喬飛 魔力紅 喬丁·斯帕克斯                                                                | 邦·喬飛 魔力紅 喬丁·斯帕克斯                                                                | 邦·喬飛 魔力紅 喬丁·斯帕克斯                                                                | 邦·喬飛 魔力紅 喬丁·斯帕克斯                                                                | 邦·喬飛 魔力紅 喬丁·斯帕克斯                                                                | 邦·喬飛 魔力紅 喬丁·斯帕克斯                                                                | 邦·喬飛 魔力紅 喬丁·斯帕克斯                                                                | 邦·喬飛 魔力紅 喬丁·斯帕克斯                                                                | 邦·喬飛 魔力紅 喬丁·斯帕克斯                                                                | 邦·喬飛 魔力紅 喬丁·斯帕克斯                                                                | 邦·喬飛 魔力紅 喬丁·斯帕克斯                                                                | 邦·喬飛 魔力紅 喬丁·斯帕克斯                                                                | 邦·喬飛 魔力紅 喬丁·斯帕克斯                                                                | 邦·喬飛 魔力紅 喬丁·斯帕克斯                                                                | 邦·喬飛 魔力紅 喬丁·斯帕克斯                                                                | 邦·喬飛 魔力紅 喬丁·斯帕克斯                                                                | 邦·喬飛 魔力紅 喬丁·斯帕克斯                                                                | 邦·喬飛 魔力紅 喬丁·斯帕克斯                                                                | 邦·喬飛 魔力紅 喬丁·斯帕克斯                                                                | 邦·喬飛 魔力紅 喬丁·斯帕克斯                                                                | 邦·喬飛 魔力紅 喬丁·斯帕克斯                                                                | 邦·喬飛 魔力紅 喬丁·斯帕克斯                                                                | 邦·喬飛 魔力紅 喬丁·斯帕克斯                                                                | 邦·喬飛 魔力紅 喬丁·斯帕克斯                                                                | 邦·喬飛 魔力紅 喬丁·斯帕克斯                                                                | 邦·喬飛 魔力紅 喬丁·斯帕克斯                                                                | 邦·喬飛 魔力紅 喬丁·斯帕克斯                                                                | 邦·喬飛 魔力紅 喬丁·斯帕克斯                                                                | 邦·喬飛 魔力紅 喬丁·斯帕克斯                                                                | 邦·喬飛 魔力紅 喬丁·斯帕克斯                                                                | 邦·喬飛 魔力紅 喬丁·斯帕克斯                                                                | 邦·喬飛 魔力紅 喬丁·斯帕克斯                                                                | 邦·喬飛 魔力紅 喬丁·斯帕克斯                                                                | 邦·喬飛 魔力紅 喬丁·斯帕克斯                                                                | 邦·喬飛 魔力紅 喬丁·斯帕克斯                                                                | 邦·喬飛 魔力紅 喬丁·斯帕克斯                                                                | 邦·喬飛 魔力紅 喬丁·斯帕克斯                                                                | 邦·喬飛 魔力紅 喬丁·斯帕克斯                                                                | 邦·喬飛 魔力紅 喬丁·斯帕克斯                                                                | 邦·喬飛 魔力紅 喬丁·斯帕克斯                                                                | 邦·喬飛 魔力紅 喬丁·斯帕克斯                                                                | 邦·喬飛 魔力紅 喬丁·斯帕克斯                                                                | 邦·喬飛 魔力紅 喬丁·斯帕克斯                                                                | 邦·喬飛 魔力紅 喬丁·斯帕克斯                                                                | 邦·喬飛 魔力紅 喬丁·斯帕克斯                                                                | 邦·喬飛 魔力紅 喬丁·斯帕克斯                                                                | 邦·喬飛 魔力紅 喬丁·斯帕克斯                                                                | 邦·喬飛 魔力紅 喬丁·斯帕克斯                                                                | 邦·喬飛 魔力紅 喬丁·斯帕克斯                                                                | 邦·喬飛 魔力紅 喬丁·斯帕克斯                                                                | 邦·喬飛 魔力紅 喬丁·斯帕克斯                                                                | 邦·喬飛 魔力紅 喬丁·斯帕克斯                                                                | 邦·喬飛 魔力紅 喬丁·斯帕克斯                                                                | 邦·喬飛 魔力紅 喬丁·斯帕克斯                                                                | 邦·喬飛 魔力紅 喬丁·斯帕克斯                                                                | 邦·喬飛 魔力紅 喬丁·斯帕克斯                                                                | 邦·喬飛 魔力紅 喬丁·斯帕克斯                                                                | 邦·喬飛 魔力紅 喬丁·斯帕克斯                                                                | 邦·喬飛 魔力紅 喬丁·斯帕克斯                                                                | 邦·喬飛 魔力紅 喬丁·斯帕克斯                                                                | 邦·喬飛 魔力紅 喬丁·斯帕克斯                                                                | 邦·喬飛 魔力紅 喬丁·斯帕克斯                                                                | 邦·喬飛 魔力紅 喬丁·斯帕克斯                                                                | 邦·喬飛 魔力紅 喬丁·斯帕克斯                                                                | 邦·喬飛 魔力紅 喬丁·斯帕克斯                                                                | 邦·喬飛 魔力紅 喬丁·斯帕克斯                                                                | 邦·喬飛 魔力紅 喬丁·斯帕克斯                                                                | 邦·喬飛 魔力紅 喬丁·斯帕克斯                                                                | 邦·喬飛 魔力紅 喬丁·斯帕克斯                                                                | 邦·喬飛 魔力紅 喬丁·斯帕克斯                                                                | 邦·喬飛 魔力紅 喬丁·斯帕克斯                                                                | 邦·喬飛 魔力紅 喬丁·斯帕克斯                                                                | 邦·喬飛 魔力紅 喬丁·斯帕克斯                                                                | 邦·喬飛 魔力紅 喬丁·斯帕克斯                                                                | 邦·喬飛 魔力紅 喬丁·斯帕克斯                                                                | 邦·喬飛 魔力紅 喬丁·斯帕克斯                                                                | 邦·喬飛 魔力紅 喬丁·斯帕克斯                                                                | 邦·喬飛 魔力紅 喬丁·斯帕克斯                                                                | 邦·喬飛 魔力紅 喬丁·斯帕克斯                                                                | 邦·喬飛 魔力紅 喬丁·斯帕克斯                                                                | 邦·喬飛 魔力紅 喬丁·斯帕克斯                                                                | 邦·喬飛 魔力紅 喬丁·斯帕克斯                                                                | 邦·喬飛 魔力紅 喬丁·斯帕克斯                                                                | 邦·喬飛 魔力紅 喬丁·斯帕克斯                                                                | 邦·喬飛 魔力紅 喬丁·斯帕克斯                                                                | 邦·喬飛 魔力紅 喬丁·斯帕克斯                                                                | 邦·喬飛 魔力紅 喬丁·斯帕克斯                                                                | 邦·喬飛 魔力紅 喬丁·斯帕克斯                                                                | 邦·喬飛 魔力紅 喬丁·斯帕克斯                                                                | 邦·喬飛 魔力紅 喬丁·斯帕克斯                                                                | 邦·喬飛 魔力紅 喬丁·斯帕克斯                                                                | 邦·喬飛 魔力紅 喬丁·斯帕克斯                                                                | 邦·喬飛 魔力紅 喬丁·斯帕克斯                                                                | 邦·喬飛 魔力紅 喬丁·斯帕克斯                                                                | 邦·喬飛 魔力紅 喬丁·斯帕克斯                                                                | 邦·喬飛 魔力紅 喬丁·斯帕克斯                                                                | 邦·喬飛 魔力紅 喬丁·斯帕克斯                                                                | 邦·喬飛 魔力紅 喬丁·斯帕克斯                                                                | 邦·喬飛 魔力紅 喬丁·斯帕克斯                                                                | 邦·喬飛 魔力紅 喬丁·斯帕克斯                                                                | 邦·喬飛 魔力紅 喬丁·斯帕克斯                                                                | 邦·喬飛 魔力紅 喬丁·斯帕克斯                                                                | 邦·喬飛 魔力紅 喬丁·斯帕克斯                                                                | 邦·喬飛 魔力紅 喬丁·斯帕克斯                                                                | 邦·喬飛 魔力紅 喬丁·斯帕克斯                                                                | 邦·喬飛 魔力紅 喬丁·斯帕克斯                                                                | 邦·喬飛 魔力紅 喬丁·斯帕克斯                                                                | 邦·喬飛 魔力紅 喬丁·斯帕克斯                                                                | 邦·喬飛 魔力紅 喬丁·斯帕克斯                                                                | 邦·喬飛 魔力紅 喬丁·斯帕克斯                                                                | 邦·喬飛 魔力紅 喬丁·斯帕克斯                                                                | 邦·喬飛 魔力紅 喬丁·斯帕克斯                                                                | 邦·喬飛 魔力紅 喬丁·斯帕克斯                                                                | 邦·喬飛 魔力紅 喬丁·斯帕克斯                                                                | 邦·喬飛 魔力紅 喬丁·斯帕克斯                                                                | 邦·喬飛 魔力紅 喬丁·斯帕克斯                                                                | 邦·喬飛 魔力紅 喬丁·斯帕克斯                                                                | 邦·喬飛 魔力紅 喬丁·斯帕克斯                                                                | 邦·喬飛 魔力紅 喬丁·斯帕克斯                                                                | 邦·喬飛 魔力紅 喬丁·斯帕克斯                                                                | 亞軍                | 亞軍                | 亞軍                | 亞軍                | 亞軍                | 亞軍                | 亞軍                | 亞軍                | 亞軍                | 亞軍                | 亞軍                | 亞軍                | 亞軍                | 亞軍                | 亞軍                | 亞軍                | 亞軍                | 亞軍                | 亞軍                | 亞軍                | 亞軍                | 亞軍                | 亞軍                | 亞軍                | 亞軍                | 亞軍                | 亞軍                | 亞軍                | 亞軍                | 亞軍                | 亞軍                | 亞軍                | 亞軍                | 亞軍                | 亞軍                | 亞軍                | 亞軍                | 亞軍                | 亞軍                | 亞軍                | 亞軍                | 亞軍                | 亞軍                | 亞軍                | 亞軍                | 亞軍                | 亞軍                | 亞軍                | 亞軍                | 亞軍                | 亞軍                | 亞軍                | 亞軍                | 亞軍                | 亞軍                | 亞軍                | 亞軍                | 亞軍                | 亞軍                | 亞軍                | 亞軍                | 亞軍                | 亞軍                | 亞軍                | 亞軍                | 亞軍                | 亞軍                | 亞軍                | 亞軍                | 亞軍                | 亞軍                | 亞軍                | 亞軍                | 亞軍                | 亞軍                |

路易斯成為第六季《美國偶像》成績最優秀的男性參賽者；然而節目的三位評審在比賽初段已正確預測他的領先位置。2007年3月4日，西門·考爾（Simon Cowell）在跟 X17Online （页面存档备份，存于） 的獨家專訪中，指路易斯有機會奪標。 3月27日，路易斯演唱怪人合唱團／311樂隊的《Lovesong》後，寶拉·阿巴杜希望他能進身決賽；考爾再次確認路易斯在男性參賽者中的領先地位。2007年5月16日，路易斯晉身比賽頭二強，亦成為首位躋身決賽、來自美國西北部（確切來說為華盛頓州）的《美國偶像》選手。
在整個比賽期間，路易斯偶爾會將口技與擬聲吟唱技巧加入表演，顯著的例子有《Virtual Insanity》、《All Mixed Up、《Time of the Season》、《You Give Love a Bad Name》、《You Should Be Dancing》、《This Is Where I Came In》以及《This Love》。他亦重新編製了數首歌曲，包括《You Keep Me Hangin' On》和《You Give Love a Bad Name》。雖然路易斯在半準決賽的首場表演是純歌唱曲目《Somewhere Only We Know》，並且驅使評審們留意他的當代氣息，但對於廣大觀眾而言，他在節目上的代表作很可能是邦·喬飛的《You Give Love a Bad Name》。路易斯把豐富的口技元素融入歌曲，令它聽起來與原曲有明顯的差別。當週的歌唱指導瓊·邦·喬飛，亦即樂隊的主音歌手，形容路易斯是「擲骰子」（「rolling the dice」）。三位評審均認同表演新混音版本的高風險，但同時讚揚路易斯的原創理念與精采的口技編排。蘭迪·傑克遜認為這是《美國偶像》歷史上最具創意的表演。考爾甚至預測將會有一半觀眾「完完全全的厭惡它」（"would absolutely hate it"），可另一半會喜愛路易斯的版本。這次引起極大迴響的演出及後於美國線上網站的《〈美國偶像〉史上最偉大的二十場表演》（"Top 20 All-Time Greatest American Idol Performances"）排行榜上獲得第六名。
除此以外值得注意的是，有數首路易斯在節目上表演過的原曲在短時間內重新進入《告示牌》熱門數碼下載單曲排行榜（Billboard Hot Digital Songs chart）。基音樂團的《Somewhere Only We Know》，即路易斯的首場表演，重新佔據第26位；殭屍合唱團在1968年推出的流行經典歌曲《Time of the Season》，獲得第67名；提姆·麥克羅的《When the Stars Go Blue》排行第39；邦·喬飛的《You Give Love a Bad Name》衝上第29位；魔力紅的兩首單曲，《This Love》及《She Will Be Loved》，分別佔據第41位和第45位。魔力紅於2002年發行的專輯《Songs About Jane》則於2007年6月2日擠進《告示牌》流行專輯排行榜（Billboard Top Pop Catalog Albums chart），排行第5。

### 2007年：首張專輯
<Audio Daydream>

## 音樂作品

### EPs
| 專輯資料 |
| --- |
| 《布萊克·路易斯 - EP》 1 - 發行日期：2007年5月22日 （美國） - 美國唱片業協會認證：不適用 - 排行榜表現：第三位 （《告示牌》熱門數位下載專輯排行榜） |

- 1 Since Blake Lewis - EP was available exclusively through the iTunes Store, it was not eligible to chart on the Billboard 200.[23] The EP has also made into the Billboard Comprehensive Albums chart at #30 and reached #3 on the iTunes Top Albums chart (#2 on the iTunes Pop Albums chart).

### 單曲
| 年份   | 曲目                         | 專輯                   | 排行榜表現   | 排行榜表現   | 排行榜表現    | 排行榜表現     | 排行榜表現     |
| 年份   | 曲目                         | 專輯                   | 美國 熱門100 | U.S. 流行100 | 美國 數位下載 | 加拿大 熱門100 | iTunes 熱門100 |
| ------ | ---------------------------- | ---------------------- | ------------ | ------------ | ------------- | -------------- | -------------- |
| 2007年 | "You Give Love a Bad Name" 1 | 《布萊克·路易斯 - EP》 | 18           | 20           | 9             | 47             | 4              |

### 合輯
- 《Human Element: The World's First Human Beatbox Compilation》（2004年6月15日發行）（以藝名Bshorty出現）[24]
- 《American Idol Season 6: Greatest Hits》（2007年6月12日發行）
- 《American Idol Season 6: The Collector's Edition》（2007年6月12日發行）

### 未發行歌曲
- 《Closer to Reason》
- 《Dumpty Humpty》
- 《Emotional Waterfall》
- 《Four Letter Word》
- 《Give It to Me》
- 《Jealousy》
- 《She Loves The Way》
- 《Transmission》

### 其他合作作品
- 2003年：Unexpected Arrival，《Julie》（featuring布萊克·路易斯）；《Take Control KIDS》（featuring布萊克·路易斯）
- 2007年：Caleb Cunningham／K-Tone，《My Eyes》（featuring布萊克·路易斯）[25]
- 2007年：KJ Sawka，《Brotherhood of the Drum》（featuring布萊克·路易斯）；《Move On》（featuring布萊克·路易斯)；《WTO》（featuring布萊克·路易斯）（收錄在《Cyclonic Steel》)[26]

## 腳註
1. ↑  . 西雅圖時報. 2007年4月6日  [2007年7月16日]. （原始内容存档于2007年4月28日）.
2. 1 2  比利·沃森. . About.com.   [2007年7月16日]. （原始内容存档于2007年3月23日）.
3. ↑  . 電視指南.   [2007年7月16日]. （原始内容存档于2008年3月14日）.
4. ↑  福羅安祖拉·達薇拉、海莉·愛德華茲. . 西雅圖時報. 2007年4月3日  [2007年7月16日]. （原始内容存档于2007年5月25日）.
5. ↑  約書亞·阿當·希克斯. . 肯莫爾記者（Kenmore-Reporter.com）. 2007年3月21日  [2007年7月16日]. （原始内容存档于2007年9月28日）.
6. ↑  愛爾瑪·陳珊齊. . 福斯實況網. 2007年4月5日  [2007年7月16日]. （原始内容存档于2007年9月27日）.
7. 1 2  . 人物雜誌. 2007年3月30日  [2007年7月16日]. （原始内容存档于2007年7月4日）.
8. ↑  .   [2007年7月16日]. （原始内容存档于2007年7月2日）.
9. 1 2  . SeaPeace.org.   [2007年7月16日]. （原始内容存档于2007年9月28日）.
10. ↑  . M-Pact官方網站.   [2007年7月16日]. （原始内容存档于2007年6月21日）.
11. ↑  . Singer.com.   [2007年7月16日]. （原始内容存档于2007年6月26日）.
12. ↑  . A-Cappella.com. 2003年  [2007年7月16日]. （原始内容存档于2007年10月6日）.
13. ↑  福羅安祖拉·達薇拉. . 西雅圖時報. 2007年2月17日  [2007年7月16日]. （原始内容存档于2007年12月24日）.
14. ↑  萊斯利·史崔特. . 棕櫚灘郵報. 2007年7月7日  [2007年7月16日]. （原始内容存档于2007年9月29日）.
15. ↑  凱蒂·拜恩、占·肯提耶羅. . 音樂電視網. 2007年5月4日  [2007年7月16日]. （原始内容存档于2007年6月26日）.
16. ↑  杰夫·斯韋茨、積遜·霍茲. . 先驅網. 2007年5月12日  [2007年7月16日]. （原始内容存档于2007年5月15日）.
17. ↑  . 布萊克女孩. 2007年4月5日  [2007年7月16日]. （原始内容存档于2007年9月28日）.
18. ↑  肯·巴恩斯. . 今日美國. 2007年5月17日  [2007年7月16日]. （原始内容存档于2007年5月20日）.
19. ↑  . 音樂電視網. 2007年4月24日  [2007年7月16日]. （原始内容存档于2007年7月2日）.
20. ↑  羅傑·布爾. . 佛羅里達州時報聯盟. 2007年7月6日  [2007年7月16日]. （原始内容存档于2007年9月29日）.
21. ↑  . X17Online. 2007年3月4日  [2007年7月16日]. （原始内容存档于2007年9月14日）.
22. ↑  . 美國線上.   [2007年7月16日]. （原始内容存档于2007年6月4日）.
23. ↑  Fred Bronson. . Billboard "Chart Beat". May 31, 2007  [2007-05-31]. （原始内容存档于2007-09-29）.
24. ↑  . 亞馬遜公司. 2004年6月15日  [2007-07-16].
25. ↑  . MySpace.   [2007年7月16日]. （原始内容存档于2009年7月23日）.
26. ↑  . KJ Sawka官方網站. 2007年6月6日  [2007年7月16日]. （原始内容存档于2007年6月6日）.

## 外部連結
- 布萊克·路易斯 （页面存档备份，存于） 在《美國偶像》官方網站的相關信息
- 布萊克·路易斯在互联网电影资料库（IMDb）上的資料（英文）
- 布萊克·路易斯 在美國線上網站的相關信息
- 布萊克·路易斯 （页面存档备份，存于） 在Last.fm的相關信息
- 布萊克·路易斯的MySpace主頁